# Liste deutscher Redewendungen
Die Liste deutschsprachiger Redewendungen führt vor allem Wortlaut, Bedeutung und Herkunft von Redewendungen in der deutschen Sprache auf, deren Sinn sich dem Leser nicht sofort erschließt oder die nicht mehr in der ursprünglichen Weise verwendet werden. Zu einigen gibt es mehrere Deutungsversuche, von denen nicht alle wiedergegeben werden können. Auf eindeutige oder banale Redewendungen wie von Kindesbeinen an oder in der Versenkung verschwinden wird hier nicht eingegangen, ebenso wenig auf Fäkal- und Gossenjargon, reine Szenensprache (im Gefängnis, Drogenmilieu, Schulhof etc.) sowie Injurien. Einzelworte wie Potzblitz! oder Kraftworte sind hier unerwünscht.
Geflügelte Worte, also zur Redewendung gewordene literarische Zitate, stehen in der Liste der geflügelten Worte.
Die Einträge sind alphabetisch nach dem fett hervorgehobenen Wort sortiert (meist ist es das erste Substantiv). Die Bedeutung wird möglichst knapp erläutert.

## 0–9

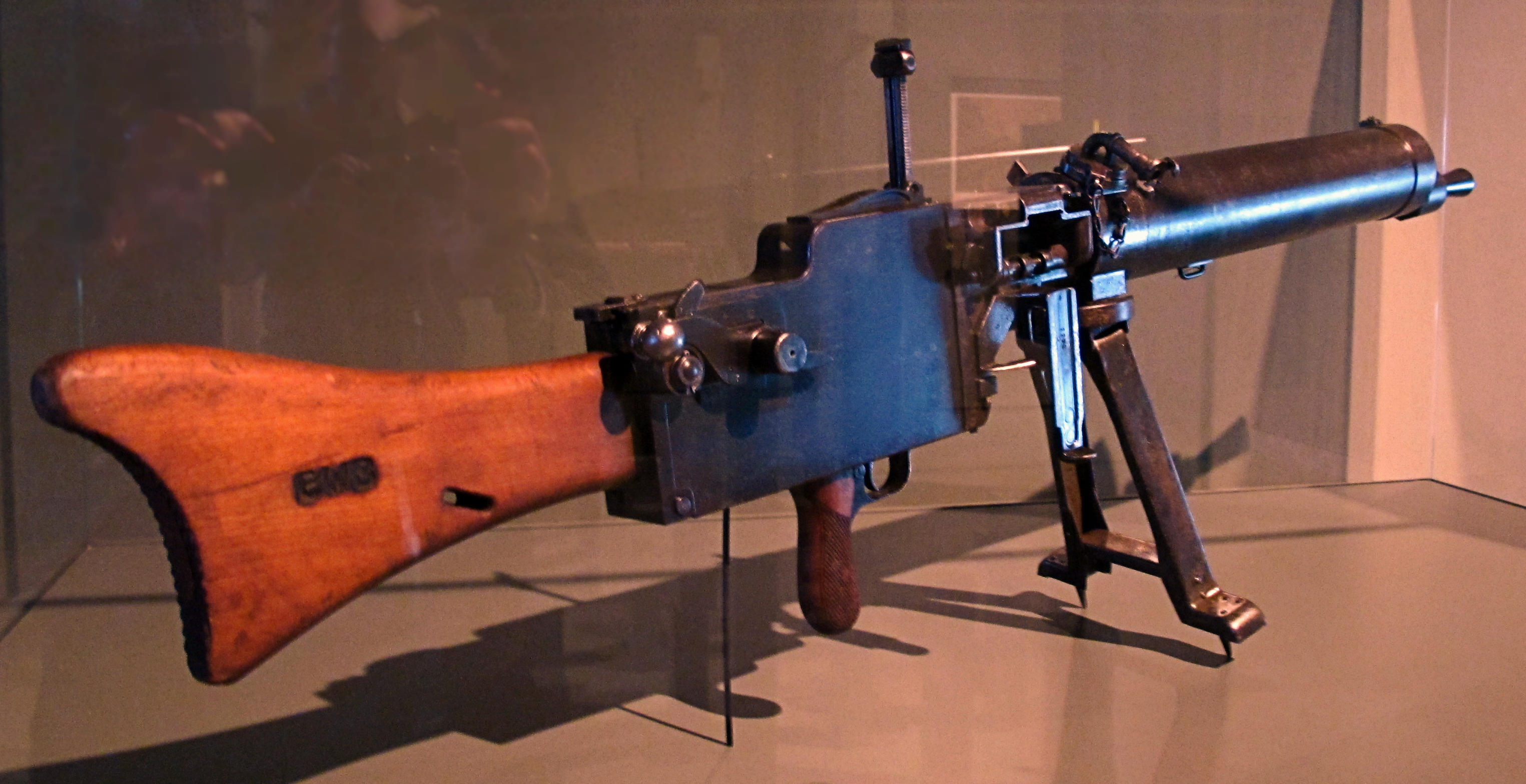
08/15: Das Maschinengewehr Typ MG 08/15 war das Standard-MG der Deutschen im Ersten Weltkrieg

- 08/15 (Gesprochen: Null-acht-fünfzehn/fuffzehn) – mittelmäßig, einfach, gewöhnlich, standardisiert, nichts Außergewöhnliches.[1]

## A
- Das A und O – das Wesentliche, Wichtigste, bleibend Gültige. Das griechische Alphabet beginnt mit Alpha (= A) und endet mit Omega (= O). Siehe auch: Alpha und Omega. Sprichwörtlich geworden durch den Bibelvers „Ich bin das A und O, der Anfang und das Ende, spricht Gott der Herr …“ (Offb 1,8 EU)
- Jemandem eine Abfuhr erteilen – ihn in der Rede/in einer Auseinandersetzung schlagen, oder aber auch: ihm eine Bitte abschlagen. Aus der Studentensprache, wo der in der Mensur unterlegene „Paukant“ aus dem Saal geleitet/abgeführt wird.
- Etwas abklappern – auf der Suche nach etwas oder jemandem (alle) in Frage kommenden Stellen nacheinander aufsuchen; oft auch dabei sich erkundigen / danach fragen.[2][3][4][5] Bei der Treibjagd wurde das Wild mit Holzklappern aus dem Unterholz gejagt.
- Etwas abkupfern – nachahmen, kopieren, plagiieren. Der Kupferstich war in der früheren Neuzeit die führende Technik zum Vervielfältigen von Bildern.
- Das ist Ablage P – etwas wird nicht mehr benötigt und kann entsorgt werden. Aus der Bürosprache, P steht hier für Papierkorb.

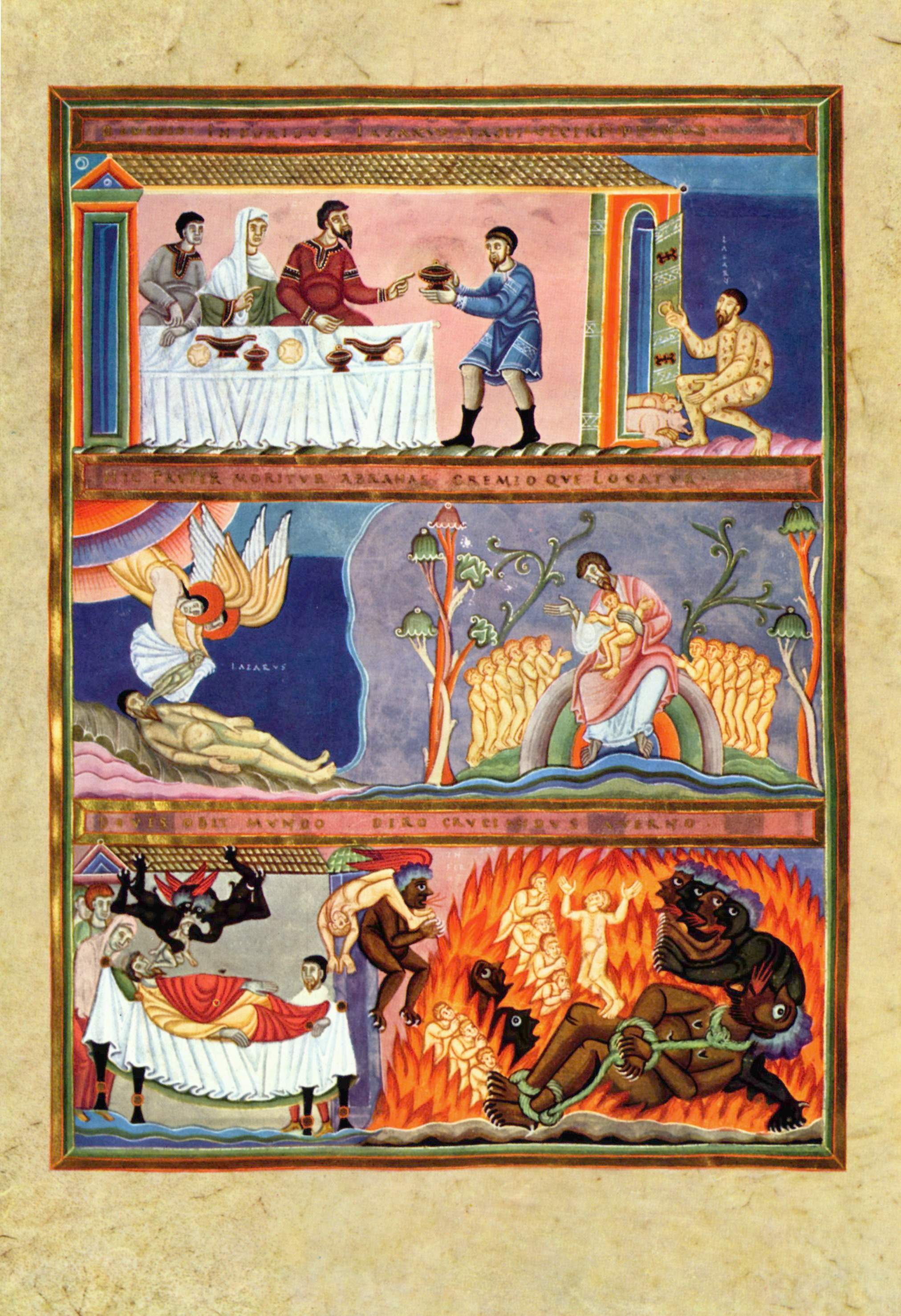
Abrahams Schoß:Lazarus und der reiche Mann. In der Mitte rechts eine Darstellung von Abrahams Schoß. Evangeliar von Echternach, ca. 1035–1040.

- Sicher wie in Abrahams Schoß – sich fühlen wie im Paradies. Nach dem Gleichnis vom reichen Mann und dem armen Lazarus im Lukasevangelium (Lk 16,22 EU).
- Da warst du noch in Abrahams Wurstkessel – da warst du noch nicht gezeugt. Vermutlich nach dem Hebräerbrief des neuen Testaments. Darin ist die Rede davon, dass Levi zu der Zeit, als sein Urgroßvater Abraham dem Hohenpriester Melchisedek begegnete, noch „in Abrahams Lende“ war (Hebr 7,10 ELB).
- Sich etwas abschminken können – eine Hoffnung aufgeben müssen. Zumeist als Reaktion auf die Äußerung eines Wunsches oder einer Absicht mit den Worten „Das kannst du dir abschminken“.
- Jemanden mit etwas abspeisen – jemandem weniger zukommen lassen, als er sich erhofft. Es soll aus landschaftlich unterschiedlich gehandhabtem Brauch herrühren, dem Brautwerber durch eine minderwertige Mahlzeit die Ablehnung seines Wunsches kundzutun.
- Mit Ach und Krach – gerade eben noch. Verkürzung von „mit Ächzen und Krächzen“.
- Auf Achse sein (z. B. ‚er ist ständig auf Achse‘) – unterwegs sein, nicht greifbar sein. Mit Achse ist ein (rollendes) Fahrzeug gemeint.
- Sich vom Acker machen – sich davonstehlen. Im Soldatenjargon wurde das Übungsgelände auch Acker genannt. Wer sich vom Acker machte, der drückte sich und war nicht selten fahnenflüchtig.
- Jemanden zur Ader lassen – ihn finanziell „erleichtern“, ausbeuten. Bader beherrschten die Kunst des Aderlasses und des Schröpfens, die sie sich gut honorieren ließen.
- Aussehen wie ein Affe auf dem Schleifstein – ungewöhnliche oder unbequeme Fortbewegungsart, vor allem in Verbindung mit Zweirädern; seltsame Sitzposition. Abgeleitet vom dressierten Affen eines Scherenschleifers.
- Den Affen für jemanden spielen – einer anderen Person gehorchen, sich für diese unter Umständen auch lächerlich machen. Auf Jahrmärkten traten früher häufig Gaukler mit Tieren wie Affen auf, die alle möglichen Kunststücke vorführen mussten, für die sie teilweise schikanös dressiert worden waren.
- Dem Affen Zucker geben – im Rausch ausgelassen lustig sein. Bei Theodor Fontane kommt die Wendung mehrfach vor (Da habe ich demissioniert und dem Affen meiner Eitelkeit das Zuckerbrot gegeben.).
- Den Affen loslassen – lustig sein, sich einen vergnügten Tag machen.
- Ein Affentheater aufführen – ein übertriebenes Gebaren zeigen.
- Einen Affenzirkus veranstalten – viel Getue um eine Sache machen.
- Sich einen Affen holen bzw. einen Affen sitzen haben – sich betrinken bzw. betrunken sein. Entweder abgeleitet von der angeblichen Trunksucht der Affen oder von der umgangssprachlichen Bezeichnung „Affe“ für einen Tornister von Soldaten.
- Ich denke, mich laust (kratzt) der Affe – Ausdruck hochgradiger unangenehmer Überraschung. Die Redewendung ging im 19. Jahrhundert von Berlin aus, wo die Wendung „Ik denke, der Affe laust mir“ gängig war.
- Sich zum Affen machen – sich lächerlich machen. Im Ruhrgebiet auch: sich zum (Voll-) Horst machen, identische Bedeutung.
- Affenliebe – übertriebene Liebe.
- Eine Affenschande – eine offenbare Schande.
- Drei Affen – Versinnbildlichung, nichts (Böses) sehen, hören oder sagen.
- Es ist noch nicht aller Tage Abend – ein sicher scheinender Umstand ist noch lange nicht endgültig. Hiermit geht man davon aus, dass die Apokalypse, auch mit dem „jüngsten Tag“ oder „aller Tage Abend“ umschrieben, noch fern ist und sich bis dahin noch viel Unerwartetes ändern kann.
- Das ist so sicher wie das Amen in der Kirche – darauf kannst du dich verlassen. Mit Amen (frei übersetzt aus dem hebräischen: so soll es sein) enden liturgische Gebete, dieses Wort kommt also mit Sicherheit in jedem Gottesdienst einige Male vor.
- Der Amtsschimmel (wiehert) – die Bürokratie zeichnet sich durch Umständlichkeit und Prinzipienreiterei aus. Verballhornung des Wortes „Simile“ (lat. similis = ähnlich) für ein Musterformular in Österreich, nach dem die einzelnen Vorgänge bearbeitet wurden. Dieses musste vielen Situationen gerecht werden und war daher entsprechend umfangreich.[6]
- Anglerlatein – Entsprechung zu Jägerlatein.
- (etwas) anzetteln – heimlich und hinterrücks etwas planen, absprechen, beginnen. Aus der handwerklichen Weberei. Sobald der Weber vollständig angezettelt (also die Kettfäden eingehängt) hatte, musste der Auftraggeber den Stoff so wie bestellt abnehmen.
- Äpfel mit Birnen vergleichen – Unvergleichbares miteinander vergleichen.
- In den sauren Apfel beißen – etwas Unangenehmes notgedrungen tun.
- Etwas für einen Apfel und ein Ei (ver)kaufen – etwas spottbillig veräußern oder erwerben. Äpfel und Eier kosten relativ wenig.
- Der Apfel fällt nicht weit vom Stamm (ironisch: vom Pferd, vom Birnbaum) – wenn z. B. Kinder charakterlich den Eltern ähneln.
- Apfel der Zwietracht, Zankapfel – zentraler Punkt einer Auseinandersetzung.
- Das ist ein Armutszeugnis für ihn – das zeigt, wie unfähig er ist. Das Armenrecht ermöglichte nach Vorlage einer Bescheinigung der Wohngemeinde, Armutszeugnis genannt, und bei hinreichender Erfolgsaussicht das vorläufig kostenlose Führen eines Zivilprozesses.
- Sich etwas aus dem Ärmel schütteln – etwas erfinden, sich etwas schnell ausdenken, um sich aus einer schwierigen Situation zu befreien. Nach einem möglichen Betrug beim Kartenspiel: Bei einem schlechten Blatt behilft man sich mittels zuvor im Ärmel versteckter guter Karten. Eine noch ältere Deutung besagt, dass zu Zeiten, als die Gewänder weite Ärmel hatten, darin nicht nur die Hände gewärmt, sondern auch kleinere Gegenstände darin verstaut werden konnten, welche man dann wieder aus dem Ärmel schüttelte.
- Man sollte ihn mit Argusaugen bewachen – man sollte ihn gut beobachten. Argos wurde in der griechischen Mythologie von Hera beauftragt, Io zu überwachen, damit es nicht zu einem Schäferstündchen mit ihrem Gatten Zeus kommt. Einige seiner 100 Augen blieben immer wach, während die anderen schliefen.
- Sich den Arsch aufreißen (vulgär) – sich sehr anstrengen, sich sehr große Mühe geben.
- Am Arsch der Welt/Erde (derb) – abseits der Zivilisation, abgelegen. Umschrieben auch: Wenn die Welt einen Einlauf bräuchte, dort würde er gemacht.
- Jemand/etwas geht jemandem am Arsch vorbei – das ist mir egal. Vulgäre, betonte Form der Gleichgültigkeit.
- Jemandem geht der Arsch auf Grundeis – in unangenehmer Situation sein. Zitat: Dir wird noch der Arsch auf Grundeis gehen = Dir wird noch himmelangst werden.[7]
- Die Arschkarte haben – den entscheidenden Nachteil, das Nachsehen haben. Um beim Zeigen einer verwarnenden gelben Karte, meistens gezogen aus der Brusttasche, das versehentliche Ziehen einer roten Karte, die einen Verweis von der Spielfläche zur Folge hat, zu vermeiden, bewahren Sportschiedsrichter letztere zumeist in der Gesäßtasche auf.
- Asche auf dein Haupt – schäm dich! Meist eher ironisch verwendet. Oft auch in der Version „sich Asche aufs Haupt streuen“. Abgeleitet von in der Bibel geschilderten Trauerriten (1 Makk 3,47 EU).
- Noch ein Ass im Ärmel haben – etwas Großes/ein überzeugendes Argument zurückhalten, um es im richtigen Moment zur Überraschung (anderer) einzubringen.
- Das Auge des Gesetzes – die Polizei. Die Wendung „das Auge des Gesetzes wacht“ findet sich in Schillers Lied von der Glocke.
- Ein Auge auf jemanden/etwas werfen – Gefallen an jemandem oder etwas finden. Diese Wendung stammt aus der Geschichte von Susanna im Bade, einem apokryphen Anhang zum biblischen Buch Daniel. Dort heißt es: „Und als die beiden Ältesten sie täglich darin umhergehen sahen, entbrannten sie in Begierde nach ihr und wurden darüber zu Narren und warfen die Augen so sehr auf sie, dass sie nicht mehr zum Himmel aufsehen konnten und nicht mehr an gerechte Urteile dachten.“[8]
- Einen Augiasstall ausmisten – großen Dreck oder Unordnung beseitigen. Herakles brachte es nach der griechischen Sage fertig, in kürzester Zeit die Ställe des Augias, in denen 3000 Rinder gehalten worden sein sollen, von allem Unflat zu reinigen.
- Etwas ausbaden müssen – für etwas übermäßig oder ungerechtfertigt bestraft werden. Bis in die Neuzeit war es nicht unüblich, dass mehrere Personen nacheinander das gleiche Badewasser benutzen mussten. Die letzte Person in der Reihenfolge bekam das kühlste und schmutzigste Badewasser und musste zudem noch ausbaden, d. h. die Wanne reinigen und an ihren Platz zurückbringen.
- Ein Ausbund von/an Frechheit (Schlechtigkeit, Tugend, Güte, Gelehrsamkeit) sein – sich in der besagten Disziplin besonders hervortun. Als Waren noch in undurchsichtigen und häufig unbedruckten Behältnissen verkauft wurden, wurde oft ein für das Auge besonders hübsches Warenmuster daran angebunden.
- Einen Fehler ausmerzen – etwas gut machen, ausbügeln. Die Herkunft ist ungewiss; vielleicht, weil im Monat März Schafe aussortiert wurden, die zur weiteren Zucht nicht taugten. In der Zeit des Nationalsozialismus wurde das Verb ausmerzen benutzt, um die Verfolgung und Ermordung von Juden, Geisteskranken, politischen Gegnern und anderen „unerwünschten“ Personen zu beschreiben.
- Jemanden ausstechen – ihn übertreffen oder verdrängen. In den Ritterturnieren wurde Sieger, wer beim Lanzenstechen mit der Lanze den Gegner vom Pferd stieß, d. h. „aus dem Sattel stach“.
- Auf dem Aussterbeetat stehen – bedeutungslos werden, veraltet sein. Der notwendige Budgetrahmen wird in naher Zukunft tot sein, also nicht mehr zur Verfügung stehen.[9]
- sich wie die Axt im Walde benehmen/verhalten – etwas Destruktives tun, die Menschen um sich herum tyrannisieren.

## B
- Den Bach runter gehen – eine Sache, ein Unternehmen geht schief, ist verloren. Vermutlich aus demselben Zusammenhang wie Ihm schwimmen die Felle weg (s. d.)
- Sich wie ein Backfisch benehmen – albern oder noch unreif sein. Zur Etymologie des Wortes „Backfisch“ für unreife Mädchen siehe dort. (Sprichwort um 1900: „Mit 14 Jahr’n und sieben Wochen ist der Backfisch ausgekrochen.“[10]).
- baden gehen – bankrottgehen, leer ausgehen, auch: an etwas scheitern, Misserfolg ernten.[11]
- Nur Bahnhof verstehen – nichts verstehen oder verstehen wollen. Hat seinen Ursprung im Ersten Weltkrieg, wo die vom jahrelangen Grabenkrieg ermüdeten Soldaten nur noch das Wort „Bahnhof“ hören wollten, was für sie gleichbedeutend mit einer Heimfahrt war.[12][13]
- Am Ball bleiben – an einer Sache dranbleiben.
- Den Ball flach halten – sich zurückhalten, kein Risiko eingehen, keine Aufmerksamkeit erregen.
- Mit harten Bandagen kämpfen – unerbittlich und hart kämpfen. Vor der Zeit der Boxhandschuhe bzw. der Queensberry-Regeln kämpften die Boxer mit Bandagen um die Fäuste. Der Schutz war nur sekundär. Je fester die Bandagen gewickelt waren, desto härter traf der Fausthieb.[14]
- Es wurde auf die lange Bank geschoben – die Bearbeitung/Erledigung wurde stark verzögert. Vermutlich aus der Gerichtssprache, bezogen auf die Dauer von Prozessen. Bank ist hier wohl gleichzusetzen mit dem später für die Verwahrung von Prozessakten üblichen Aktenschrank.
- Durch die Bank – komplett, vollständig. Nach der mittelalterlichen Sitte, bei Mahlzeiten die Personen auf einer Sitzbank der Reihe nach zu bedienen. Wenn also die Bank durch war, hatten alle etwas bekommen.
- Ich bin doch nicht die Bank von England – ich kann nicht alle Wünsche erfüllen. Die Bank of England war lange Zeit der Inbegriff unermesslicher finanzieller Reserven, als Großbritannien noch Weltmacht war.
- Dort steppt/tanzt der Bär – dort ist etwas los, dort passiert etwas.
- Jemandem einen Bären aufbinden – eine Person anlügen oder ihr etwas vormachen. Vom altdeutschen Wort bar, was so viel wie Last oder Abgabe bedeutete. wikt:jemandem einen Bären aufbinden
- Jemandem einen Bärendienst erweisen – eine schlechte Hilfe erweisen, die häufig das Gegenteil des Angestrebten bewirkt. Vermutlich nach einer Tierfabel des französischen Autors Jean de La Fontaine, in der ein gezähmter Bär seinen Herrn erschlug, weil er ihm die lästigen Fliegen abwehren wollte.[15]
- Auf die Barrikaden gehen (oder steigen) – rebellisch werden, Widerstand leisten, sich mutig für etwas einsetzen. Geht zurück auf die Straßenschanzen („barricades“) der Aufständischen in der Französischen Revolution 1789, 1830 und 1848, mit denen Widerstand gegen die Ordnungsbehörden/Armee geleistet wurde.
- Das hat einen Bart – abgedroschen sein z. B. bei Witzen oder Erzählungen, die langweilen.
- Lass Dir keinen (grauen) Bart wachsen – traure nicht darum, lass dich nicht verdrießen, vergiss es. Zum Zeichen der Trauer wird noch heute bei Juden für eine gewisse Zeit die Rasur eingestellt, z. B. Menachem Begin anlässlich des Todes seiner Frau.
- Es geht um Kaisers Bart – es wird um eine Nichtigkeit gestritten. Die Gelehrten sollen sich lange darüber gestritten haben, ob Karl der Große einen Bart trug oder nicht. Siehe hier „Streit um Kaisers Bart“
- Jemandem um den Bart gehen – ihn hofieren oder ihm schmeicheln. Schon in der Antike, z. B. Homers Ilias I 501ff., verwendeter Ausdruck, wo Thetis Zeus durch Streicheln des Kinns für sich gewinnen möchte.[16] In gleicher Bedeutung: Honig um den Bart schmieren (siehe bei Honig).
- Wissen, wo der Barthel (auch Bartel oder Bartl) den Most holt – Bescheid wissen. Stammt entweder aus der Gaunersprache, wo „Barzel“ gleichbedeutend ist mit „(Stemm-)Eisen“ und „Most“ eine Bezeichnung für Geld (daher umgangssprachlich „Moos“); also wissen, wo reiche Beute gemacht werden kann. Möglich ist auch eine ironische Anspielung auf den Jünger Bartholomäus (Barthel) als Zeugen des Weinwunders der Hochzeit zu Kana (Joh 2,1–12 EU): Es gibt keine „neutralen“ Zeugen der Verwandlung, die Jünger allein wissen, wo der Wein wirklich herstammt. Eine andere Erklärung geht auf den Termin der Bartholomäusnacht am 23. August zurück, die je nach Apfelsorte etwa einen Monat vor der Ernte liegt und die Verfügbarkeit von Most auf Kenntnisse über besonders geeignete Standorte erforderte. Im Schweizerdeutsch sagt man: Jemandem zeigen, wo der „Bartli“ den Most holt: einen „Missetäter“ Mores lehren. Letztere Bedeutung ist auch im Schwäbischen bekannt.[17] Eine Abwandlung aus dem Ruhrgebiet lautet: Jemandem zeigen, wo der Frosch die Locken (Haare) hat – ebenfalls im Sinne von: Bescheid wissen.
- Ein Bauernopfer bringen – sich von etwas/jemandem trennen, um seine eigene Position zu retten. Aus dem Schachspiel, in dem Bauern die schwächsten Figuren sind, die man bei Gefahr gerne opfert, um eine wichtigere Figur zu retten. Auch mit realitätsnäherem Hintergrund: in der Schlacht wurden die (zwangsrekrutierten) mitkämpfenden Bauern geopfert, wenn es militärisch sinnvoll erschien.
- In Bausch und Bogen – insgesamt, rundheraus, ohne auf Einzelheiten einzugehen; etwas wird in Bausch und Bogen verworfen – es wird uneingeschränkt abgelehnt.
- Ich bin bedient – sich schlecht behandelt fühlen bzw. genug von etwas haben.
- Der kreißende Berg gebiert eine Maus – etwas zuvor großspurig Angekündigtes entpuppt sich letztendlich als völlig unspektakulär. Frei nach Horaz: De arte poetica, Vers 139, „Parturient montes, nascetur ridiculus mus“.
- Über den (auch: über dem) Berg sein – die schlimmste Phase von etwas (z. B. einer Krankheit) überwunden haben. Vom Umstand abgeleitet, dass die Besteigung eines Hügels bis zum Erreichen des Gipfels schwieriger ist als der Abstieg.
- Kämpfen wie ein Berserker – sich ungestüm und eher unvernünftig verhalten. Aus den nordischen Sagen abgeleitet, wo die „Bärenhäuter“ ohne Schild und Vernunft drauf los schlugen.
- Sich ins gemachte Bett legen – sich in einen Vorteil verschaffen / den Ruhm ernten, wobei andere die eigentliche Vorarbeit geleistet haben.
- Jetzt haben wir die Bescherung – meist resignativer Kommentar zu einer unangenehmen Überraschung, gelegentlich auch humoristisch. Mit Bescherung sind die unter dem Christbaum liegenden Geschenke gemeint. Vergleiche auch „jetzt haben wir den Salat.“
- Gut beschlagen in etwas sein – kenntnisreich sein in einer Sache. „Beschlagen“ bezeichnet das Anpassen der Hufeisen bei Pferden durch einen Hufschmied.
- Da fress ich einen Besen (oft ergänzt: samt der Putzfrau) – etwas absurd finden oder für äußerst unwahrscheinlich halten.
- Der Bien muss! (auch wenn es ans/ums Leben geht) – eine Sache muss unter allen Umständen erledigt werden; man ist gezwungen, sie zu tun, selbst wenn sie widersinnig ist. Die Redewendung geht auf eine Karikatur von Wilhelm Camphausen aus dem Jahr 1850 zurück.
- Hinter die Binde kippen – Alkohol trinken, der durch die Gurgel und somit auch durch die gebundene Krawatte läuft. Alternativen: auf die Lampe gießen, die Gurgel ölen, einen schmettern, einen zur Brust nehmen.
- In die Binsen gehen (auch: durch die Binsen gehen) – verloren gehen. Aus der Jägersprache, wenn Wildgeflügel sich ins rettende Schilf flüchtete, wohin der Jagdhund nicht folgen konnte.
- Das ist eine Binsenweisheit (auch Binsenwahrheit) – das versteht sogar der Dümmste. Die römischen Komödiendichter Terenz und Plautus sprachen von „Knoten in den Binsen suchen“, also nach Schwierigkeiten, die gar nicht vorhanden sind.
- Der Blanke Hans – die Nordsee; die Gefahren durch Sturmfluten an der Nordsee.
- Kein Blatt vor den Mund nehmen – eine Meinung deutlich vertreten bzw. jemandem die Leviten lesen. Aus der Theatersprache, wo in der Antike in den Zeiten vor der Theatermaske ein Feigenblatt das Gesicht des Schauspielers verbarg, so dass dieser für seine Worte nicht zur Rechenschaft gezogen werden konnte. wikt:kein Blatt vor den Mund nehmen
- Blaublüter: steht für einen Adeligen oder mehrere Adelige. Adelige hatten früher sehr helle und zarte Haut, weil sie wenig in der Sonne waren. Daher schienen die Adern bläulich durch die Haut und führten zu der Annahme, dass das Blut blau war.
- Blaumachen – schwänzen, ohne triftigen Grund nicht zur Arbeit/Schule erscheinen. Wahrscheinlich abgeleitet vom Blauen Montag, der ursprünglich liturgisch begründeten Bezeichnung für die arbeitsfreien Fastenmontage der Handwerker. wikt:blaumachen
- Blau sein – betrunken sein.

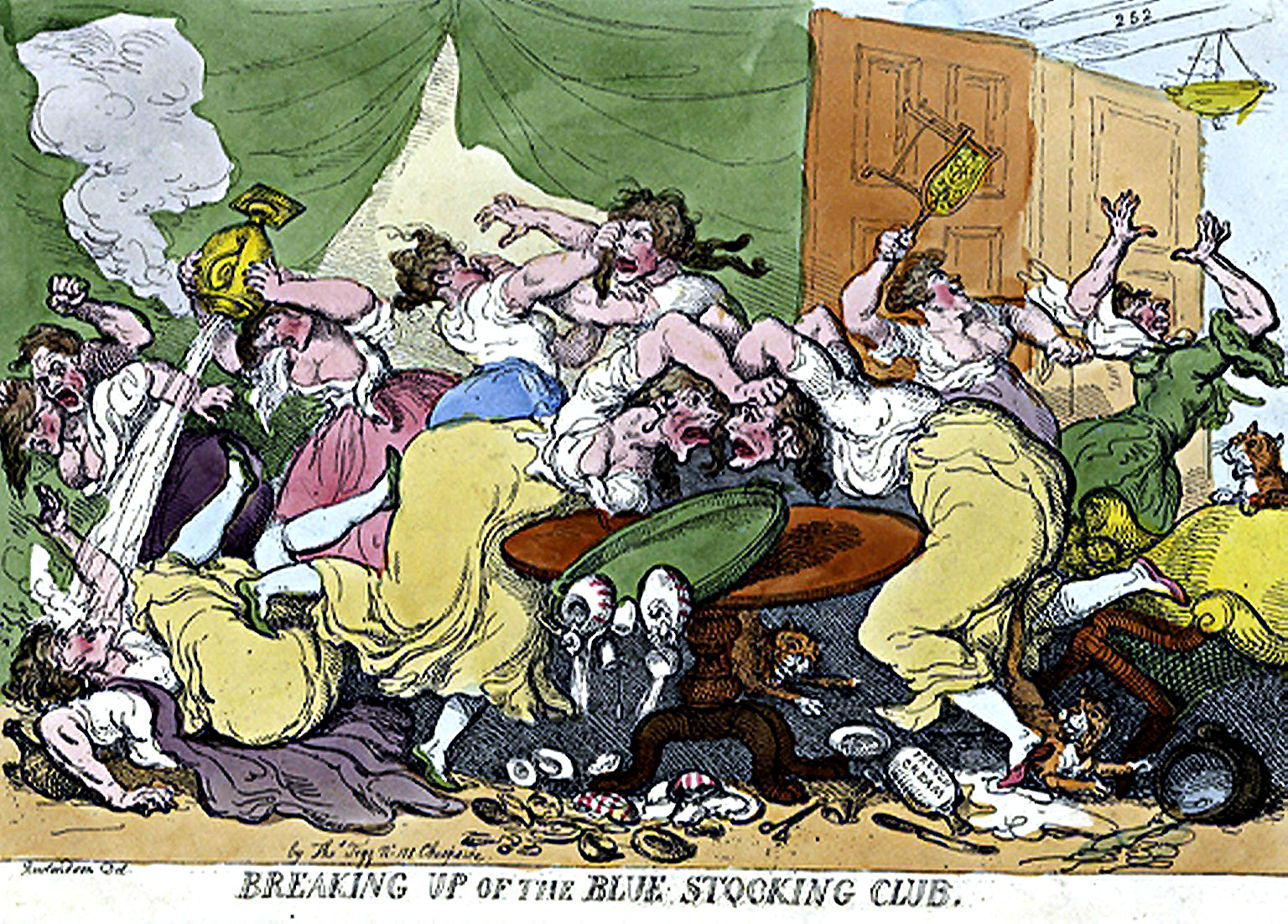
Blaustrumpf: Satirische Zeichnung von Thomas Rowlandson (1757–1827), Zusammenbruch des Blaustrumpfklubs (1815)

- Blaustrumpf – Spottname für eine gelehrte (intellektuelle, „emanzipierte“) Frau, die ihre (biologischen) „weiblichen Vorzüge“ in den Hintergrund stellt. Die Blaustrümpfe waren eine Frauenbewegung des 19. Jahrhunderts, die den Grundstein der Suffragetten, einer Organisation in den USA und Großbritannien, die sich für das Frauenwahlrecht einsetzten, legten.
- Ach du heilig’s Blechle! – schwäbischer Ausruf von (meist freudiger) Überraschung. Betteln war einst in Württemberg verboten, außer man konnte zum Zeichen der amtlichen Erlaubnis eine entsprechende Blechmarke vorweisen. Heute meint der Schwabe mit dem Heilig’s Blechle häufig sein Auto.[18]
- Wie Blücher rangehen an der Katzbach – offensiv, mutig, ungestüm. Nach dem Beispiel von Gebhard Leberecht von Blücher, preußischer Generalfeldmarschall, der durch seine Bereitschaft zur Offensive die Schlacht an der Katzbach zu seinem Gunsten entschied.

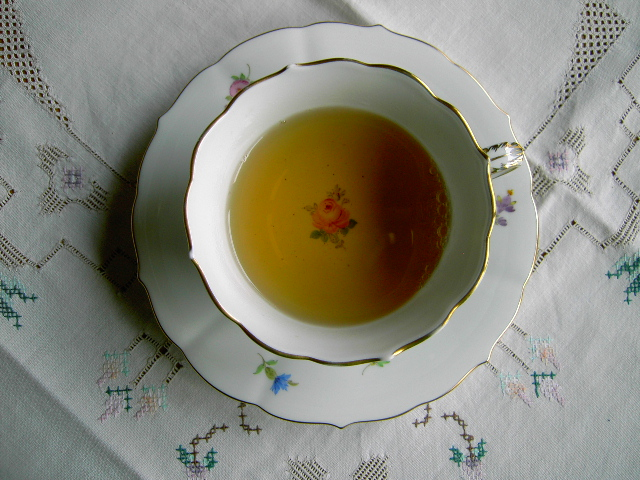
Blümchenkaffee

- Blümchenkaffee – dünn geratener Kaffee, bei dem man wie beim „Bodensehkaffee“ noch den Boden der Kaffeetasse erkennen kann. Scherzhafte Erhöhungen sind der „Schwerterkaffee“ (bezieht sich auf das Signum der Meißener Porzellanmanufaktur auf der Unterseite der Tasse) und der „Doppelschwerterkaffee“ (spielt auf die Schwerter der Unterseite der Untertasse an, die angeblich ebenfalls durchscheinen).
- Etwas durch die Blume sagen (auch: „Durch die Blume gesagt“) – etwas nur andeutungsweise, indirekt oder kryptisch kundtun.
- Danke für die Blumen! – oft ironisch gemeinter Dank als Entgegnung auf eine kritische oder beleidigende Bemerkung.
- Jemandem einen Blumenkohl ans Ohr quatschen – ausdauernd ohne Unterlass auf jemanden einreden. Der Zuhörer fürchtet, davon eine Schwellung seines Hörorgans davonzutragen.
- Blut und Wasser schwitzen – große Angst vor dem ungewissen Ausgang einer Sache haben. In Anspielung auf die Todesangst Jesu im Garten Gethsemane am Abend vor seiner Kreuzigung (Lukas 22,44 EU).
- Einen Bock schießen – einen Fehler begehen, eine Dummheit machen. Aus der Schützensprache, wo ein Fehlschuss als „Bock“ bezeichnet wird.
- Den Bock zum Gärtner machen – den Ungeeignetsten für eine Aufgabe auswählen. Ziegenböcke sind nicht gerade zimperlich, die schönsten Pflanzen zu fressen.
- Jemanden ins Bockshorn jagen – ihn in die Enge treiben, einschüchtern, verunsichern oder auf eine falsche Fährte locken. Zwar seit dem 16. Jahrhundert nachweisbar, aber Herkunft ungeklärt.
- Etwas aus dem Boden stampfen – etwas aus dem Nichts hervorbringen, etwas schnell errichten.
- Das sind böhmische Dörfer für mich – etwas Unbekanntes oder Unverständliches. Als Böhmen noch zur Donaumonarchie gehörte, verstanden viele Landeskinder das dort gesprochene Tschechisch bzw. die tschechischen Ortsnamen nicht.
- Dumm wie Bohnenstroh – bezieht sich auf billiges Bohnenstroh zur Einrichtung der Bettstätten der armen Bevölkerung im Mittelalter.
- Brandbriefe von allen Seiten erhalten – von vielen Seiten um dringende Hilfe gebeten werden. Brandbriefe wurden bis ins 19. Jahrhundert von Behörden an Menschen ausgehändigt, die beispielsweise durch Brand ihr Hab und Gut verloren hatten. Diese hatten somit die amtliche Erlaubnis, Dritte um Spenden bzw. Baumaterial anzugehen. In einigen Gegenden jedoch auch Synonym für Erpresserbriefe, in denen für den Fall der Nichtbeachtung mit materiellen Schäden gedroht wurden. Heute meist benutzt, um die Dringlichkeit einer Bitte herauszustellen.
- Den Braten riechen – rechtzeitig stutzig oder aufmerksam werden. Geht zurück auf eine Fabel, in der ein Bauer ein Tier zum Essen einlädt, das aber an der Schwelle kehrtmacht, weil es aus der Küche den Duft eines gebratenen Artgenossen in die Nase bekommt
- Ein Bratkartoffelverhältnis mit jemandem haben – in wilder Ehe zusammenleben. Angeblich im Ersten Weltkrieg entstandener Ausdruck, der ein kurzfristiges Liebesverhältnis anzeigen sollte, bei dem die damit einhergehende Verköstigung keine unwesentliche Rolle spielte. Heutzutage noch gelegentlich verwendet, um ein uneheliches Zusammenleben auf Zeit zum Ausdruck zu bringen.
- Breit sein – betrunken sein; so stark unter Alkohol- oder Drogeneinfluss stehen, dass man schwankt und an seitlichen Hindernissen anstößt.
- In die Bresche springen – helfend eingreifen, um jemanden zu schützen. Bei Sturmangriffen auf eine belagerte Stadt galt es, Breschen – Lücken – in die Stadtmauern zu schießen, um eindringen zu können. Nur mit größter Gefahr für das eigene Leben konnten solche Breschen wieder geschlossen werden.
- Ein Brett vor dem Kopf haben – etwas Offensichtliches nicht verstehen bzw. begriffsstutzig sein. Kommt aus dem Mittelalter, wo die Menschen den als dumm geltenden Ochsen Bretter vor die Köpfe gehängt haben, damit sie nicht erschrecken oder abgelenkt werden.
- Dicke Bretter bohren (müssen) – große Anstrengungen unternehmen, bis man ein Ziel erreicht. Als Dünnbrettbohrer wird hingegen bezeichnet, wer schnell aufgibt oder kurzatmig-oberflächlich denkt.
- Den Brief nicht hinter den Spiegel stecken – jemandem einen unangenehmen Brief schreiben. Briefe mit angenehmem Inhalt wurden früher gerne halbverdeckt hinter dem schräg gestellten Spiegel aufbewahrt, damit auch andere einen Blick darauf werfen konnten.
- Brief und Siegel darauf geben – jemandem etwas versichern. Abgeleitet vom lat. Wort „breve“ = „kurz“. Als amtliches Dokument taugte ein Brief vor Gericht nicht, wenn er nicht auch ein Siegel trug.
- Kleine(re) Brötchen backen – sich verschlechtern bzw. in eine schlechtere Position geraten.
- In die Brüche gehen – zu Ende gehen, kaputtgehen. Heute meist im Zusammenhang mit Ehe und Freundschaft benutzt. „Bruch“ bedeutet hier „Sumpf“ oder „Moor“, in dem man leicht untergehen konnte. Flüchtete angeschossenes Wild in die Brüche, war es für den Jäger meist verloren. Eine weitere Deutung: Als bruech oder bruch (mhd.) bezeichnete man im Mittelalter eine (Unter-)Hose. Wenn also etwas in die bruech geht, geht es in die Hose. Eventuell ist dieser Ausspruch auch entstanden aus es geht um die bruech, also der Kampf darum, wer die Hosen an hat (siehe Geschichte des Sire Hain und seiner Frau Anieuse).
- Jemandem goldene Brücken bauen – einer Person die Möglichkeit bieten, unbeschadet aus einer misslichen Situation zu entkommen.
- Alle Brücken hinter sich abbrechen – alle Verbindungen dauerhaft brechen, indem man sich den Rückweg bewusst selbst verbaut.
- Wie ein Buch reden – ununterbrochen reden, als würde man pausenlos aus einem Buch vorlesen.
- Das ist mir ein Buch mit sieben Siegeln – von dieser Materie habe ich keine Ahnung, davon verstehe ich nichts, da lasse ich die Finger von. Ursprünglich wird im Neuen Testament in der Offenbarung des Johannes (Offb 5,1) von dem Buch (einer Buchrolle) berichtet. Das Erbrechen der Siegel soll die Apokalypse auslösen.
- Wie es im Buche steht – mustergültig, vorbildlich. Bezieht sich auf die Bibel, in der viele Weisheiten versammelt sind.
- Rutsch mir den Buckel runter! – drückt Verachtung und Ablehnung aus; „Buckel“ steht für den Rücken. Die Redensart geht zurück auf den Schildbuckel des ritterlichen Schildes. Dessen halbkugelige Form wurde auf die Wirbelsäulenverkrümmung übertragen und von dort auf den gesamten Rücken. Die Bedeutung entspricht wohl dem Schwäbischen Gruß „Leck mich am Arsch“.[19]
- Etwas auf dem Buckel haben – bedeutet etwas hinter sich gebracht oder erlebt zu haben; mit etwas belastet zu sein (z. B. „Er hat schon 4 Vorstrafen auf dem Buckel“).
- Bei jemandem auf den Busch klopfen – etwas vorsichtig zu ergründen versuchen. Aus der Jägersprache, wo die Treiber durch Schläge gegen die Büsche das Wild aufscheuchen und vor die Flinte der Jäger zu treiben versuchen.
- Alles in Butter – alles in Ordnung. Wohl herrührend von der im Gegensatz zur Butter als pejorativ bewerteten Margarine. Wertvolle Güter, wie zum Beispiel Porzellan, wurden früher in Kisten mit flüssiger Butter eingegossen. Nach dem Erstarren der Butter waren diese beim Transport vor dem Zerbrechen geschützt. wikt:alles in Butter
- Sich nicht die Butter vom Brot nehmen lassen – selbstbewusst sein, sich nicht beirren oder übervorteilen (unterbuttern) lassen.
- Butter bei die Fische – bitte rede Klartext, komm zur Sache usw.
- Jemandem etwas aufs Butterbrot schmieren – einer Person (in der Öffentlichkeit) die Meinung sagen. Wohl gleichbedeutend die regionale rheinische Version: jemandem sagen, was die Butter gilt.
- Wie gebuttert laufen – wie geschmiert laufen.

## C
- Einen Gang nach Canossa machen – unter demütigenden Bedingungen Abbitte leisten. Im Jahre 1077 musste König Heinrich IV. ins italienische Canossa reisen, um dort von Papst Gregor VII. die Aufhebung des Kirchenbannes zu erbitten.[20]
- Die Chemie stimmt – die Beziehung ist harmonisch, zwei Menschen passen gut zusammen.
- Chemie ist das, was knallt und stinkt, Physik ist das, was nie gelingt. Häufig im Schul- und Universitätsbetrieb verwendet.[21]
- Nicht alle auf dem Christbaum haben – nicht bei Verstand sein.
- Die Chuzpe haben – die Frechheit haben, etwas zu tun. Vom jiddischen Wort Chuzpe, das u. a. auch „Frechheit“ bedeutet.

## D
- Das kannst du halten wie der auf dem Dach (auch: „wie ein Dachdecker“) – mach, was du willst; es ist mir egal. Gern wird die Erklärung der Redewendung nachgeschoben: „Rechts hinaufsteigen, links herunterfallen; links hinaufsteigen, rechts herunterfallen.“
- Jemandem aufs Dach steigen – ihn schelten oder bestrafen. Wurde jemand im Mittelalter aus der Gemeinschaft ausgestoßen oder sollte bloßgestellt werden, deckte man sein Dach ab.
- Aus der Dachrinne trinken können – auffallend groß gewachsen sein.[22][23]
- Einen Dachschaden haben – geistig nicht ganz normal sein.
- Unter Dach und Fach bringen – das Wesentliche fertigstellen. Dach und Fach waren ursprünglich die wesentlichen Teile eines (Fachwerk)-Hauses.
- Etwas aus Daffke tun – etwas aus Trotz oder Mutwillen tun. Bei dieser Berliner Redensart wurde das deutsche Wort Trotz ersetzt durch das jiddische davko „sicher“.
- Ein Dauerbrenner – ein Dauererfolg. Der Begriff leitet sich von Öfen mit lang brennendem Heizmaterial wie Briketts her.

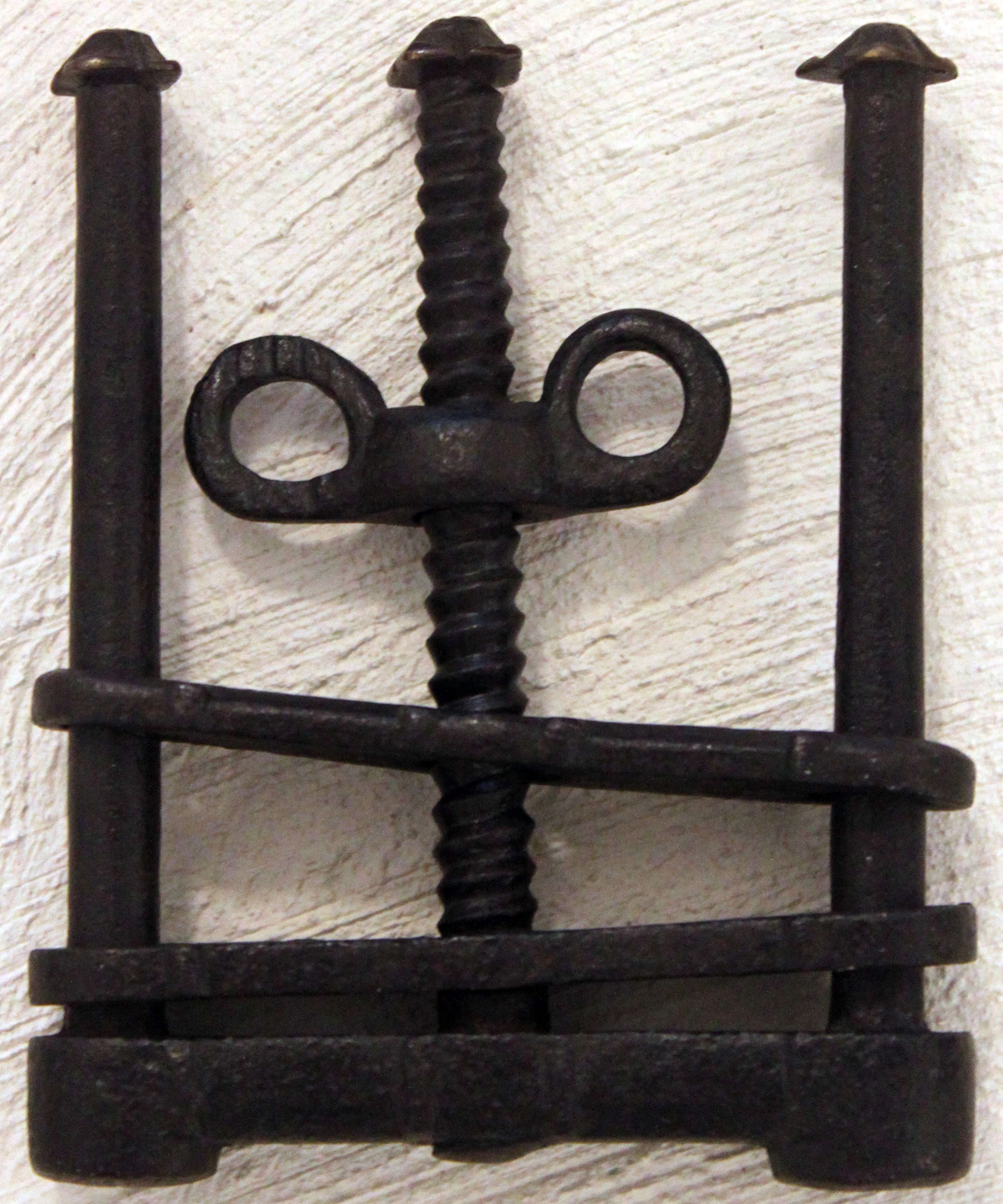
Daumenschraube

- Jemandem die Daumenschrauben anziehen oder ansetzen – ihm kräftig zusetzen. Bis in die Neuzeit war es üblich, im hochnotpeinlichen Verhör durch das Quetschen von Fingern ein Geständnis zu erpressen. Erst die Aufklärung machte diesen Verhörmethoden in den westlichen Staaten ein Ende.
- Ei der Daus! – Ausdruck der Verblüffung, des Zorns oder der Verwunderung. Der/das Daus ist im deutschen Kartenspiel das Ass, also die höchste Spielkarte. Vermutlich hat der Ausdruck aber dennoch nichts damit zu tun, sondern vielleicht eher mit dem niederdeutschen „Dus“ für Tausend. Daus könnte auch vom mittellateinischen Wort „dusius“ = Dämon abstammen und einem Ausruf wie Oh, mein Gott nahekommen.
- Unter einer Decke stecken – im Geheimen mit jemandem zusammenarbeiten. Aus dem germanischen Eherecht, wonach die Ehe als geschlossen galt, wenn sich die Neuvermählten in Gegenwart von Zeugen unter eine gemeinsame Decke begaben.
- Einen Denkzettel verpassen – eine Lektion erteilen.[24]
- Mit jemandem durch dick und dünn gehen – in guten und in schlechten Zeiten zu ihm halten. Die Redewendung verträgt sich aber nicht mit:
- Wenn es dick kommt – wenn es schlimm wird.
- Hier herrscht dicke Luft – die Stimmung ist schlecht oder bedrückend. Auch als Synonym für Smog (im Sinne von stickig und angefüllt mit Teilchen) verwendet. Dick ist bezüglich der Stimmung im Sinne von dicht gebraucht,[25] denn dichte, komprimierte Luft kann explosionsartig entweichen. Dicke Luft meint im Landserjargon auch Trommelfeuer.[26]
- Auf Draht sein – aufmerksam, wachsam sein. Rasch einen Vorteil erkennen. Aus der Telefon-/Telegrafensprache abgeleitet.

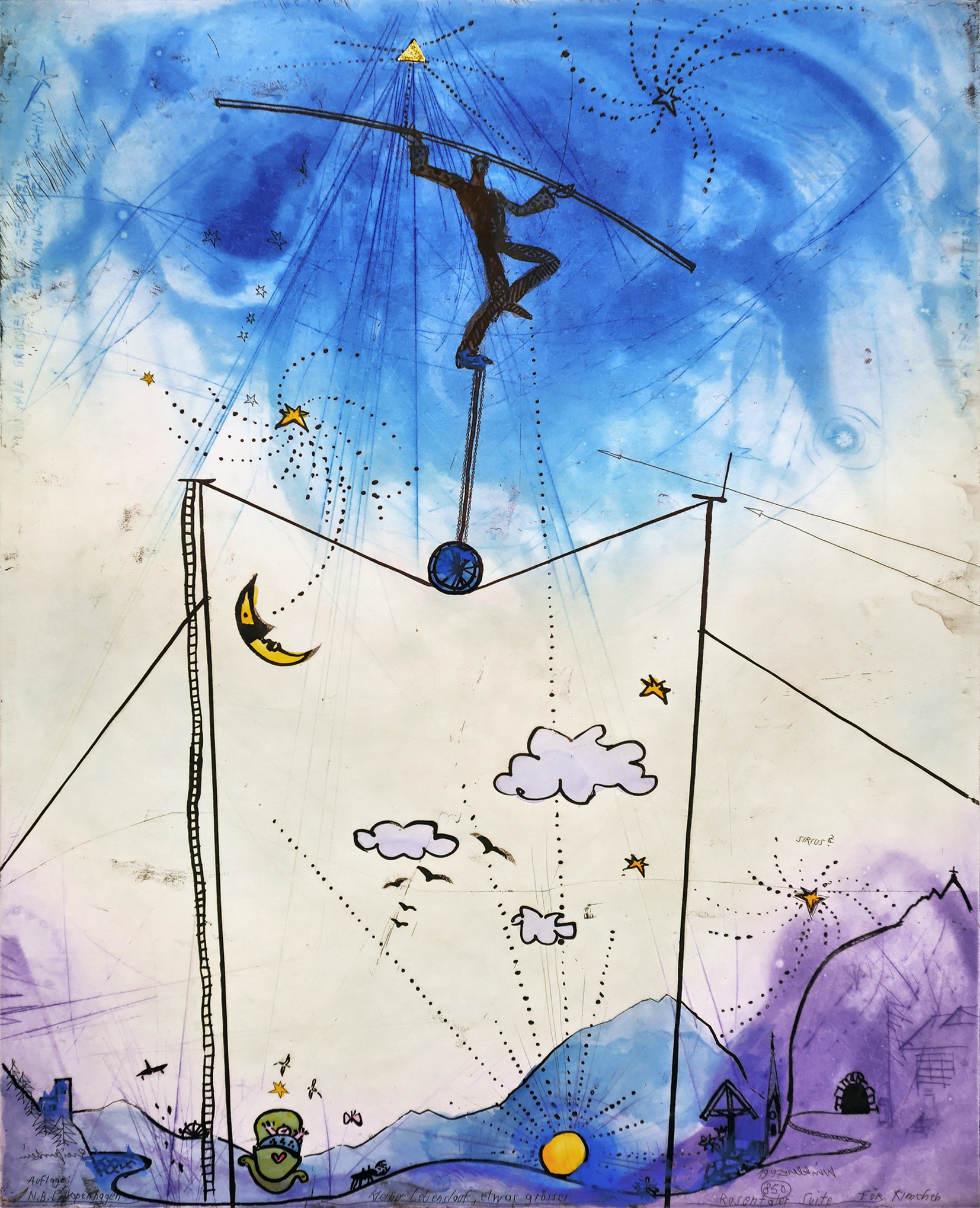
Drahtseilakt – Adi Holzer: Lebenslauf (1997)

- Einen Drahtseilakt vollführen – ein gefährliches oder schwieriges Unterfangen, bei dem der Durchführende die Balance zwischen zwei Gegensätzen halten muss.
- Ein Drahtzieher – jemand, der im Verborgenen alles steuert. Der Drahtzieher ist hier eine Person, die – selbst unsichtbar – eine Marionette an Fäden oder Drähten bewegt.
- Dreck am Stecken haben – Schuld (auf sich geladen) haben, keine makellose Vergangenheit haben.
- Ein alter Mann ist doch kein D-Zug! – ich komme nicht hinterher, bitte etwas langsamer! Durchgangszüge, abgekürzt D, standen im Ruf, besonders schnell und pünktlich zu sein.
- Er ist mit dem D-Zug durch die Kinderstube gerast – er hat keine Moral, nimmt keine Rücksicht, hat eine schlechte Erziehung genossen.
- Der Drops ist noch nicht gelutscht – es ist noch nichts entschieden, es kann noch alles passieren.
- Der Dünnbrettbohrer – jemand, der mit einem Minimum an Aufwand und Anstrengung arbeitet, auch wenig Inhalt, aber viel Verpackung

## E
- Jemanden in die Ecke stellen – ihn beschämen, bestrafen. Didaktisches Mittel bis in die Mitte des 20. Jahrhunderts, Schüler für Unbotmäßigkeit oder Zuspätkommen vor der gesamten Klasse zu blamieren, indem er mit dem Rücken zur Klasse einige Zeit in der Ecke stehen musste.
- Etwas aus dem Effeff beherrschen – etwas perfekt können. Zwei Erklärungen bieten sich an: f stand in der italienischen Kaufmannssprache als Abkürzung für fino, ff für finissimo, also „sehr fein“. Andere vermuten ff als falsche Schreibweise des griechischen Buchstabens „Π“ (Pi), der bei der Zitierung von altrömischen Rechtsgrundsätzen verwendet wurde.[27]
- Ein gehörnter Ehemann – ein betrogener Ehemann, sprich, seine Frau geht fremd.[28]
- Das Ei des Kolumbus – einfache Lösung für ein verzwickt erscheinendes Problem. Nachdem es niemandem gelungen war, ein Ei auf die Spitze zu stellen, gelang dies Kolumbus, indem er es leicht anklopfte.[29]

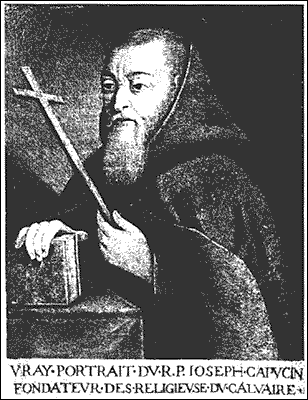
Père Joseph, die Graue Eminenz

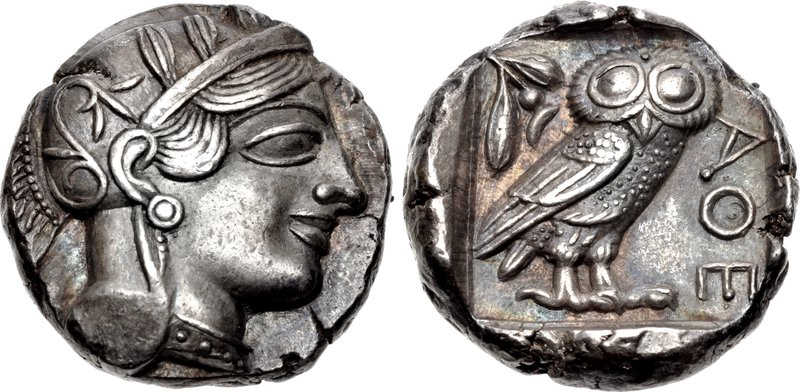
Eulen nach Athen tragen: Eule auf einer antiken Drachme

- Alle Eier in einen Korb legen – das Risiko nicht streuen. Wie: Alles auf eine Karte setzen. Aus dem Amerikanischen stammendes Sprichwort.[30]
- Eier (in der Hose) haben – mutig sein. Von der Vulgärbezeichnung für Hoden.[31]
- Das eine tun und das andere nicht lassen – Man sollte beides tun, weil beides gleich wichtig ist (Lukas 11,42 ELB).
- Eiertanz (einen Eiertanz vollführen) – vorsichtig oder übervorsichtig in einer heiklen Situation agieren
- Es ist im Eimer – es ist kaputt, schiefgegangen, verkorkst. Es ist (auch im übertragenen Sinn) im Abfalleimer gelandet.
- Es ist höchste Eisenbahn – es ist sehr eilig, sehr dringlich.
- Von warmen Eislutschern träumen – völlig unrealistische Vorstellungen und Ideen haben.[32]
- Sich wie ein Elefant im Porzellanladen benehmen – rücksichtslos, unklug oder taktlos auftreten.
- Der Elefant im Raum – ein im Raum stehendes Problem, welches jedoch nicht angesprochen wird.
- Eine graue Eminenz – Person, die im Hintergrund die Fäden zieht.
- Bis zum bitteren Ende – eine Sache, auch mit der Gefahr zu scheitern, durchstehen.
- Das Ende der Fahnenstange ist noch nicht erreicht – wir sind noch nicht am Ziel angekommen (oft mit der impliziten Warnung, dass es dazu noch vieler Anstrengungen bedarf). Abgeleitet vom Flaggen-Zeremoniell
- Ende (im) Gelände – etwas ist vorbei oder nicht mehr möglich.
- Hinten kackt die Ente – Warnung vor voreiligen Rückschlüssen, Prognosen über den Ausgang eines z. B. sportlichen Wettkampfes.[33]
- Ein Entenklemmer sein – sehr geizig sein. Der Entenklemmer ist bereit, Enten das Hinterteil zu pressen, damit das Ei schneller gelegt wird.
- Wenns dem Esel zu wohl wird, geht er aufs Eis (tanzen). – Wer seine gegebenen Möglichkeiten überschätzt, wird den Halt verlieren und sich der Lächerlichkeit preisgeben.
- Sich eine Eselsbrücke bauen – komplexe Vorgänge oder Themen werden durch gedankliche Umwege leichter eingeprägt.
- Das kann man keinem Esel ins Ohr kippen – etwas ist ungenießbar. Lokaler Ausdruck in Köln und Eifel. Es ist eine Steigerung, da man mit dem Essen noch nicht einmal so abwegige Sachen anstellen kann.
- Etepetete – zimperlich, geziert, bedächtig.
- Voll wie eine Eule sein – stockbetrunken sein. Eule ist hier die Verballhornung von Aule = Steinkrug.
- Eulen nach Athen tragen – etwas Unsinniges, Überflüssiges tun.
- Eine Eulenspiegelei begehen – einen Streich wie Till Eulenspiegel machen

## F
- Den Faden verlieren – (in der Rede) nicht mehr weiter wissen. Diese Redensart hat ihren Ursprung vermutlich in der griechischen Mythologie. Mit Hilfe des Fadens, den ihm Ariadne mitgab, fand Theseus wieder aus dem Labyrinth des Daidalos, in dem er gerade den Minotaurus zur Strecke gebracht hatte. Hätte Theseus den Faden verloren, hätte er nicht weiter gewusst. Wahrscheinlicher ist jedoch die Herkunft aus der Webersprache, wo ein verlorener Faden u. a. Zeitverlust bedeutete, bis der Faden wieder aufgenommen werden konnte.
- Es zieht sich wie ein roter Faden hindurch – das Ganze hängt miteinander zusammen, ist miteinander verwoben. Aus den Wahlverwandtschaften (2. Teil, 2. Kap.) von Goethe, der selbst erläutert, dass in der britischen Marine in alle Taue ein roter Faden eingesponnen sei, der nicht herauslösbar ist, ohne das Ganze zu zerstören. Der Faden kennzeichnet so die Taue als Eigentum der Krone. wikt:roter Faden
- Es hängt an einem seidenen Faden – die Situation ist bedrohlich oder nicht einschätzbar. Es gibt mehrere Versionen, so die der griechischen Schicksalsgöttinnen oder der germanischen Nornen, die jederzeit den Lebensfaden abschneiden können. Weniger wahrscheinlich ist die Herleitung vom Damoklesschwert, das ja der Sage nach an einem Rosshaar befestigt war.
- Eine Fahrkarte schießen – das Ziel verfehlen. Aus der Schützensprache, wo Einschüsse außerhalb des vorgesehenen Bereiches (die Scheibe, aber keinen Zielring getroffen) so bezeichnet werden, in Anlehnung an den Fahrschein, der bei der Kontrolle vom Schaffner gelocht/geknipst wurde. Eine andere Erklärung ist die Treffer-Anzeige auf dem Schießstand, die einer Militär-Fahrkarte ähnelte.
- Sein Fähnlein nach dem Winde drehen – sich opportunistisch verhalten. Aus der Windmüllersprache, wo das Windrad immer in den Wind gestellt wurde, um die größtmögliche Wirkung zu erzielen.
- Farbe bekennen – ehrlich seine Meinung sagen. In vielen Kartenspielen muss die Farbe der ausliegenden Karte nachgespielt werden („Farbzwang“).
- Das schlägt dem Fass den Boden aus – ein letzter zusätzlicher Umstand bringt eine Sache zur Eskalation. Gelegentlich scherzhaft verballhornt zu: das schlägt dem Fass die Krone ins Gesicht.
- Das passt wie die Faust aufs Auge – (ursprünglich:) zwei Dinge passen absolut nicht zusammen. Heute überwiegend mit der gegenteiligen Bedeutung, dass zwei Dinge ausgezeichnet zusammenpassen.[34]
- Sich ins Fäustchen lachen – insgeheim Schadenfreude oder Häme empfinden. Die bildlich vorgehaltene Hand soll den offenen Spott verbrämen.
- Sich mit fremden Federn schmücken – den Erfolg eines Anderen als eigenen ausgeben. Besonders tapfere Indianer durften eine eigens für sie gefertigte Federhaube tragen.
- Jemandem den Fehdehandschuh hinwerfen – mit ihm Streit anfangen, ihn herausfordern. Entgegen einer landläufigen Meinung, stammt der Begriff nicht aus dem Mittelalter. Für jene Zeit ist zwar der Brauch des Hinwerfens und Aufnehmens eines Kettenhandschuhs zur Ansage und Annahme einer Fehde in Kreisen der Ritterschaft bekannt, doch war für die Rechtmäßigkeit einer solchen Fehde weit mehr nötig. Der Ausdruck als Zusammensetzung der Worte „Fehde“ und „Handschuh“ entstand erst im 18. Jahrhundert, als es üblich war, seinem Gegner einen Handschuh aus Stoff ins Gesicht zu schlagen, um ihn zu einem Ehrenduell herauszufordern.

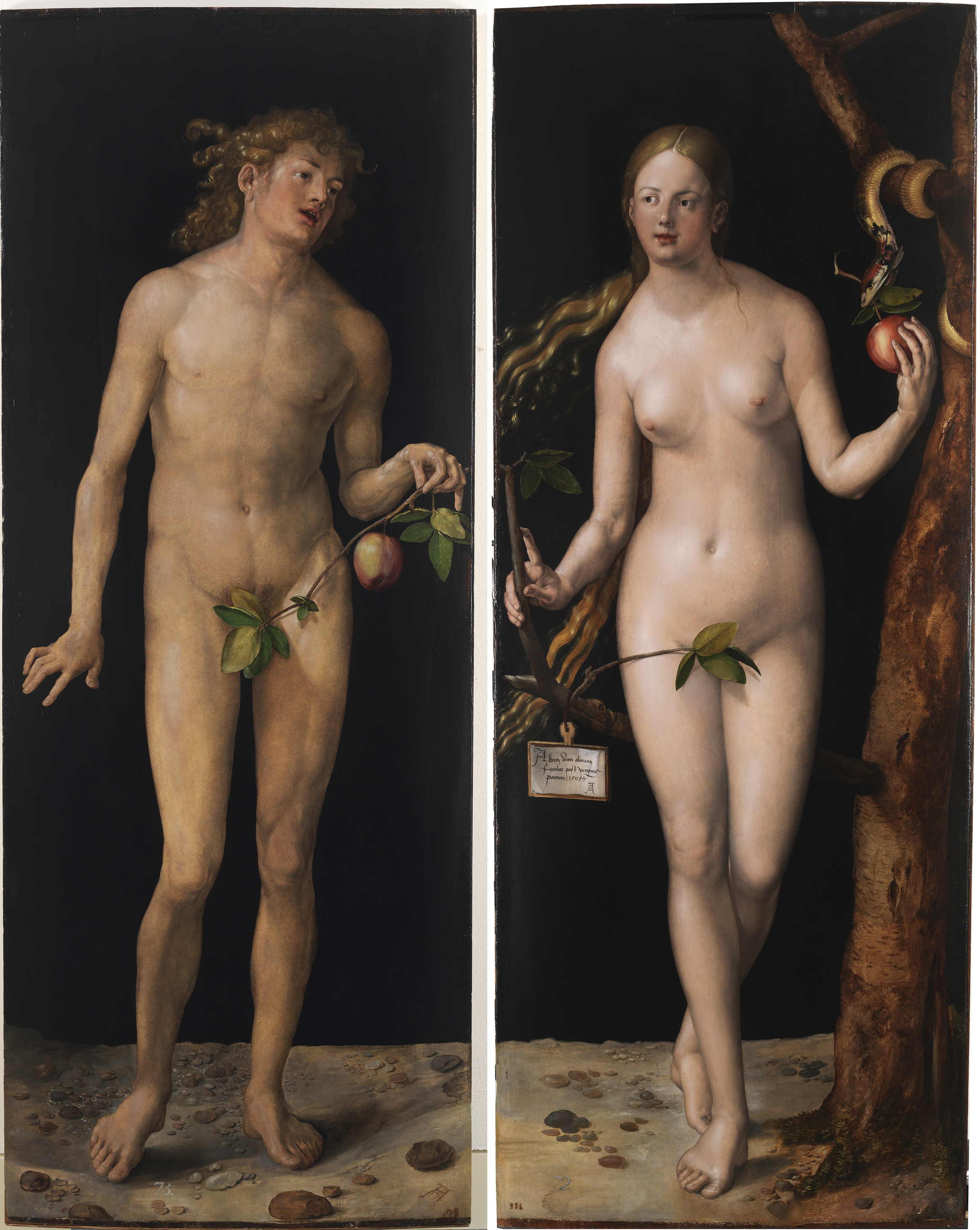
Feigenblatt:Adam und Eva mit Feigenblatt
(Albrecht Dürer 1507)

- Ein Feigenblatt – eine Verschleierung der Tatsachen. Nach der Bibel (1 Mos 3,7 EU) bestand die erste notdürftige Bekleidung von Adam und Eva nach der Vertreibung aus dem Paradies aus einem Feigenblatt.
- Jemandem das Fell über die Ohren ziehen – ihn betrügen oder übervorteilen. Ein vom Tier auf den Menschen übertragenes Bild: Ich nehme bei dem Handel jemandem, eigentlich einem Pelztier, seinen (teuren) Pelz und er/es kommt dabei um. Rund belassen „über die Ohren“, von hinten beginnend zum Kopf, werden wertvolle Felle abgezogen, um sie beim Abziehen nicht zu beschädigen.
- Ihm schwimmen die Felle weg – er wird der Sache nicht mehr Herr. Vom Kürschner entlehnt, der seine zugerichteten (gegerbten) Felle in fließenden Gewässern ausspülte.
- Ein Fels in der Brandung – er steht wie ein Fels, d. h. jemand, der unerschütterlich, unbeirrt dasteht. wikt:Fels
- Weg vom Fenster sein – nichts mehr zu sagen haben oder tot sein. Machthaber zeigten sich vor der Erfindung des Fernsehens dem Volk am offenen Fenster. „Weg vom Fenster“ zu sein bedeutet demnach, nicht mehr im Rampenlicht zu stehen.[35]
- Fersengeld geben – sich davonmachen, flüchten. Schon 1250 bezeugter Ausdruck aus der Rechtssprache, wo man für das Verlassen des Ehepartners der Obrigkeit „Fersengeld“ bezahlen musste. Auch Deserteure konnten so Absolution erhalten.
- Sein Fett weg bekommen – seine Rüge oder Strafe erhalten. Im Volksmund bekam man „eine geschmiert“, also eine Ohrfeige. Ursprünglich aber bekam jeder Helfer bei einer Schlachtung als Belohnung (s)ein Stück Fett ab.
- Ins Fettnäpfchen treten – sich blamieren, aus Versehen etwas Peinliches tun. In Bauernstuben stand früher zwischen Tür und Ofen ein Fettnapf, mit dem nasse Stiefel wieder eingefettet wurden. Man sollte nicht aus Versehen hineintreten. wikt:ins Fettnäpfchen treten
- Wie Feuer und Wasser sein – überhaupt nicht zusammenpassen, nicht harmonieren.
- Die Feuertaufe erhalten – das erste Mal ins Gefecht ziehen. Aufgrund der fehlenden Erfahrung war das oft auch das letzte Gefecht. Bezieht sich aller Wahrscheinlichkeit auf die Taufe mit dem Feuer des Heiligen Geistes aus der Pfingsterzählung.
- Da ist der Film gerissen – von diesem Zeitpunkt an kann ich mich an nichts mehr erinnern. (Geschieht meist unter Alkohol- oder anderem Drogeneinfluss.) Wenn im Kino der Film riss, spielte sich für einige Zeit nichts mehr ab.
- Im falschen Film sein – in eine völlig unerwartete, verrückte oder schlechte Situation geraten sein.
- Sich die Finger verbrennen – kommt von der Fabel Der Affe und die Katze und bedeutet eine schmerzhafte Erfahrung machen.
- Weder Fisch noch Fleisch – nichts Halbes und nichts Ganzes. Entstanden in der Reformationszeit, als man Wankelmütige bloßstellen wollte, die nicht so recht wussten, ob sie katholisch bleiben oder evangelisch werden wollten.
- Der Fisch stinkt (immer) vom Kopfe her – die Verantwortung für die Probleme liegt (immer) bei den Entscheidungsträgern.
- Fisimatenten machen – Ausflüchte oder nichtige Einwände machen. Hierfür gibt es mehrere Entstehungsvarianten: Die häufig erwähnte Ableitung von „Visitez ma tente“, womit französische Soldaten einheimische Damen ermunterten, in ihre Zelte zu kommen, ist unbelegt, ebenso die angebliche Ausrede „J’ai visité ma tante“ (dt.: ich habe meine Tante besucht).[16] Möglicherweise richtig ist die Herkunft von „visae patentes“, d. i. geprüfte Patente, da zwischen Antrag und Bestätigung der Patente eine recht lange Zeitspanne verging.[36] wikt:Fisimatenten
- Eine Flasche – ein Fehlschlag, totales und offensichtliches Scheitern. Übernahme aus dem italienischen Wort fiasco = Flasche. Sängern und Schauspielern wurde nach misslungenen Aufführungen zum Spott eine Flasche um den Hals gehängt.
- Fix und fertig sein – völlig entkräftet sein.
- Unter falscher Flagge segeln – eine nicht den Tatsachen entsprechende Identität vortäuschen.
- Flausen/Flusen im Kopf haben – unrealistische Pläne haben. Flausen sind eigentlich umherfliegende Wollflocken oder Fasern der Baumwollpflanze. Entsprechend hoch werden gelegentlich irreale Pläne meist jugendlicher Personen eingeschätzt.
- Die Fliege machen – weggehen. Fliegen wechseln häufig ihren Platz, um nicht erschlagen zu werden.
- Zwei Fliegen mit einer Klappe schlagen – Zwei Probleme auf einmal lösen. Als Alternative in tiergerechter Sprache schlagen Tierrechtler und HAS-Forschende vor: Zwei Erbsen auf eine Gabel laden.[37]
- Die Flitterwochen verbringen – die (auch übertragen) ersten Wochen nach einer Hochzeit beisammen sein. „Vlittern“ bedeutete im Mittelhochdeutschen kichern, flüstern, liebkosen.
- Die Flinte ins Korn werfen – aufgeben, resignieren. Wenn sich Soldaten ihres Gewehrs entledigen, haben sie keine Lust mehr zu kämpfen; siehe auch: Flinte#Redensart und Muskete#Redensart.
- Die Flöhe husten hören – böse Vorahnungen haben, die meist nicht nachvollziehbar sind; aber auch: sich sehr klug vorkommen.
- Jemandem einen Floh ins Ohr setzen – ihn mit einer Nachricht oder einer Idee in lang andauernde Unruhe versetzen
- Fraktur reden – unmissverständlich reden, ungeschönt eine unangenehme Meinung sagen. Fraktur ist eine kantige und für manchen schwer lesbare Schriftart.
- Fremdgehen – außerehelichen Verkehr haben, den Partner sexuell betrügen.
- Einen Frosch im Hals haben – nur unter Beschwerden reden können. Die scheinbar unsinnige Redewendung rührt vom medizinischen Begriff Ranula, der Froschgeschwulst im menschlichen Rachen, her, die bei einem Anschwellen Ähnlichkeit mit einem Frosch hat.[38]
- Friede, Freude, Eierkuchen – beschreibt eine oberflächlich intakte und friedliche, übertrieben harmonische Situation, in der über Probleme hinweggesehen wird.
- Friss oder stirb (auch: friss, Vogel, oder stirb, und: Vogel friss oder stirb) – man hat keine Wahl, es gibt keine Alternative. Wird auch benutzt, um jemanden unter Druck zu setzen. Geht zurück auf im Käfig gefangene Vögel, die gezwungenermaßen das dargereichte Futter fressen müssen, um nicht zu verhungern.
- Die Arbeit hat Früchte getragen – eine Anstrengung oder Investition hat sich als lohnend herausgestellt.
- Fünfe (oder: Fünf) gerade sein lassen – ein Problem auf sich beruhen lassen, über jemandes Fehlverhalten hinwegsehen.
- Das kann man mit Fug und Recht behaupten – das kann man mit vollem Recht sagen. Eine bereits im Mittelalter bekannte Zwillingsformel, die das Wort Recht verstärkt. Fug, das außer in seinem Gegenteil „Unfug“ nur noch in dieser Wendung vorkommt, bedeutet so viel wie Schicklichkeit oder Angemessenheit (vgl. Fügsamkeit).[39]
- Mit dem falschen Fuß aufgestanden sein – schlecht gelaunt oder nicht konzentriert sein.
- Jemanden auf dem falschen Fuß erwischen – ihn zu einem sehr ungünstigen oder ihm sehr unangenehmen Zeitpunkt kontaktieren/antreffen.
- Mit jemandem auf gutem Fuß stehen – mit ihm in gutem Einvernehmen sein
- Auf großem Fuß leben – für seine Verhältnisse viel Aufwand betreiben/über seine Verhältnisse leben. Aus Frankreich überlieferte Redewendung, wonach die überdimensionierte Schuhgröße besonders großes Ansehen bedeutete.[40]
- Kalte Füße bekommen – lange warten, zögern, Angst bekommen, ein Vorhaben aufgeben, regional auch: sterben. Beim längeren oder vergeblichen Warten bekommt man häufig kalte Füße.[41]
- In jemandes Fußstapfen treten – ihm nachfolgen (im Amt, im Beruf, in einer Funktion oder Rolle).
- Es ist fünf vor zwölf – es ist höchste Zeit; es bleibt wenig Zeit, eine Sache in Ordnung zu bringen.

## G
- Die Galle überlaufen – in Zorn geraten, wütend sein. Bei Erregung erhöht die Leber ihre Galleproduktion.
- Einen Gang herunter schalten – sich beruhigen.
- In Gänsefüßchen setzen – in Anführungszeichen setzen. Durch Jean Paul populäre Formulierung.
- einem geschenkten Gaul schaut man nicht ins Maul – man soll Geschenke nicht bemängeln, kritisieren. Hintergrund ist, dass man am Zahnzustand eines Pferdes dessen Alter ablesen kann, also erkennen kann, dass man ein altes Pferd geschenkt bekommen hat. Scherzhaft auch: einem geschenkten Barsch schaut man nicht in die Kiemen.
- Ein Gedächtnis wie ein Sieb haben – vergesslich sein, ein schlechtes Gedächtnis haben.
- Auf Gedeih und Verderb – um jeden Preis. Aus niederdeutscher Rechtssprache des Mittelalters herrührend.
- Mach doch kein (so furchtbares) Gedöns – mach keinen großen Wirbel / viel Aufhebens um eine Sache. Gedöns ist niederdeutscher Herkunft, ‚gedense‘ bedeutet ‚hin- und herziehen‘.[42]
- Der Geduldsfaden reißt jemandem – er verliert die Geduld.
- „Geh doch nach drüben, wenn’s dir hier nicht passt“ – stereotype westdeutsche Antwort auf kritische Anfragen an die Verhältnisse im eigenen Land zur Zeit der deutschen Teilung. Das ostdeutsche Rübermachen bezeichnete umgangssprachlich die Ausreise gen Westen, egal ob offiziell oder durch eine Flucht.
- Hol’s der Geier – etwas Entbehrliches bereitwillig abgeben. In einigen Alpenregionen war es üblich, nicht weiter verwertbare Schlachtabfälle, aber auch Nutztierkadaver, dem Geier zu verfüttern bzw. zu überlassen.
- Die erste Geige spielen – die leitende Kraft / der Mittelpunkt eines Kreises / tonangebend sein. Aus der Musikerszene, wo der erste Geiger den Takt vorgibt.
- Das geht mir auf den Geist – es stört mich, ärgert mich, ich reagiere allergisch darauf.
- Mit jemandem ins Gericht gehen – mit jemandem die ausführliche (gewaltfreie) Auseinandersetzung suchen, ähnlich einem detaillierten Prozess im Gerichtssaal.
- Gewehr bei Fuß stehen – jederzeit bereit sein, aktiv zu werden. Aus der Kommandosprache beim Militär
- Gift und Galle spucken – sich sehr über etwas ärgern und dies lauthals kundtun.
- Ihn muss man mit Glacéhandschuhen anfassen – sehr behutsam und taktvoll behandeln, aber auch: mit spitzen Fingern anfassen. Während in ersterer Bedeutung das gebotene Taktgefühl im Umgang mit Überempfindlichen gemeint ist, will man sich bei der letzteren nicht die eigenen Finger schmutzig machen.
- Zu tief ins Glas blicken/schauen – zu viel trinken. Mit Glas ist das Trinkgefäß gemeint.
- Gleiches mit Gleichem vergelten – einem zur Strafe für ein Vergehen das Gleiche antun.
- Gleich und gleich gesellt sich gern – Personen mit gleichen Interessen oder Eigenschaften verbringen gern zusammen Zeit.
- Etwas an die große Glocke hängen – Etwas ausposaunen (was häufig, weil Privatangelegenheit, nicht in die Öffentlichkeit gehört), ein großes Theater / einen Skandal daraus machen.
- Das hat ihm den Gnadenstoß gegeben – er hat komplett die Fassung verloren. Hinrichtungen waren einstmals bewusst brutal schmerzvoll (Kreuzigung, Rädern). Durch einen gezielten Stoß ins Herz konnte dem Leiden ein vorzeitiges Ende gesetzt werden. Auch wurden häufig nach Schlachten die im Wundfieber liegenden feindlichen und eigenen Soldaten gezielt getötet, um ihr Leiden abzukürzen.
- Etwas auf die Goldwaage legen – etwas (vor allem Worte) ganz genau oder übergenau nehmen, etwas zu wichtig nehmen. Die Goldwaage war eines der genauesten Messgeräte, das schon bei kleinsten Mengen anschlug.
- Den lieben Gott einen guten Mann sein lassen – sich wenig um etwas kümmern oder einer Sache unbekümmert ihren Lauf lassen, wo Eingreifen erforderlich wäre.
- Bei jemand/etwas auf Granit beißen – auf vehementen Widerstand mit einem Vorschlag / einer Bitte stoßen. Granit ist eine der härtesten Gesteinsarten.
- Ins Gras beißen – sterben. Aus der Soldatensprache. Schwer Verwundete bissen vor Schmerzen buchstäblich ins Gras.
- Das Gras wachsen hören – Ahnungen haben, die andere nicht nachvollziehen können.
- Gras über etwas wachsen lassen – etwas in Vergessenheit geraten lassen.
- Die Grätsche machen – kaputtgehen (wie Stuhlbeine, die nach außen abknicken und dann keinen Halt mehr bieten). Auch derb für sterben.
- Die Gretchenfrage stellen – die Frage nach dem Entscheidenden stellen. Ursprünglich in Goethes Faust Gretchens Frage an Heinrich: „Wie hast du’s mit der Religion?“
- Der Groschen ist gefallen – er/sie hat endlich begriffen. Beim Verkaufsautomaten musste die Münze erst in den Schacht gefallen sein, ehe er anfing zu arbeiten.[43]
- Die beiden sind sich nicht grün – sie mögen sich nicht, sie haben etwas gegeneinander.
- Nochmal dasselbe in Grün – wieder dasselbe oder fast dasselbe. Johanna Schopenhauer schreibt bereits um 1800: „Dieselbe Couleur, aber in Grün, forderte, wie eine bekannte Anekdote erzählt, ein Dienstmädchen einst in einem Laden und reichte ein Pröbchen rosenrothes Band dem Kaufmanne hin.“ Da Schopenhauer von einer „bekannten Anekdote“ schreibt, ist sie deutlich älter. Sie macht sich über das Dienstmädchen lustig, welches das französische Wort „Couleur“ verwendet, ohne dessen deutsche Bedeutung „Farbe“ zu kennen.[44]
- Alles im grünen Bereich – alles in Ordnung, alles läuft nach Plan und funktioniert prima[45]
- Grütze oder Grips im Kopf haben – Verstand haben. Ursprung ist das im 16. Jahrhundert verwendete Wort kritz, womit Verstand gemeint war.[46]
- Das geht unter die Gürtellinie, das ist unter der Gürtellinie – das ist unfair oder unsittlich. Mit sub cingulo waren im Kirchenlatein die Geschlechtsteile gemeint, deren Benennung eher tabu war. Beim Boxsport gelten Schläge unterhalb des Bauchnabels als grob unsportlich.
- Dort wo sich Fuchs und Hase Gute Nacht sagen, ist es zumeist sehr einsam und öde, bildlich gesehen sind dort höchstens noch Füchse und Hasen unterwegs.

## H
- Das Haar in der Suppe suchen/finden – etwas Missfälliges suchen oder bemerken; nur das Schlechte oder Negative sehen; etwas auszusetzen haben; eine pessimistische Grundeinstellung haben.
- Haare auf den Zähnen haben – dominant und herrschsüchtig sein. Sowohl negativ als auch eher anerkennend gebraucht. wikt:Haare auf den Zähnen haben[47]
- Kurze Haare sind bald gekämmt – eine einfache Sache ist schnell abgemacht.
- Etwas ist an den Haaren herbeigezogen – es ist unlogisch, unpassend, absurd. Es wird darauf abgehoben, dass der Logik mit letztlich unhaltbaren Argumenten Gewalt angetan wird.
- Dich sticht wohl der Hafer – du bist übermütig. Je nach Tonfall dezente bis drohende Zurechtweisung, sich zurückzunehmen. Pferde sollen bei reichlichem Genuss von Hafer ihr Temperament ändern und übermütig werden.
- Da kräht doch kein Hahn nach – das interessiert niemanden.
- Er ist Hahn im Korb – der einzige Mann in einer Gruppe von Frauen sein. Bei einer Gruppe von Hühnern gibt es immer nur einen Hahn, da mehrere Hähne sonst um die Fortpflanzungspartner konkurrieren würden.

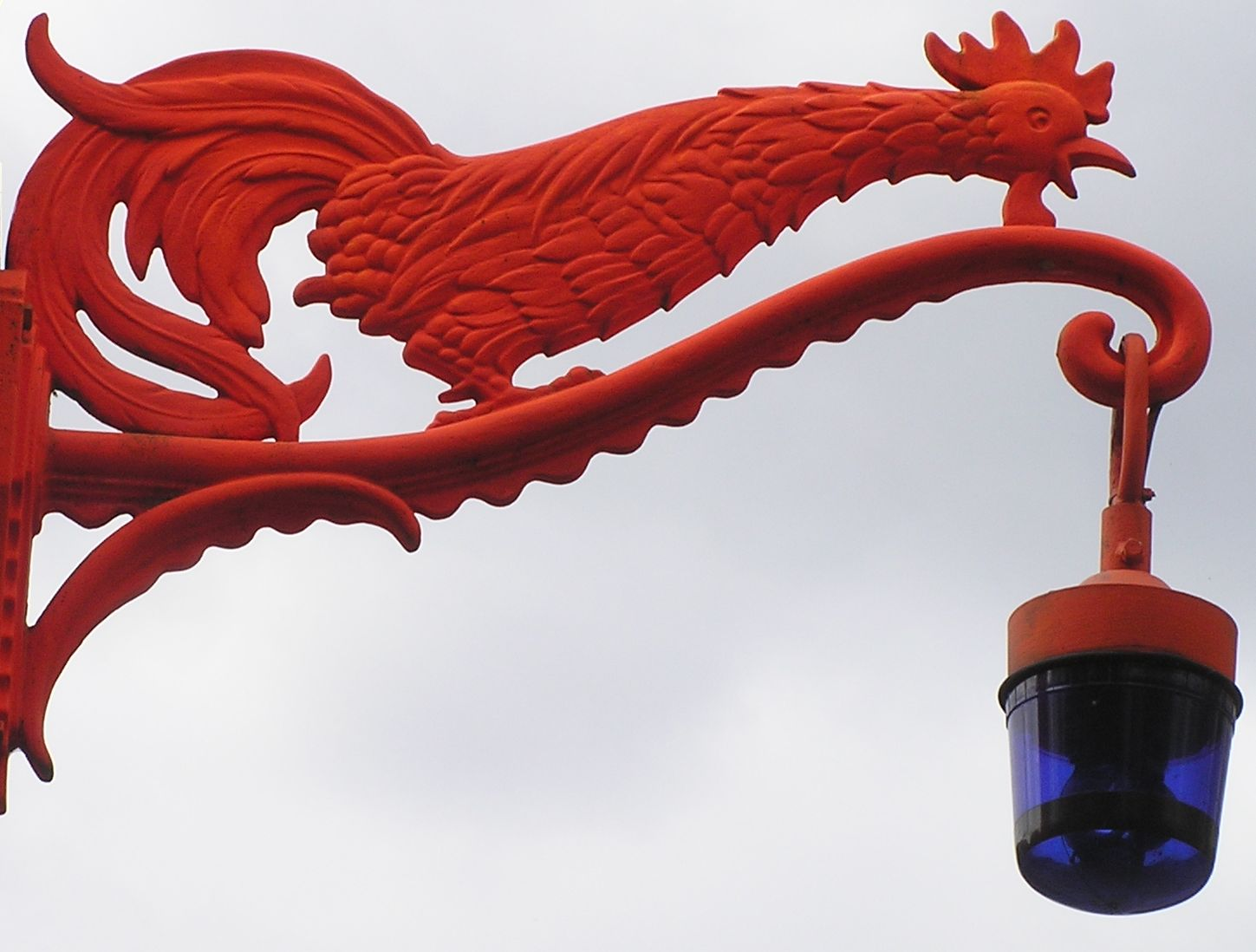
Der rote Hahn als Sinnbild des Feuers (vor dem Feuerwehrhaus der Feuerwehr Aumühle)

- Sie hatten den roten Hahn auf dem Dach – ihr Haus hat gebrannt. Die lodernden Flammen erinnern an den roten Kamm eines Hahns. Diese Redewendung findet sich auch im Lied über Florian Geyer, Wir sind des Geyers schwarzer Haufen: „Setzt aufs Klosterdach den roten Hahn!“ bedeutet dort wie auch andernorts (etwa im Bundesständischen Krieg um 1553[48]) „Brennt das Kloster nieder!“
- Die Sache hat einen Haken – etwas bringt einen unangenehmen Umstand mit sich.
- Jetzt mal halblang! – sei nicht so voreilig, sei nicht so stürmisch, besinn dich.
- Den Hals nicht voll kriegen – unersättlich sein, immer noch mehr haben wollen.
- Hals- und Beinbruch! – hoffentlich passiert dir (euch) nichts! Aus dem Jiddischen hatslokhe un brokhe, was „Glück und Segen“ bedeutet.
- Etwas Hals über Kopf tun – etwas ohne Nachzudenken, hastig, überstürzt tun.
- Etwas in den falschen Hals bekommen – etwas missverstehen, irrtümlich negativ auffassen. Wer bei der Nahrungsaufnahme etwas statt in die Speiseröhre versehentlich in die Luftröhre (den „falschen Hals“) bekommt, droht daran zu ersticken.
- Einen (dicken) Hals haben – vor Zorn schwellen die Halsschlagadern an, so dass der Kragen zu platzen droht (s. d.).
- Jemandem die Hammelbeine lang ziehen – ihn scharf angehen oder schikanieren. (Aus der Soldatensprache seit dem Ersten Weltkrieg).
- Eine Hand wäscht die andere – es wird eine angemessene Gegenleistung erwartet. Vom römischen „manus manum lavat“ übernommene Redewendung.
- Sich die Hände in Unschuld waschen – sich für unschuldig erklären. Aus der Bibel (Mt 27,24 EU), wo Pilatus gegen seine innere Überzeugung Jesus kreuzigen ließ, und in einem Psalm Davids (Ps 26,6 EU).
- Für jemanden die Hand ins Feuer legen – voll Vertrauen für jemanden bürgen; vermutlich in Anlehnung an die Feuerprobe, bei der die eigene Unschuld bewiesen werden sollte. Gaius Mucius Scaevola soll der Sage nach Rom gerettet haben, indem er seine Hand über einem offenen Feuer verbrennen ließ und durch den damit bewiesenen Mut den Gegner stark beeindruckte.[49]
- Immer eine Handbreit Wasser unter dem Kiel – in der Seefahrt der Wunsch, nicht auf Grund zu laufen.
- Das hat weder Hand noch Fuß – das ist untauglich, unausgegoren. Die Version „Das hat Hand und Fuß“ drückt dagegen aus, dass etwas durchdacht und plausibel erscheint.
- Das Handtuch werfen – aufgeben. Aus dem Boxsport entlehnt.[50] Wirft der Boxtrainer ein Handtuch in den Ring, so gilt das als Aufgeben und Eingeständnis der Niederlage.
- Im Handumdrehen – Aufgabe in kürzester Zeit erledigen (anspielend auf die Handbewegungen von Zauberkünstlern)
- Ins Handwerk pfuschen – ohne Befugnis und Fertigkeit eine Tätigkeit ausüben (Ein „Pfuscher“ war im Mittelalter jemand, der im Verborgenen Arbeiten verrichtete, die einem von der Zunft anerkannten Handwerker vorbehalten waren.)
- Jemandem das Handwerk legen – ihm die Ausübung einer Tätigkeit verwehren/untersagen. Nur Zunftmitgliedern waren bestimmte Arbeiten zugestanden, aber auch ihnen konnte bei Verfehlungen die weitere Ausübung untersagt werden.
- Mit Hängen und Würgen etwas schaffen (z. B. das Examen, die Prüfung) – etwas sehr mühsam zustande bringen. (Vermutlich von der Hinrichtung per Erhängen, die früher ohne Fallstrick vollzogen und daher selten zum sofortigen Tod des Opfers führte.)
- Er ist ein Hansdampf in allen Gassen – er ist auf den verschiedensten Gebieten sehr rührig (eher negativ angehauchte Bedeutung).
- Jemandem zeigen, was eine Harke ist – jemandem die eigene Überlegenheit zeigen oder ihn auf den Boden der Tatsachen zurückholen (bezieht sich auf eine volkstümliche Parabel, in der ein Bauernsohn, der etwas Latein gelernt hat, daraufhin vorgibt, die Bezeichnung für eine Harke in der bäuerlichen Umgangssprache nicht mehr zu kennen. Als er dabei auf eine Harke tritt und sich wehtut, schreit er aber gleich los: „Verfluchte Harke!“. Nikolai Gogols Vorrede zu seiner Sammlung von Erzählungen Abende auf dem Vorwerke bei Dikanjka.)[51]
- Jemanden in Harnisch bringen – ihn zornig machen. Wer den Harnisch anlegt, ist bereit zum Kampf.
- Da liegt der Hase im Pfeffer – das genau ist das Problem (Hasenpfeffer ist ein Gericht. Einem gekochten Hasen ist nicht mehr zu helfen.) wikt:da liegt der Hase im Pfeffer
- Mein Name ist Hase, ich weiß von nichts! – Geht zurück auf den Juristen Victor von Hase, der, einmal selbst angeklagt, seine eigene Vernehmung mit dem Satz einleitete „Mein Name ist Hase, ich verneine die Generalfragen, ich weiß von nichts.“ In der deutschen Synchronfassung der Zeichentrickserie Bugs Bunny zitiert die Titelfigur hingegen häufig eine verballhornte Version dieser Redensart: „Mein Name ist Hase – ich weiß Bescheid!“
- Wissen, wie der Hase läuft – sich mit einem Sachverhalt oder den Umständen so gut auskennen, dass auch eigentlich unvorhersehbare Entwicklungen und Tricks nicht den Blick auf das Wesentliche verstellen.
- Unter die Haube kommen – heiraten (Kennzeichen der verheirateten Frauen war früher eine Haube.)
- Haus und Hof verspielen – seinen gesamten Besitz bei einem Glücksspiel verlieren. Bei einem Glücksspiel setzt man nur als allerletzte Möglichkeit, wenn man bereits kein Bargeld oder andere Wertsachen mehr hat, sein Haus als Einsatz. Wenn man dann verliert, hat man seinen gesamten Besitz verloren.
- Auf der faulen Haut liegen – ausspannen, sich entspannen, faulenzen, die Arbeit ruhen lassen.
- Der Hecht im Karpfenteich sein – eine belebende oder auch störende Rolle in einer wenig aktiven Gemeinschaft spielen. Der Hecht sorgt als Raubfisch dafür, dass die Karpfen nicht zu fett werden. wikt:der Hecht im Karpfenteich

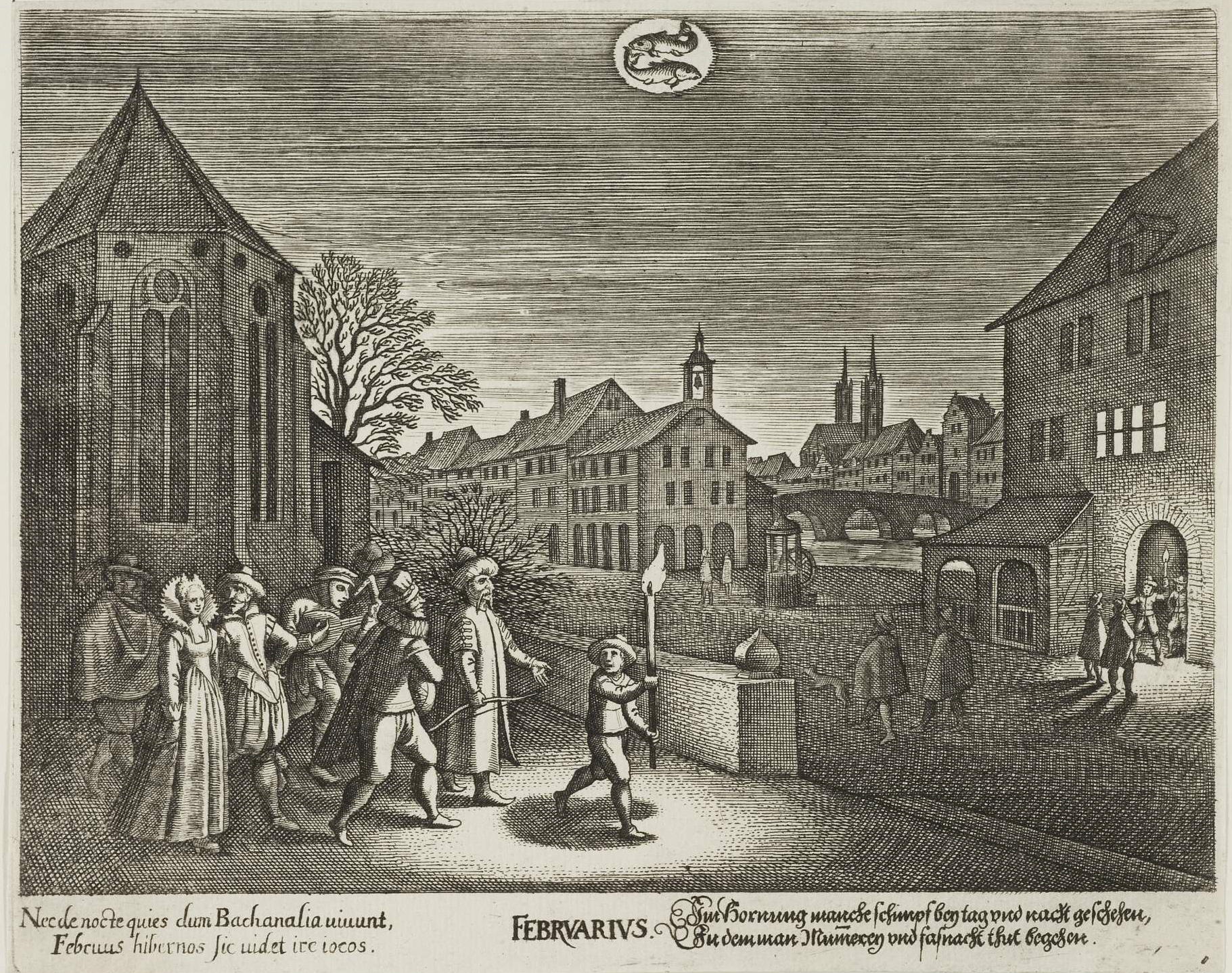
Ein Junge leuchtet einer Gruppe Kostümierter. Vermutlicher Ursprung der Wendung. Stich (Monatsbild) von Matthäus Merian

- Es zieht wie Hechtsuppe – es weht ein kalter Wind durch den Raum. Ursprung ungeklärt. Einige Experten vermuten eine Verballhornung des Jiddischen „hech supha“ = starker Sturm
→ Siehe auch: Liste deutscher Wörter aus dem Hebräischen; Wörter aus dem Jiddischen, Begriff „Hechtsuppe“
- Das Heft in der Hand haben bzw. behalten bzw. aus der Hand geben – über Macht verfügen bzw. verlieren. (Mit Heft ist hier der Schwertgriff gemeint.)
- Jemandem heimleuchten – ihn bzw. seine Ideen zurückweisen. (Ehedem wurde den guten Gästen nachts ein Diener mit Laterne für den Heimweg zur Verfügung gestellt. Die vormals positive Aufmerksamkeit wechselte später ins Spöttische.)[53]
- Keinen Heller wert sein – von sehr niedrigem Wert sein. Der „Heller“, eine ursprünglich in Schwäbisch Hall geschlagene Kupfermünze, war nur den Bruchteil eines Batzens oder Guldens wert.
- Mir ist das Hemd näher als der Rock – bei aller Anerkennung deiner Argumente ist mir in diesem Falle mein persönlicher Vorteil wichtiger.
- Das letzte Hemd hat keine Taschen – man kann nichts ins Grab mitnehmen.
- Für jemanden sein letztes Hemd geben – sich für jemanden aufopfern.
- Sich ins Hemd machen – Angst haben, sich aus Angst vor einer Entscheidung drücken. Angst führt bei Kindern gelegentlich zum Versagen der Schließmuskeln.
- Es sieht hier aus wie bei Hempels unterm Sofa / Wohnwagen – hier herrscht absolute Unordnung/Unsauberkeit. Herkunft unsicher. Eine Version besagt: Ein Schausteller namens Hempel soll es um 1900 nicht besonders genau mit der Reinlichkeit gehalten haben und daher des Platzes verwiesen worden sein.
- Die Henkersmahlzeit – scherzhaft für das Abschiedsessen. Früher konnten sich die zum Tode Verurteilten eine Mahlzeit wünschen, die ihnen vom Henker vor ihrer Hinrichtung persönlich aufgetischt wurde. Auch heute noch (z. B. in den USA) wird das praktiziert, allerdings nicht durch den Henker, sondern im Gefängnis, in der Todeszelle.
- Zum Henker: Bestandteil zahlreicher Redewendungen bzw. Flüche, zum Beispiel: „Wer zum Henker hat sich das jetzt wieder ausgedacht?“ – „Henker“ steht in solchen Redewendungen als Ersatzwort für „Teufel“, weil man „Teufel“ nicht benutzen wollte oder durfte.[54]
- Jemandem die Hennen eintreiben (schwäbisch) – ihm lautstark die Meinung sagen. Geflügel in den Stall zu treiben, geht meist nicht geräuschlos ab.
- Wenn das Herz blutet – ist dies ein Anzeichen für große Traurigkeit.
- Ihm ist das Herz in die Hose gerutscht – er hat große Angst bekommen (und von seinem Vorhaben abgelassen).
- Aus seinem Herzen keine Mördergrube machen – offene Worte finden, mit seiner Meinung nicht hinter dem Berg halten. Aus der Bibel (Mt 21,13 EU).
- Ihm ist das Herz gebrochen – freudlos, ohne Interesse irrt er durchs Leben, nichts kann ihn mehr erheitern oder anregen. Er geht ein an Lebensunlust. Die Energie und die Hoffnungen sind verflogen. Tatsächlich existiert eine Erkrankung, die Folge starken emotionalen Stresses sein kann: Die Stress-Kardiomyopathie, auch Broken-Heart-Syndrom genannt.
- Blinder Hesse – Schimpfwort für einen kurzsichtigen oder geistig behinderten Menschen. Es kursieren mehrere Versionen über dessen Entstehung, die jeweils im 13. Jahrhundert angesiedelt ist. Siehe die Sage vom Blinden Hessen[55].
- Heulen und Zähneklappern – Unglücksbeschreibung, aus der Bibel (Mt 8,12 EU).[56]
- Das ist kein Hexenwerk. – Das ist nicht besonders kompliziert, sondern eigentlich sogar recht einfach.
- Im siebten Himmel schweben – überglücklich sein. Im Siebten Himmel traf nach der islamischen Legende Mohammed auf Abraham/Ibrahim, der auch im Islam hoch verehrt wird.
- himmelhoch jauchzend – zu Tode betrübt. Starken Gemütsschwankungen unterliegen zwischen purer Euphorie und Depression. Nach dem Drama Egmont (III, 2) von Johann Wolfgang v. Goethe.
- Ins Hintertreffen geraten – in einer Auseinandersetzung unter seinen Mitstreitern an Einfluss verlieren. Aus der Soldatensprache, wo in der alten Treffentaktik das Vordertreffen als erstes zum Kampf mit dem Feind kam.
- Du kannst mir den Hobel blasen! – weniger vulgäre Ausdrucksweise für das Götz-Zitat.
- Auf zwei Hochzeiten tanzen – zwei sich gegenseitig ausschließende Dinge gleichzeitig tun wollen.
- Einer Frau den Hof machen – sie umwerben. Übernommen aus dem französischen „faire la cour“ aus Zeiten der Minnesänger.
- Eher friert die Hölle zu! – etwas gilt als äußerst unwahrscheinlich
- Holland in Not – etwas ist in großer Gefahr, jemand ist in großer Bedrängnis und sieht keine Möglichkeit, das Problem zu lösen. Möglicherweise hat die Redensart ihren Ursprung in der permanenten Gefahr, in der sich die Niederlande wegen Deichbrüchen befanden.[57]
- Honig um den Bart schmieren (auch: Honig ums Maul schmieren) – jemandem schmeicheln. Stammt wohl daher, dass man Bären bei der Dressur mit Honig belohnt hat.

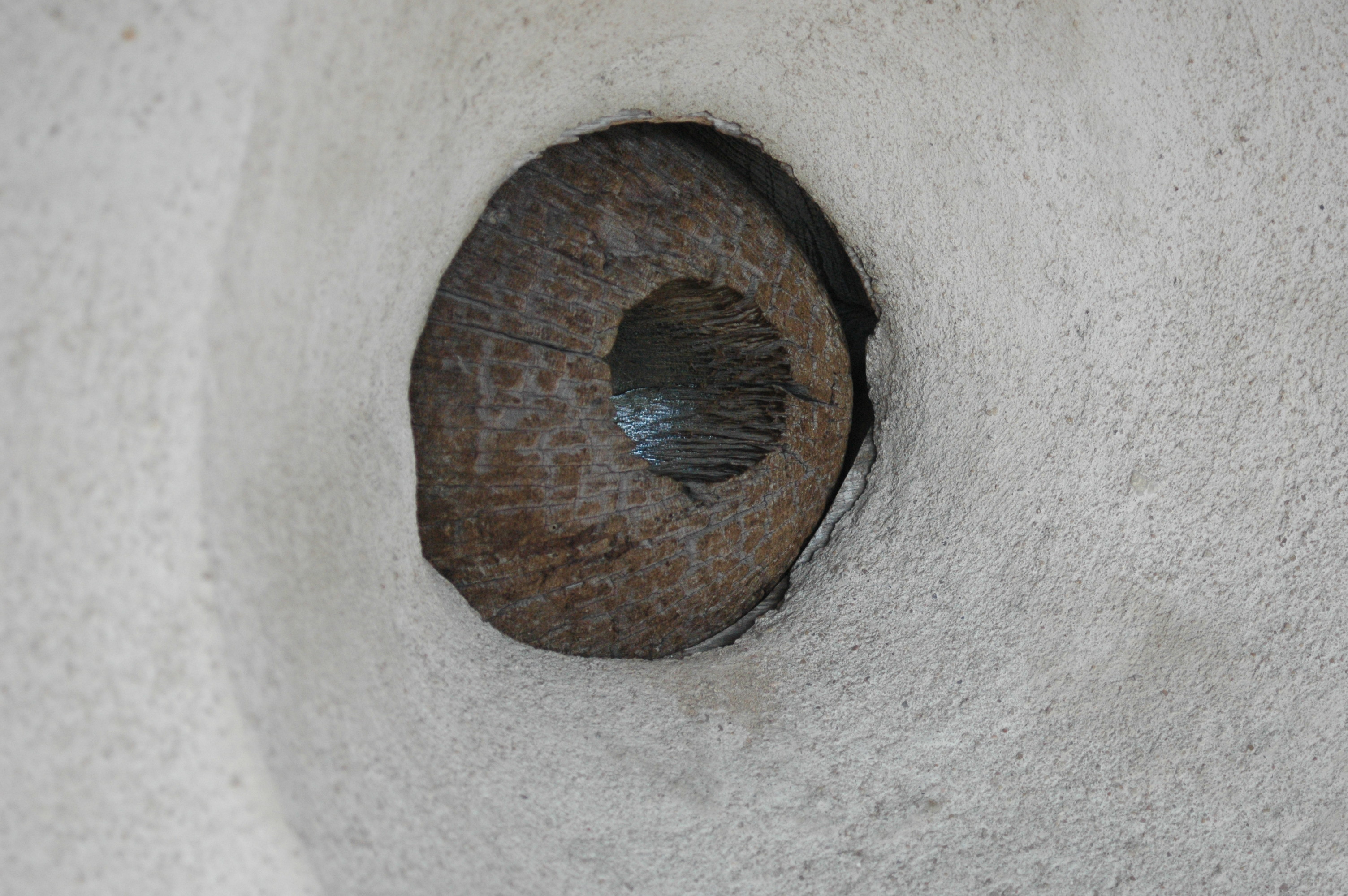
Kugelscharte mit beweglichem „Holzauge“

- Auf Holz klopfen – soll ein Glücksbringer sein. Sowohl im Bergbau als auch bei der Seefahrt sollte „Auf Holz klopfen“ Glück bringen, weil man damit überprüfen konnte, ob das Holz der Stollen bzw. des Schiffs noch in Ordnung oder schon morsch war.
- Sie hat viel Holz vor der Hütte – sie hat große Brüste. Süddeutsch, vor allem in Gegenden, wo Trachtenkleidung üblich ist/war. Spielt an auf die in der Alpenregion bekannten Brennholzlager, die vor dem Hause zum Trocknen aufgeschichtet sind.
- Holzauge sei wachsam! – aufpassen! Stadt- oder Burgmauern hatten Wehrgänge. Mehrere kreisrunde Löcher in der Mauer, mit Holz umkleidet, in denen jeweils eine drehbare und durchbohrte Holzkugel gelagert war, Holzauge genannt, erlaubten den wachhabenden Soldaten einen prüfenden Blick nach draußen, ohne selbst von dort gesichtet zu werden.[58]
- Vom Hölzchen aufs Stöckchen kommen – sich immer mehr in den Nebensächlichkeiten verlieren, von einem Thema zum anderen springen.
- Auf dem Holzweg sein – falschliegen, im Irrtum sein. Abgeschlagene Holzstämme schlagen tiefe Furchen in den Waldboden. Diese Holzwege, die unvermittelt im Wald enden, führen Wanderer in die Irre. wikt:auf dem Holzweg sein
- Bei ihm ist Hopfen und Malz verloren – aus ihm wird nichts (mehr). Aus der Brauersprache, wo diese beiden Zutaten als die wichtigsten bei der Bierproduktion galten. War das Brauergebnis bescheiden, dann war eben Hopfen und Malz verloren.

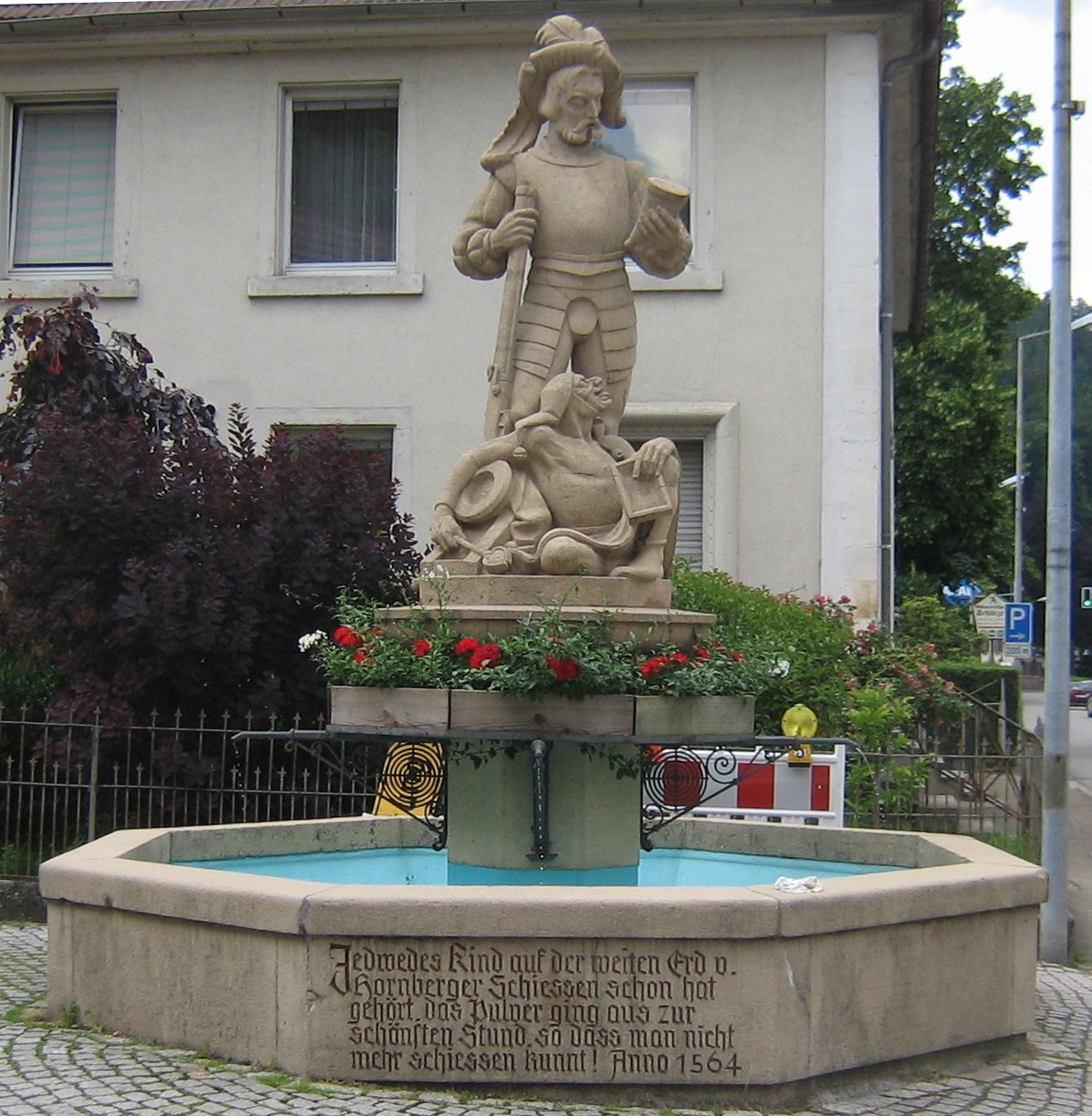
Stadtbrunnen von Hugo Knittel in Hornberg, Landsknecht und Narr weisen auf das Hornberger Schießen hin.

- Das geht aus wie das Hornberger Schießen – ein groß angekündigtes Unternehmen geht klanglos zu Ende. Nach einer Episode, wonach die Bürger von Hornberg hohen Besuch erwarteten, aber bei dessen Eintreffen schon alles Pulver verschossen hatten.
- Dem Ehemann Hörner aufsetzen – einen Seitensprung machen, also den Ehemann betrügen. Redewendung, die im Prinzip schon die Griechen kannten. Merkt er den Betrug nicht, ist der dumm wie ein gehörnter Ochs.[59]
- Sie hat die Hosen an – sie hat in der Ehe oder der Familie das Sagen, ihr Mann hat nichts zu sagen (siehe auch: Er steht unter dem Pantoffel).
- Das geht (meistens) in die Hose – das geht (in aller Regel) schief und führt nicht zum beabsichtigten Ziel.
- Sie zieht die Hose mit der Beißzange an – sie ist dominant, geht einem Streit nicht aus dem Wege, ist eine Mannfrau. Teils anerkennend, im Tenor aber ziemlich negativ und als Warnung belegt.
- Nur nicht hudeln! (schwäbisch: No net hudle!) – nicht übereilt handeln (dafür lieber gründlich)! Eine im süddeutschen Sprachraum beliebte Redewendung. Mit „Hudel“ bezeichnete man im Oberdeutschen einen (feuchten) Wischlappen, mit dem der angeheizte Backofen von Asche gesäubert wurde, ehe man die Brotlaibe einschob. Das musste recht schnell gehen, um keine Hitze zu verlieren.
- Heute Hü, morgen Hott (sagen) – eine häufig schwankende Meinung haben / gegensätzliche Anweisungen erhalten. Aus der Fuhrmannssprache, wo hü(st)! für links- und hott! für rechtsherum verwendet werden.
- Mit ihm habe ich noch ein Hühnchen zu rupfen – mit ihm habe ich noch einen Streit auszutragen bzw. ihm werde ich noch die Meinung sagen.[60] Als tierfreundliche, speziesismusfreie Alternative schlug PETA 2021 u. a. vor: „Mit jemandem Weinblätter zu rollen haben“.[61]
- Die Hühner satteln – aufbrechen. Scherzhafte Abwandlung von „die Pferde satteln“.
- Ihr müsst endlich in die Hufe kommen – müsst ernsthaft beginnen, sonst …. Energischer Aufruf, endlich aktiv zu werden. Die Hufe stehen hier sinnbildlich für die flinken Beine des Pferdes. Vergleichbar mit in die Puschen kommen.
- Er hat Hummeln im Hintern – nicht ruhig sitzen bleiben können, immer in Bewegung sein. Schon von Martin Luther verwendet.
- Da wird der Hund in der Pfanne verrückt! – Ausruf sehr großer Verwunderung, dass also etwas unglaublich ist. Abgeleitet aus Till Eulenspiegels Streichen, wonach er eines Braumeisters Hund „Hopf“ in die Braupfanne geworfen habe.
- Auf den Hund kommen – scheitern, verarmen. Dazu gibt es viele Erklärungsversuche, alle könnten stimmen. Siehe Deutung.
- Da liegt (oder: hier ist) der Hund begraben – das ist die Ursache oder das ist das Wichtige an der Sache. „Hunde“ bedeutete im Mittelhochdeutschen Beute oder Schatz. Die Assoziation mit dem Haushund ist fehl am Platz. wikt:da liegt der Hund begraben
- Das ist ein dicker Hund – eine Unverschämtheit, ein böser Regelverstoß, ein starkes Stück.
- Mit allen Hunden gehetzt – gleichbedeutend: mit allen Wassern gewaschen, also gewieft oder schlau. Wild, das über entsprechende Erfahrung verfügt, entkommt mit der erworbenen List vielen weiteren Gefahren.
- Damit lockt man keinen Hund vom Ofen oder hinter dem Ofen hervor – das taugt nichts, damit lässt sich nichts gewinnen. Selbsterklärend.
- Von ihm nimmt kein Hund ein Stück Brot – er wird von allen gemieden und verachtet. Selbsterklärend.
- Schlafende Hunde wecken – Begebenheiten oder Vorgänge ansprechen, mit deren Benennung man die unerwünschte Aufmerksamkeit Dritter bewirken könnte. Nach dem bissigen Wachhund, den man lieber nicht weckt, wenn er schläft.
- Sie sind wie Hund und Katz(e) – sie vertragen sich nicht, sie streiten sich dauernd. Katzen und Hunde missdeuten meist die (Körper)sprache des jeweils anderen.
- Vor die Hunde gehen – verkommen, verludern. Kranke oder schwache Tiere werden schnell zur Beute von Jagdhunden.
- Er will gerne mit den großen Hunden pinkeln (meist ergänzt: aber kriegt das Bein nicht hoch) – mit Höheren mitmischen wollen, ohne die notwendigen Voraussetzungen zu haben. Rüden heben zum Pinkeln demonstrativ ein Bein.
- Am Hungertuch nagen – hungern, darben, ärmlich leben. Verballhornung des religiösen Brauches, in der Fastenzeit ein Altartuch für die Kirche zu nähen.
- An den Hungerpfoten saugen – hungern, darben, es knapp haben. Geht auf den alten und falschen Glauben zurück, dass Bären, die sich im Winterschlaf befinden, an ihren Tatzen saugen, um sich so am Leben zu halten.[62]
- Sich etwas an den Hut stecken – eine deutliche Ablehnung eines Wunsches. Herkommen unsicher, vermutet wird die Sitte der ausgemusterten Soldaten, ihren Reservistenhut mit allerlei Zierrat/Papierblumen zu schmücken
- Den Hut aufhaben – etwas leiten / für etwas verantwortlich sein.
- Seinen Hut in den Ring werfen – seine Kandidatur für einen (umstrittenen) Posten ankündigen
- Vor jemandem den Hut ziehen; auch Hut ab! (als Ausruf) – jemandem Respekt zollen, vor jemandem Achtung haben (vergleiche: Chapeau!)
- Das geht über die Hutschnur – das geht zu weit. Nach einer Urkunde von 1356 aus Eger sollte dort der Strahl aus einem Wasserhahn nicht dicker als eine Hutschnur sein, um einer Vergeudung von Wasser vorzubeugen.

## I
- Zum Stamm der Ibo gehören – zu denen gehören, die stets „Ich und die anderen“ sagen. Diese Redewendung leitet sich von der englischen Wendung I before others („ich vor den anderen“) her und bezeichnet ausgeprägte Egoisten.
- Mein zweites Ich – ein enger Freund, der mich genau kennt. Diese Wendung leitet sich in ihrer lateinischen Form Alter Ego vom antiken Philosophen und Mathematiker Pythagoras von Samos her.
- Jemanden in flagranti erwischen – auf frischer Tat ertappen. Verkürzt aus dem lateinischen „in flagranti crimine“, wörtlich „in flammendem Verbrechen“.[63][64]
- Jemand blamiert die Innung – er blamiert durch schlechte Arbeit oder schlechtes Verhalten seine Kollegen. Die Innung ist ein Zusammenschluss von Handwerkern.
- Es war mir ein innerer Reichsparteitag – große Genugtuung, große Freude empfunden haben. Die aus der Umgangssprache des Nationalsozialismus stammende Redewendung wird bis heute verwendet, wird aufgrund der nationalsozialistischen Konnotation aber auch als inneres Blumenpflücken oder inneres Kirschenpflücken abgewandelt.
- Etwas intus haben – etwas im Magen oder im Gehirn haben, kapiert oder memoriert haben. Das lateinische Wort intus bedeutet ‚drinnen‘. Aus der Studentensprache übernommen. Einen intus haben, häufig: einen zu viel intus haben meint dagegen ‚angetrunken sein‘.
- Im wahrsten Sinne des Wortes – steht für die wortwörtliche Bedeutung und nicht die metaphorische Bedeutung (z. B. wenn ein Grillabend wegen Regen ausgefallen ist, so ist der Grillabend im wahrsten Sinne des Wortes ins Wasser gefallen)

## J
- Das ist Jacke wie Hose – das ist egal, macht keinen Unterschied, spielt keine Rolle. Vermutlich nach dem Stoff, der sowohl für die Jacke als auch für die Hose verwendet wurde.
- Das ist doch Jägerlatein (auch: Anglerlatein) – das ist erfunden oder aufgebauscht. Mancher Jäger brüstete sich mit Dingen, die unwahr oder stark übertrieben waren.[65]
- Das ist der wahre Jakob – das ist der richtige Mann oder das richtige Mittel. Der Streit, wo nun der Apostel Jakobus wirklich begraben ist, spaltete lange die Christenheit.
- Über den Jordan gehen – sterben. Biblisch: Das Volk Israel nimmt Einzug nach dem Wüstenweg in das verheißene Land über den Fluss Jordan (Jos 3,14 ff. EU), christlich als Eintritt in das Himmelreich gedeutet (ähnlich dem Fluss Styx im Altertum).
- Das kommt nur alle Jubeljahre vor – ziemlich seltenes Ereignis. Vom hebräischen Wort jobel = Widderhorn. In Israel wurde alle 50 Jahre das Land unter den Siedlern neu verteilt. Zudem wurden laut Bibel im Jubeljahr allen Schuldnern ihre Schulden erlassen. Diese „Jubeljahre“ wurden durch das Blasen des jobel angekündigt.
- Ich kam dazu wie die Jungfrau zum Kind – ich kam ohne eigenes Zutun/ahnungslos an diese Sache. Wo Aufklärung noch ein Tabu ist, erkennt manche Jungfrau den Zusammenhang zwischen Geschlechtsverkehr und Schwangerschaft erst nachträglich.

## K

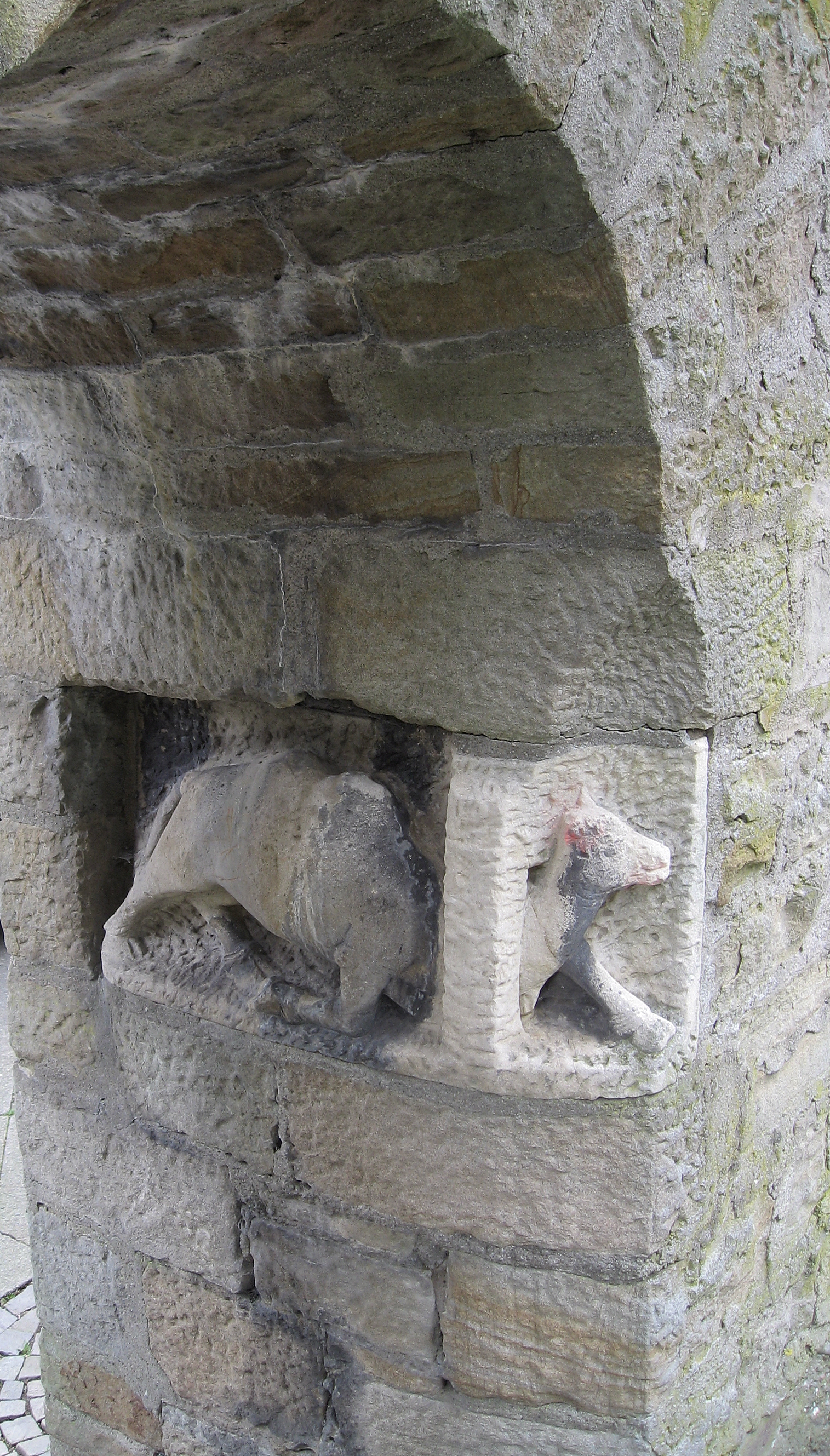
Gleichnisdarstellung Eher geht ein Kamel durch das Nadelöhr. Bonifatiuskirche, Dortmund

- Kabolz (= Kobold) schießen – einen Purzelbaum schlagen[66][67]
- Kadavergehorsam leisten – uneingeschränkten Gehorsam leisten, „wie ein Kadaver“, der sich ohne eigenen Willen von einem fremden Willen widerstandslos bewegen lässt. Abwertend kritische Bezeichnung, als Wort und in dieser negativen Bedeutung entstanden im deutschen anti-jesuitischen Schrifttum des 19. Jahrhunderts, dort im Rückgriff auf eine Formulierung in den lateinischen Ordensstatuten von Ignatius von Loyola (si cadaver essent, in der spanischen Ursprungsfassung cuerpo muerto), der dabei seinerseits einen Vergleich in der Tradition von Franz von Assisi aufgriff und diese Art des Gehorsams von den Ordensmitgliedern forderte.[68]
- Den Kaffee auf haben – keine Geduld mehr mit etwas haben, von einer Sache genug haben (Westfalen, im sonstigen Deutschsprechland eher unbekannt)
- Das ist kalter Kaffee – eine angebliche Neuigkeit, die keine mehr ist. Abgestandener Kaffee hat kein Aroma mehr.
- Und ich bin der Kaiser von China. – Konter auf eine als unglaubwürdig erachtete Aussage.
- Jemanden durch den Kakao ziehen – sich (meist in dessen Abwesenheit) über jemanden lustig machen. (Bei Kakao handelt es sich vermutlich um eine euphemistische Umschreibung von Kacke. Beispiel: Erich Kästner, Was auch geschieht!)[69]
- Eher geht ein Kamel durch das Nadelöhr – unmögliches Unterfangen. Nach einem Gleichnis in der Bibel (u. a. Mk 10,25 EU), wonach eher ein Kamel durch ein Nadelöhr geht als ein Reicher ins Reich Gottes kommt. Zu den verschiedenen Herkunftserklärungen vgl. den Hauptartikel Eher geht ein Kamel durch das Nadelöhr.
- Wo kämen wir da hin, wenn… – Ablehnung ungewohnter bzw. neuer Ideen und Methoden – Bezug darauf nimmt u. a. Kurt Martis Gedicht Wo kämen wir hin.
- Alles über einen Kamm scheren – Nach einem einheitlichen Verfahren vorgehen, ohne auf Unterschiede Rücksicht zu nehmen. Es wird vermutet, dass es aus dem germanischen Recht abgeleitet ist, wo das Scheren des Kopfhaares eine Entehrung bedeutete. Im Bayerischen wird heute noch abschätzig von „Gscherten“ gesprochen.
- Jemanden an die Kandare nehmen – ihn zum Gehorsam zwingen (wollen). Die Kandare ist Teil des Zaumzeuges bei Pferden. Mit ihrer Hilfe kann ein Tier auf schmerzhafte Weise zur Disziplin gebracht werden.
- Unter aller Kanone – miserables Ergebnis. Hat nichts mit der im Militär gebräuchlichen Kanone zu tun. Die Notenskala (heute von 1 bis 6) lautete in Lateinschulen „Canon“. Total verhauene Arbeiten wurden schlicht mit „sub omni canone“ (= unterhalb des Maßstabs) gewertet, von den Schülern bewusst verballhornt.
- Mit Kanonen auf Spatzen schießen – vollkommen überreagieren, die Verhältnismäßigkeit nicht wahren.
- Etwas auf die hohe Kante legen – etwas sparen, zurücklegen für schlechtere Zeiten. Hohe Kante bezeichnet einen Platz im Baldachin eines Bettes, an dem früher wohlhabende Menschen ihr Erspartes versteckten. Häufig befand sich in einem Balken des Baldachins ein besonderes Geheimfach zu diesem Zweck.
- Eine scharfe (auch: klare) Kante zeigen – klare, geradlinige Meinung vertreten, zu erwartende Dispute darüber nicht scheuen. Möglicherweise in Anlehnung an die Schärfeneinstellung beim Fotografieren entstandene Redewendung, die gerne von Politikern benutzt wird, die sich damit gegen ihre Gegner profilieren wollen.
- Er ist ein unsicherer Kantonist – auf ihn ist kein Verlass, ihm ist nicht zu trauen. Preußen war bezüglich der Aushebung von Soldaten in Kantone aufgeteilt. Wer sich dem Waffendienst entziehen wollte, tat dies am besten durch Emigration.
- Neben der Kapp(e) sein/stehen – geistesabwesend, verwirrt oder hilflos sein. Umgangssprachlich aus Hessen.
- Ich nehme das auf meine Kappe – ich übernehme dafür die Verantwortung, stehe dafür gerade.
- Ein Käpsele sein – intelligent sein, gewitzt sein (gelegentlich auch im Sinne von durchtrieben). Eine hauptsächlich in Schwaben gebräuchliche Redewendung, die vom lateinischen caput (Kopf) stammt.
- Das Karnickel hat angefangen – der Sündenbock sein. Nach einer in Verse gebrachten Berliner Anekdote, wonach ein Schusterjunge sich erbot, gegen Entgelt vor Gericht eine der Partei genehme Zeugenaussage zu machen.[70]
- Jemandem in die Karten sehen – die geheimen Absichten des Anderen mit unlauteren Mitteln zu ergründen versuchen. Vom Kartenspiel, wo das Wissen über die Karten des Gegners große Vorteile mit sich bringt, aber nur durch Scharfsinn oder illegal zu erlangen ist.
- Mit offenen Karten spielen – nichts verheimlichen. Beim Nullouvert werden von einem Spieler die Karten offen auf den Tisch gelegt, was die Taktik der beiden Gegner sehr erleichtern kann.
- Die Karten werden (jetzt) neu gemischt – es beginnt ein neues Spiel, es besteht jetzt wieder Chancengleichheit, mit der Aussicht, vorherige Verluste wettzumachen.
- Mit gezinkten Karten spielen – betrügen, ein falsches Spiel treiben. Unter Zinken versteht man das unauffällige Kennzeichnen von Karten, deren Rückseite ja ansonsten absolut einheitlich gestaltet ist. Anhand von kleinsten Kerben erkennt der Betrüger dann, welche Karte sich dahinter verbirgt.
- Alles auf eine Karte setzen – das Risiko eingehen, alles zu verlieren („hopp oder topp“).
- Wie ein Kartenhaus zusammenfallen – ein Lügengebäude oder eine Illusion wird auf einen Schlag entlarvt. Eine kleine Unachtsamkeit oder ein Windstoß kann ein mühsam aufgebautes Kartenhaus in Sekunden zum Einsturz bringen.
- Rin in die Kartoffeln, raus aus die Kartoffeln – Ärger über stetig wechselnde, sich widersprechende Anweisungen, vergleichbar mit „mal hü, mal hott“. Angeblich aus der Militärsprache, wo „Acker“ das Übungsgelände war, durch das der Rekrut gescheucht wurde.[16]
- Ab nach Kassel! – verschwinde oder scher dich! Der Landgraf von Hessen-Kassel vermietete Landeskinder an die britische Krone, die als Söldner im amerikanischen Freiheitskrieg eingesetzt wurden. Sammelstation war Kassel. Nach einer anderen Version oder vielleicht auch bewusst herbeigeführten zusätzlichen Deutung bezieht sich der Spruch auf den französischen Kaiser Napoléon III., der nach der Gefangennahme bei Sédan 1870 einige Zeit in Kassel arrestiert war.[71]

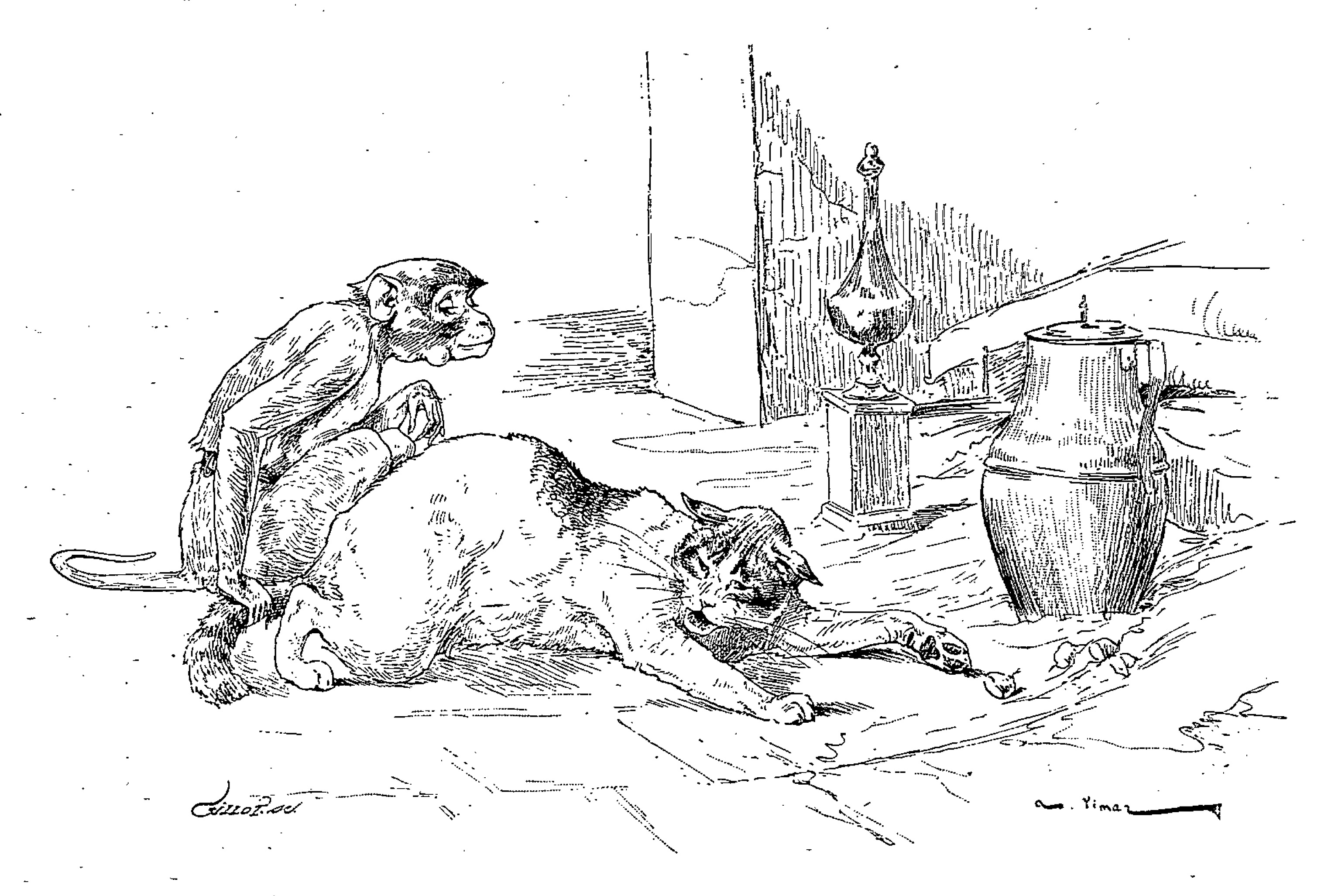
Le Singe et le Chat

- Le Singe et le ChatDie Kastanien (oder Kartoffeln) aus dem Feuer holen – einem anderen die unangenehmen Dinge abnehmen. Nach der Fabel Der Affe und die Katze von Jean de La Fontaine, in der ein Affe eine Katze überredete, für ihn die gerösteten Esskastanien aus dem Feuer zu holen.
- Etwas auf dem Kasten haben – etwas können, zu etwas imstande sein.
- Am Katzentisch sitzen – abseitsstehen, nicht beteiligt werden (Katzentische werden denen zugewiesen, die man nicht für gleichberechtigt hält. Der Katzentisch war ein abseits stehender Tisch für die Kinder oder verspätete Gäste.)[72]
- Der Katze die Schelle umhängen – als Einziger eine gefährliche Aufgabe übernehmen, da sich niemand dazu bereitfindet, der Katze eine Schelle umzuhängen. Ursprung ist eine alte Fabel, nach der die Mäuse auf den Rat einer Ratte innerhalb einer Versammlung beschlossen, der Katze eine Schelle umzuhängen, damit sie rechtzeitig vor ihr gewarnt würden. Nur fand sich bezeichnenderweise keine einzige Maus für diese gefährliche Aufgabe.[73]
- Die Katze aus dem Sack lassen – offenbaren, welche (häufig auch bösen) Absichten man hatte, ehe man das Geheimnis lüftete (Wer die Katze aus dem Sack lässt, kann niemandem mehr einreden, dass ein Hase im Sack ist.)[74]
- Da beißt sich die Katze in den Schwanz – die Sache dreht sich im Kreis, beginnt von vorne. Junge Katzen beißen sich gerne in den Schwanz und drehen sich dann im Kreise
- Die Katze im Sack kaufen – unüberlegt oder ungeprüft ein Kaufrisiko eingehen. Diese Redensart geht auf eine Fabel zurück, in der dem Teufel in der Neujahrsnacht eine Katze im Sack als dreibeiniger Hase verkauft wurde.[75]
- Eine Katze hat sieben/neun Leben – die Katze ist langlebig und zäh.[76]
- Die Katze lässt das Mausen nicht – eine bestimmte Eigenart liegt ihm im Blut, er kann davon nicht lassen.
- Diese Katze ist bisher immer auf die Füße gefallen – ohne Schaden bleiben, sich zu helfen wissen, Glück haben, aus einer Schwierigkeit wieder ohne Schaden hervorgehen. Bezieht sich auf die Fähigkeit der Katze, bei einem Sturz oder Sprung immer mit den Füßen zuerst auf dem Boden zu landen und so Verletzungen zu vermeiden.[77]
- Für die Katz sein – vergeblich sein. (nach einer Fabel von Burkard Waldis)[78][79]
- Katzenjammer haben – sich elend fühlen, meist nach einer übel durchzechten Nacht mit anschließendem „Kater“. Das häufig darauf folgende Katerfrühstück soll die Kopfschmerzen verschwinden lassen.[80]
- Mit jemand Katz und Maus spielen – ihm seine Ohnmacht durch Schaffung immer neuer Situationen vor Augen führen.[81]
- Wie Hund und Katze sein – sich nicht vertragen.[82]
- Einen Kater haben – Unwohlsein beim Ausnüchtern nach Alkoholkonsum.[80]
- Kauderwelsch reden – Unverständliches von sich geben. Schon Luther soll diesen Ausdruck benutzt haben und könnte damit ‚Chur-welsch‘ gemeint haben, etwa das um Chur gesprochene, ihm unverständliche Rätoromanisch.
- Etwas in Kauf nehmen – Unangenehmes akzeptieren, weil dadurch auch Vorteile entstehen, oder weil man seine Grundsätze nicht preisgeben will. Das Kind mit dem Bade ausschütten
- Auf den Keks gehen – lästig sein.

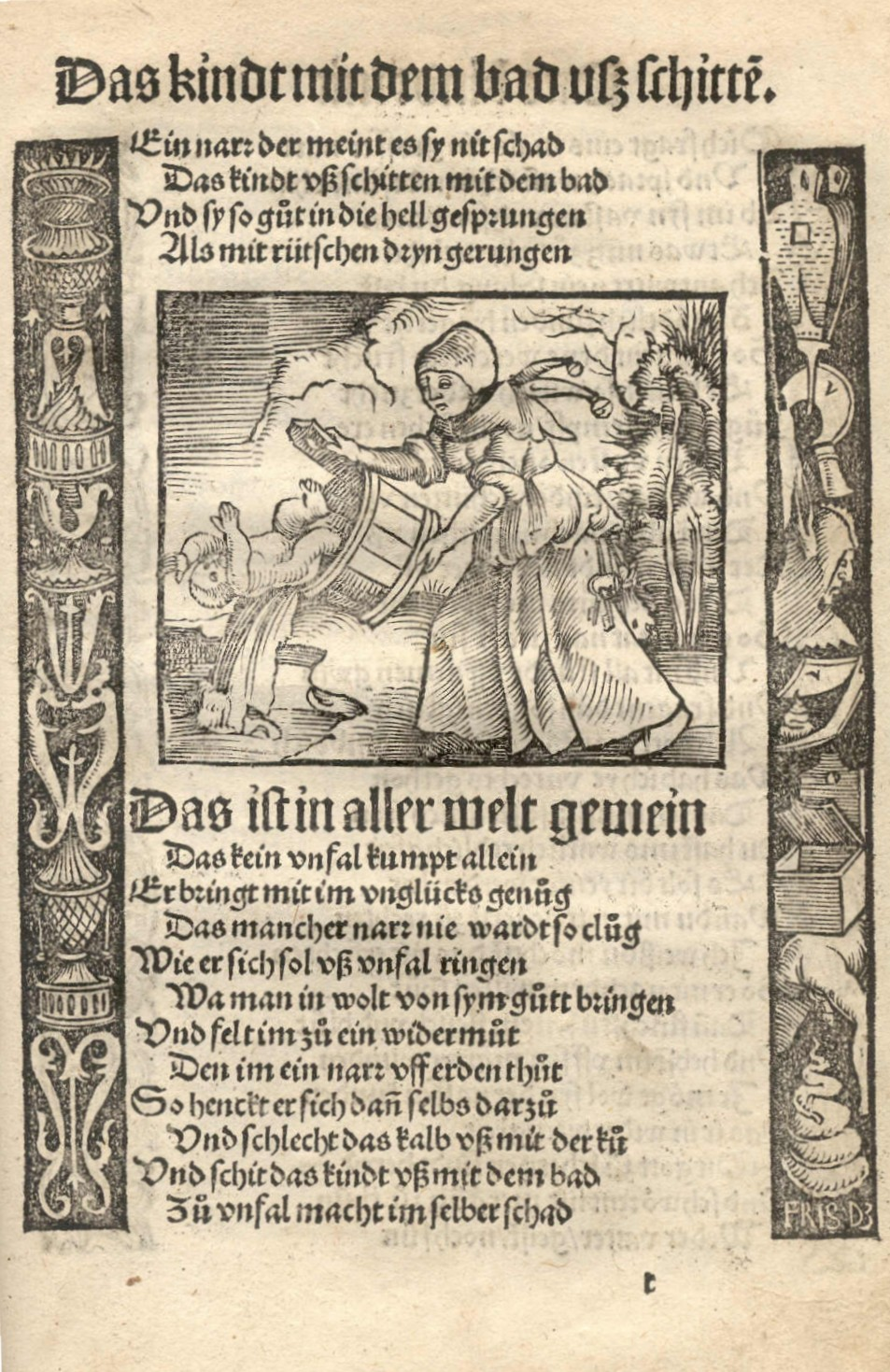
Das Kind mit dem Bade ausschütten

- In dieselbe Kerbe hauen – jemanden bei einem Vorhaben unterstützen. Als die Motorsäge noch unbekannt war, erzielten Holzfäller die optimale Wirkung, wenn Axthieb für Axthieb in der gleichen Kerbe landete.
- Etwas auf dem Kerbholz haben – etwas verbrochen oder ausgefressen haben. Zu Zeiten des Analphabetentums wurden Schulden häufig durch Kerben in einem Holzstab dokumentiert (wie heute noch im Restaurant die Getränke auf dem Bierdeckel). Meist wird die Ausdrucksweise für Straftäter verwendet.
- Das Kind mit dem Bade ausschütten – etwas übereilt tun, ohne die möglichen negativen Konsequenzen oder Vorteile genügend zu bedenken.
- Jetzt ist das Kind in den Brunnen gefallen – jetzt ist das Befürchtete passiert bzw. es ist für eine Verhinderung zu spät.
- Er wurde als Kind zu heiß gebadet – er ist nicht normal, er hat einen Dachschaden.
- Wir werden das Kind schon schaukeln – wir werden das schwierige Problem lösen.
- Mit Kind und Kegel – mit großer Begleitung. „Kegel“ wurden die unehelichen Kinder genannt.
- Ein Kindskopf sein – kindische Vorstellungen oder Vorlieben haben.
- Für jemanden die Kindsmagd spielen – ihm alle Klein- oder Drecksarbeiten abnehmen müssen. Die Kindsmagd hatte die Kinder zu beaufsichtigen und alles aufzuräumen, was beim Spielen liegen geblieben war.
- Sich einen Kipparsch arbeiten/laufen/suchen – langwierige, oft unnütze oder ergebnislose Tätigkeit, bei der man sich einen wunden Hintern holt
- Mit der Kirche ums Dorf/Kreuz gehen / die Kirche ums Kreuz tragen – umständlich sein, einen unnötigen Umweg machen. „Die Kirche“ bezeichnete früher die Kirchengemeinde oder Prozession, die einen unnötigen oder auch nur langen Weg beschreitet. Die Länge des Prozessionsweges hing zumeist von der Bedeutung des Anlasses ab, blieb so mal innerhalb des Dorfes, führte aber auch schon mal auf die Felder hinaus, vgl. Bittprozession.
- (Man soll / Wolln wir mal) die Kirche im Dorf lassen! – nichts über Gebühr tun (verlangen).[83][84]
- Komm mir auf die Kirchweih! – dezente Umschreibung des berühmten Götz-Zitats. Um einen ungewollten Besuch zu diesem Festtag zu vermeiden, wurde im sparsamen Oberschwaben gerne ergänzt „aber brings Essen selber mit“.
- Mit ihm ist nicht gut Kirschen essen – Warnung vor einer unverträglichen Person. Bereits um 1350 schreibt der Berner Dominikanerpater Ulrich Boner: „Wer mit Herren Kirschen esse, dem würfen sie danach die Stiele in die Augen“.
- Mit dem Klammerbeutel gepudert sein – nicht bei Trost, verrückt sein. Zur Herkunft siehe Klammerbeutel.
- Die Klappe halten – still sein, schweigen (siehe auch „den Mund halten“).
- Nicht kleckern, sondern klotzen – sich nicht an kleineren Belanglosigkeiten aufhalten, sondern direkt auf das Wesentliche gehen / angreifen. Geprägt durch den Heeresoffizier Heinz Guderian. Mögliche Anspielung auf den NS-Architekten Clemens Klotz, der für die Planung von Monumentalbauten bekannt war.
- Jemanden über den grünen Klee loben – ihn über alle Maßen preisen. Während heutige Gärtner den Klee im Beet tunlichst vermeiden, galt im Mittelalter den Minnesängern die Kleeblume als außerordentlich edle Blüte und wurde dementsprechend von Wolfram von Eschenbach oder Walther von der Vogelweide gelobt. wikt:über den grünen Klee loben. Ursprünglich bedeutete es im eigentlichen Wortsinn nur, dass dem Gelobten eine größere Lebenskraft zugeschrieben wurde.[85][86]
- Kleinvieh macht auch Mist – auch kleinere Erträge sind von Nutzen.[87]
- Jemanden über die Klinge springen lassen – ihn zu Fall bringen, ihn stürzen oder beseitigen. Mit Klinge war das Henkerschwert gemeint, das den Kopf vom Rumpf trennte.
- Klar wie Kloßbrühe – ironische Bemerkung, wenn etwas nicht ganz klar ist.
- Knall und Fall – plötzlich, ohne Vorankündigung. Wohl aus der Jägersprache stammend, wo das Wild im gleichen Moment wie der Schuss fällt.
- Einen Knall haben – von Sinnen sein, den Verstand verloren haben.
- Den Knall nicht gehört haben – ein offensichtliches Signal meist aufgrund mangelnder Aufmerksamkeit nicht bemerkt bzw. ignoriert haben. Beim Laufsport signalisiert der Knall der Startschusspistole den Beginn des Wettlaufs.
- Eine Sache übers Knie brechen – etwas vorschnell und zu wenig überlegt durchführen. Das Knie wird spontan zu Hilfe genommen, das Ergebnis ist aber wenig professionell.
- Einen Knopf dran machen – fertigstellen, abschließen. Die Knöpfe anzunähen sind die letzten Handarbeiten bei der Produktion von Anzügen.
- Knoten geplatzt – etwas verstanden haben
- Einen Koffer [an einem bestimmten Ort] vergessen haben/noch [irgendwo] einen Koffer stehen haben – mit einer Angelegenheit oder Beziehung nicht ganz fertig sein
- Einen Koffer stehen lassen – eine übel riechende Blähung absondern.
- Es geht um Kopf und Kragen (1) bzw. Er redet sich um Kopf und Kragen (2) – es geht um Leben und Tod. Es geht ums Ganze (1) bzw. er verliert mit seiner Aussage alle Chancen auf ein mildes Urteil (2). Kragen bedeutet hier so viel wie Hals.
- Den Kopf aus der Schlinge ziehen – einer drohenden Gefahr (mit List oder Fertigkeit) entrinnen.
- Den Kopf in den Sand stecken – ein Problem einfach ignorieren und hoffen, dass es an einem vorbei geht. Angeblich, aber nicht wirklich, stecken Strauße bei Gefahr ihren Kopf in den Sand.
- Jemandem den Kopf waschen – ihn zurechtweisen, ihm deutlich die Meinung sagen.
- Seinen Kopf durchsetzen – seinen Willen durchsetzen, auf seiner Meinung beharren, stur sein.
- Man wird dir nicht gleich den Kopf abreißen – du hast zwar einen Fehler gemacht, aber es gibt Schlimmeres.
- Den Korb, auch Brotkorb, höher hängen – etwas schwieriger machen, den Zugang erschweren.[88] Vgl. Brotkorbgesetz.
- Einen Korb bekommen – abgewiesen werden, eine Bitte nicht erfüllt bekommen. Troubadoure erhofften sich, von ihrer Angebeteten erhört zu werden. Wenn aber von der Burg ein Korb ohne Boden herab gelassen wurde, schlug die Hoffnung in Enttäuschung um.
- Etwas oder jemanden aufs Korn nehmen – auf jemanden oder etwas zielen. Beim Gewehr bildet das Korn zusammen mit der Kimme die Zielvorrichtung.
- Den Königsweg gehen – den kürzesten/einfachsten Weg gehen, um ein angestrebtes Ziel zu erreichen.
- Da platzt mir doch der Kragen! – jemand ist derart wütend, dass durch Anschwellen der Halsschlagader der Hemdkragen zu platzen droht.
- Es geht ihm an den Kragen – es wird sehr gefährlich für ihn (siehe auch oben „Kopf und Kragen“). Kragen ist hier gleichbedeutend mit „Hals“, quasi Reminiszenz an die Hinrichtung.
- Es sieht hier aus wie Kraut und Rüben – es herrscht ein wildes Durcheinander/eine heillose Unordnung. Aus der Küchensprache, wo Kraut und Rüben in einem Topf zusammen gemengt werden.
- Wild ins Kraut schießen – ungezügelt, irrational, unkoordiniert ablaufen. Vor allem in Verbindung mit Spekulationen und Gerüchten häufig verwendet.
- Auf Krawall gebürstet – latent bereit, Auseinandersetzungen in Kauf zu nehmen. Mögliche Anspielung auf an Bürsten erinnernde Punkerfrisuren.
- Eine Krawatte haben – empört, genervt oder missgestimmt sein.
- Bei jemandem in der Kreide stehen – Schulden haben. Wirte und Krämer pflegten Forderungen mit Kreide an eine Tafel zu schreiben, bis sie erfüllt wurden. vgl. „Kerbholz“.
- Kreide fressen – entgegen der eigenen Absicht oder Gesinnung Friedfertigkeit vortäuschen. Vermutlich aus dem Märchen Der Wolf und die sieben jungen Geißlein, in dem geschildert wird, wie der Wolf Kreide frisst, um seine Stimme zarter zu machen.
- Wie Krethi und Plethi – wild zusammengewürfelte Mannschaft. Nach der Bibel (2 Sam 8,18 EU), quasi eine „Fremdenlegion“ von König David aus Kretern und Philistern.
- Drei Kreuze machen – etwas überstanden haben. Das Bekreuzigen der Christen symbolisiert das Überstehen einer Aufgabe oder Prüfung. Dazu kommt das Sinnbild der Dreifaltigkeit.[89]
- Jemanden aufs Kreuz legen – ihn bezwingen, auch auf unfaire Art und Weise. Aus der Ringersprache, wo der Kampf entschieden ist, wenn der Gegner mit beiden Schulterblättern am Boden ist.
- Jemandem etwas aus dem Kreuz leiern – jemanden so lange (auch höflich) penetrieren, bis er die gewünschte Zusage tätigt. Oft bezogen auf Preisnachlässe oder Gratiszugaben.
- Vor jemandem zu Kreuze kriechen – um Abbitte nachsuchen oder unterwürfig um Vergebung bitten. Aus der kirchlichen Übung des Mittelalters, sich am Karfreitag zur Buße kniend dem Kreuze zu nähern.[16]
- Etwas aus dem Kreuz haben – eine (meist undankbare) Aufgabe erledigt haben oder los zu sein.[16]
- Ins Kreuzfeuer geraten oder im Kreuzfeuer (der Kritik) stehen – von mehreren Seiten gleichzeitig angegangen / kritisiert werden. Wohl aus der Militärsprache stammend, wenn der Beschuss aus mehreren Richtungen erfolgt.[90]
- Krokodilstränen weinen – unechte Tränen der Rührung, des Schmerzes oder der Trauer vergießen. In der antiken Mythologie weinten angeblich die Harpyien wie Kinder, um damit Menschen anzulocken. Im Mittelalter übertrug man diese Fähigkeit auf Krokodile. wikt:Krokodilsträne
- Einen (Zacken) in der Krone haben – betrunken sein.
- Sich keinen Zacken aus der Krone brechen – sich nicht überarbeiten, überanstrengen wollen; wenn sich jemand unnötig ziert, etwas als unter seiner Würde betrachtet.[91]
- Das setzt einer Sache die Krone auf – das ist die Höhe / der Gipfel. Gelegentlich auch gespielte Empörung über eine Frechheit, aber auch anerkennend verwendet für eine außerordentliche Leistung.
- Das ist überflüssig wie ein Kropf – darauf kann man leichten Herzens verzichten. Der Kropf ist eine Krankheit, auf die man keinerlei Wert legt.
- Kein Krösus sein – nicht reich sein, nicht genug Geld haben. Nach einem griechischen König Krösus, der zeitweise sagenhaft reich gewesen sein soll.
- Eine Kröte schlucken müssen – etwas Unangenehmes akzeptieren müssen.
- Einen Krümel in der Tröte haben – nur unter Beschwerden reden können. Vgl. Frosch im Hals.
- Wenn der Kuchen spricht, haben die Krümel Pause – bei Ansprachen oder Bekanntmachungen von Vorgesetzten oder anderen, hierarchisch höhergestellten Personen, haben die einfachen Leute zuzuhören.
- Den Kuckuck aufkleben – eine Sache gerichtlich pfänden. Mit dem Kuckuck ist scherzhaft der Bundesadler auf der Pfandmarke gemeint. Zudem ist der Kuckuck auf Grund seiner parasitären Brutpflege in Verbindung mit Haus oder Besitz ein schlechtes Zeichen. In einigen Teilen Österreichs wird der Gerichtsvollzieher oder auch Exekutor umgangssprachlich als „Gugerpicker“ (Kuckuckkleber) bezeichnet.
- Der Kuckuck soll dich holen! (auch: „Zum Kuckuck (nochmal)!“, „Zum Kuckuck damit!“) – scher dich zum Teufel! Böser Fluch. Kuckuck war nämlich einst ein Synonym für Teufel.
- Ein Kuckucksei haben – ein (geduldetes) außereheliches Kind haben. Fallweise wird auch damit eine unliebsame, unerwartet zugestandene Sache, die nur Mehraufwand bedeutet, gemeint.
- Eine ruhige Kugel schieben – sich nicht durch große Aktivitäten oder Fleiß bemerkbar machen.
- Das ist eine Kugelfuhr – das ist sehr schwierig zu bewerkstelligen. Der Ausdruck ist bereits in mittelhochdeutscher Zeit als ›gogelvuore‹ im Sinne von mutwilligem Treiben, lärmender Lustbarkeit, Narrenpossen bezeugt, wobei bereits die Bedeutung von ›gogel‹ = Scherz, Posse und ›gugel‹ = Narrenkappe, eigentlich Obergewand mit Kapuze, das auf Lateinisch ›cuculla‹ zurückgeht, vermischt worden sind.[92][93]
- Die Kuh vom Eis holen – sich oder etwas aus einer brenzligen Situation befreien; eine unmittelbar drohende Gefahr abwenden.[94]
- Das geht auf keine Kuhhaut – übertreibender Ausdruck (Hyperbel) der Empörung, der besagen will, dass über eine bestimmte Sache oder Person so viel Empörendes zu berichten wäre, dass zur Niederschrift nicht einmal eine Kuhhaut ausreichen würde. Pergament wird aus den Häuten von Schafen hergestellt, „Kuhhaut“ bezeichnet insofern ein zwar nicht real übliches, aber als besonders groß vorzustellendes Beschreibmaterial. Eine andere Erklärung besagt, dass die Redensart auf die Gründung der Stadt Karthago zurückgeht, als die Königin Dido sich so viel Land erbat, wie sie mit einer Kuhhaut umschließen konnte. Nachdem sie die Zusage hatte, zerschnitt sie die Haut in dünne Streifen, die aneinandergelegt ein riesiges Gebiet umschlossen.
- Den Kürzeren ziehen – verlieren, unterliegen. Schon bei den Griechen übliche Form des Losentscheids, wonach das Ziehen des kürzeren Halmes bedeutete, dass man leer ausging.

## L
- Für jemanden eine Lanze brechen – ihn verteidigen, ihm beistehen. Aus der Rittersprache, wo sich bei Zweikämpfen der Sekundant im Falle einer bedrohlichen Situation schon mal einmischte und dabei den Bruch seiner Lanze, wenn nicht mehr, riskierte.[95]
- Durch die Lappen gehen – entwischen, verschwinden. Um Wild im Jagdrevier zu halten, wurden bunte Tücher zwischen die Bäume gespannt. In seiner Todesangst kümmerte sich das Wild aber nicht darum und „ging durch die Lappen“.[96]
- Ich bin mit meinem Latein am Ende – hier weiß ich nicht mehr weiter, das kenne ich zu wenig.
- Er badet gerne lau – er hat keinen Mumm, er scheut Konflikte. Herbert Wehner hat diese Redewendung populär gemacht, als er Willy Brandt damit vorwarf, keinen eigenen Standpunkt zu haben. Eine modernere Version von „lau baden“ ist „warm duschen“.
- Etwas läuten hören („Ich habe es läuten hören, weiß aber nicht, wo die Glocken hängen.“) – Eine vage, noch nicht eindeutige Nachricht erhalten haben.
- Jemandem den Laufpass geben – ihn entlassen oder mit ihm brechen. Soldaten erhielten im 18. Jahrhundert bei ihrer Entlassung einen Laufpass, d. h. ein Papier, das ihnen bei Bewerbungen um Arbeit helfen sollte.
- Ihm ist eine Laus über die Leber gelaufen – er ist verärgert. Die Leber, einstens als Sitz der leidenschaftlichen Empfindungen angesehen, die Laus als Sinnbild des kleinen Ärgernisses, das sie auslösen kann, ergeben den Sinn dieser Redewendung.[16]
- Einem eine Laus in den Pelz setzen – ihm Ärger oder Schwierigkeiten bereiten, aber auch sein Misstrauen wecken.
- Die beleidigte Leberwurst sein / spielen – zeigen, dass man gekränkt ist. Ursprünglich war nur von der „Leber“ die Rede, die als Sitz von Gefühl und Temperament galt. Die „Wurst“ wurde später hinzugefügt.[97]
- Frei von der Leber weg; auch: Frisch von der Leber – freimütig, ohne Scheu sprechen. Leber und Galle galten lange Zeit als Sitz von Ärger und Zorn.
- (Frisch) vom Leder ziehen – sich rücksichtslos äußern, kein Blatt vor den Mund nehmen. Das Leder bedeutet hier die früher lederne Schwertscheide.
- Wie das Leiden Jesu aussehen – sterbenskrank aussehen. Er erinnert an den gekreuzigten Jesus in Gemälden (auch großer Meister).
- Die alte Leier – immer dasselbe Thema. Mit der Drehleier, einem Musikinstrument aus dem Mittelalter, spielte man immer dieselbe Musik ab.
- Jemandem auf den Leim gehen – von ihm hereingelegt/betrogen werden. Vogelfänger arbeiteten mit Leimruten, an denen die Vögel hängen blieben.
- Leine ziehen – das Feld räumen, verschwinden. Vermutlich aus der Binnenschifffahrt, als Schiffe stromaufwärts von den Treidelpfaden aus mit Pferdegespannen gezogen wurden. „Zieht Leine!“ war demnach der Befehl, das Schiff in Bewegung zu setzen.[98]
- Jemandem Leine lassen – ihm mehr Freiheit geben, ihn weniger kontrollieren. Hunde können an die kurze Leine genommen werden, aber eben auch an die lange Leine, wenn dadurch keine Gefahr entsteht.
- Leipzig/Einundleipzig. Nach dem deutschen Sieg im Deutsch-Französischen Krieg 1870/71 (gesprochen: siebzig/einundsiebzig) über Napoleon III. wurde der Sieg der Deutschen in der Völkerschlacht bei Leipzig (1813) über Napoleon I. kurz und abgewandelt „Leipzig/Einundleipzig“ bezeichnet. Später verstand man darunter: „Das ist schon so lange her!“
- Alles über einen Leisten schlagen – keinen Unterschied machen, alles nach dem gleichen Schema bearbeiten. Aus der Schuhmachersprache.
- Ich mach dir doch nicht den Leo – ich lasse mich dafür nicht auch noch einspannen. Bezieht sich auf die Figur „Leo“ im Bayerischen (Werbe-)Fernsehen, die für alles herangezogen wurde.
- Jemandem die Leviten lesen – ihn heftig tadeln. Aus der Kirchensprache, wo die Geistlichen der Diözese Metz einst durch ihren Bischof angewiesen wurden, sich zur Besserung ihres Benehmens täglich Teile aus dem Levitikus und andere Lektionen anzuhören.
- Das Licht am Ende des Tunnels (sehen) – die Schwierigkeiten sind überwunden / bald bewältigt, man kann wieder optimistisch voranschreiten.
- Jemandem geht ein Licht auf – ihm fällt die Lösung für ein Problem ein; ihm wird etwas klar; er hat einen Geistesblitz. Möglicherweise nach Jes 9,1 EU (zitiert in Mt 4,16 EU): „Das Volk, das in der Finsternis ging, / sah ein helles Licht; über denen, die im Land des Todesschattens wohnten, / strahlte ein Licht auf.“
- Sein Licht unter den Scheffel stellen – sich unter Wert verkaufen. Aus der Bibel (Bergpredigt, Mt 5,13–16 EU).
- Zwei linke Hände haben – sehr ungeschickt sein[99], vor allem handwerklich.
- Aus dem letzten Loch pfeifen (auch: auf dem letzten Loch pfeifen) – am Ende sein, nicht mehr können. Das Öffnen aller Stimmlöcher ergibt bei einem Blasinstrument den höchsten erreichbaren Ton, der nur noch schwach und unrein klingt.
- Den Löffel abgeben – sterben. Siehe Den Löffel abgeben.
- Jemanden über den Löffel barbieren[100][101] – ihn betrügen oder benachteiligen. Barbiere steckten bei der Rasur den Kunden manchmal einen Löffel in den Mund, um die schlaffen Wangen zu spannen. In dieser Zeit war der Kunde zum Widerstand kaum in der Lage.
- Im Lot sein – richtig bzw. in Ordnung sein. Aus der Maurersprache, wo das Bleilot anzeigt, ob die Mauer wirklich senkrecht steht.
- Jemanden an die (frische) Luft setzen – ihn entlassen oder des Hauses verweisen.
- Den Lückenbüßer spielen – mangels Alternativen eingesetzt werden. „Büßen“ bedeutet in diesem Zusammenhang „ausbessern, flicken“, es handelt sich also um eine Person, die eine entstandene Lücke (in einer Mauer) ausbessern sollte.
- Lügen wie gedruckt (Zeitungen sind gedruckt, Märchen, Romane sind erfundene Geschichten)
- Die Lunte riechen – Verdacht schöpfen. Die Lunte, also die Zündschnur, konnte man häufig weithin riechen und sich rechtzeitig vor dem Schuss in Sicherheit bringen; siehe auch: Muskete#Redensart.

## M
- Makulatur reden – Unsinn von sich geben. Makulatur ist unbrauchbares Druckpapier, das man nur noch für minderwertige Zwecke benutzen kann.
- Jemanden in die Mangel nehmen – ihn mit Nachdruck befragen oder verhören. Eine Mangel ist eine Maschine, die aus zwei parallelen Walzen im geringen Abstand besteht. Mit Hilfe einer Mangel kann ein Werkstoff gestreckt werden.
- Mit Mann und Maus untergehen – mit allem in den Fluten versinken. Die Maus ist die Verballhornung des niederländischen „Meisje“ = Mädchen bzw. Weib.
- Vor jemandem Manschetten haben – Angst oder Respekt haben. Im 18. Jahrhundert trugen die edleren Herren Spitzenmanschetten, aber Manschetten wurden auch Handschellen im Strafvollzug genannt.
- Den Mantel des Schweigens über etwas legen – nichts verraten, etwas verheimlichen. Sinnbildlich etwas unsichtbar machen.
- Da hat er eine Marotte – da ist er eigenartig, komisch. Marotte, frz., war ein vom Wort Maria abgeleitetes Heiligenbild oder eine Handpuppe, später ein Narrenszepter mit Puppenkopf, das u. a. der Hofnarr trug.
- Jemandem den Marsch blasen – andere, zumeist faule, träge oder widerspenstige Personen mit, meist heftigen verbalen Mitteln zur Räson bringen oder verjagen.
- Mast- und Schotbruch! – für Seefahrer abgewandelte Version von Hals- und Beinbruch!; auch hiermit wird gutes Gelingen und Glück gewünscht.
- Er steht bei mir auf der Matte – er will etwas von mir. Die Matte ist hier der Teppich oder die Matte vor der Haustür.
- Wieder auf der Matte stehen – wieder gesund sein, (nach längerer Abwesenheit) wieder Dienst tun. Aus der Ringersprache.
- Mit ihm ist Matthäi am Letzten – er ist dem Tode nahe (im wörtlichen oder übertragenen Sinn). Spielt auf die Bibel an (Mt 28,20 EU): „bis an der Welt Ende“.
- Sie ist ein Mauerblümchen (ugs.) – als Mauerblümchen wird ein Mädchen bezeichnet, welches von Männern kaum beachtet wird und kaum zum Tanz bei einer Disco aufgefordert; analog zu einer Blume, welche unauffällig an einer Mauer wächst.
- Da beißt die Maus keinen Faden ab – das ist nicht mehr zu ändern. Nach einer Tierfabel, in der eine dankbare Maus den in der Falle gefangenen Löwen rettet, indem sie das Netz zernagt. Eine andere Version führt zur Hl. Gertrud von Nivelles, die im Mittelalter zum Schutz vor Mäuse- und Rattenplagen angerufen wurde. Danach durfte ab ihrem Namenstag (17. März) nicht mehr gesponnen werden, weil sonst die Mäuse den Faden abbeißen würden.
- Weiße Mäuse sehen – Wahnvorstellungen haben, vor allem im Rausch.
- Es ist zum Mäusemelken – es ist absurd, wahnwitzig, unglaublich, auch: zum Verzweifeln
- Da läuft er bei mir in das gewetzte Messer – auf die Gelegenheit warte ich, um mit ihm abzurechnen
- Da geht mir das Messer in der Hose auf – meine Empörung ist nicht mehr zu überbieten.
- Ins offene Messer laufen – durch Leichtsinn oder Unaufmerksamkeit ins Verderben geraten.
- Ein Methusalem – ein sehr alter Mensch. Methusalem wurde nach der Bibel (Gen 5,21–27 EU) 969 Jahre alt und ist damit der älteste in der Heiligen Schrift erwähnte Mensch überhaupt. Die Altersangabe dürfte mit unserer Zählweise sehr wenig gemein haben.
- Einen Metzgersgang machen – etwas erfolglos unternehmen. Fleischer gingen früher von Hof zu Hof auf der Suche nach Arbeit. Kehrten sie am Abend ohne Auftrag zurück, hatten sie einen „Metzgersgang“ gemacht.
- Die Milch der frommen Denkart – die aus frommer Erziehung resultierende, eher schlichte Denkweise. Friedrich Schiller hat dieser Redewendung in seinem Werk Wilhelm Tell (vierter Aufzug, dritte Szene) ein Denkmal gesetzt.
- Das ist nicht auf meinem Mist gewachsen – stammt nicht von mir, ich habe damit nichts zu tun.
- Der letzte der Mohikaner – der letzte Euro, der mir verblieb, der letzte noch lebende Schulfreund. Nach dem gleichnamigen Roman von James Fenimore Cooper.
- Hinter dem Mond leben – wirklichkeitsfremd sein. Vom irdischen Betrachter aus befindet sich jemand, der hinter dem Mond lebt, auf dessen Rückseite. Wer aber dort lebt, der hat den Mond zwischen sich und der Erde und somit keinen Blick auf das, was dort geschieht.
- In den Mond gucken – das Nachsehen haben, den Kürzeren ziehen. „Mondgucker“ war ein Schimpfwort für dumme Leute, vergleichbar mit einem „Hansguckindieluft“.
- Jemanden zum Mond schießen – sich unsanft von jemandem trennen
- Du kannst mir mal im Mondschein begegnen! – Abschwächung des Götz-Zitats mit der Aussicht, dass es einmal im Schutze der Nacht ein schmerzhaftes Aufeinandertreffen geben könnte.
- Den werd ich Mores lehren – Mores lehren steht für die Bemerkung Anstand, Benehmen beibringen. Ihre Herkunft hat sie aus dem Lateinischen, das Wort mos (plur.: mores) bedeutet „Sitte, Anstand“ bzw. „Moral“. Entstanden ist der Ausdruck etwa in der Zeit des Humanismus (ca. 15. Jh.) als Teil der damaligen Studenten- und Gelehrtensprache.
- Den werd ich Moses lehren (Moses und die Propheten lehren) – Moses (der lehrende) steht für das Gesetz. Herkunft aus „Mores lehren“. Seit dem 18. Jh., Umgangssprache[102].
- Die Motten kriegen – fassungslos oder genervt sein. Motten bedeutet umgangssprachlich auch Tuberkulose.
- Das schmeckt nach Muckefuck – das ist geringwertiger Kaffee, üblicherweise Ersatzkaffee. Verballhornt aus dem französischen Begriff „Mocca faux“ = falscher Mokka für einen Kaffee, der keine oder kaum Kaffeebohnen enthält. Siehe auch „Blümchenkaffee“.
- Er macht gerne aus einer Mücke einen Elefanten – eine unbedeutende Sache ungemein aufbauschen / maßlos übertreiben.
- Etwas für bare Münze nehmen – etwas ernst nehmen, obwohl nur im Scherz gesprochen.
- Den Mund halten – still sein, schweigen. Für die Redewendung sind zahlreiche andere Begriffe bekannt wie „Maul“, „Fresse“, „Schnauze“/„Schnute“, aber auch weniger selbsterklärende Begriffe wie z. B. „Goschn“ (vielleicht lat. geusiae: Mund), „Pappm“ (österreichisch für Papp: Kinderbrei), oder „Rand“ (von Einfassung, Rahmen), der wie alle anderen Begriffe seit dem 19. Jh. für Mund steht.[103] Die Herkunft von „die Klappe halten“ ist ungeklärt, sie wird jedoch einer populären Theorie nach mit laut klappenden Stützbrettern im Chorgestühl einer Kirche (Misericordien) in Verbindung gebracht, die man deshalb beim Aufstehen festhalten müsse.[104]
- Sich den Mund verbrennen – das Falsche sagen, unbequeme bzw. peinliche Dinge offen aussprechen
- Nicht auf den Mund gefallen sein – redegewandt oder schlagfertig sein.
- Den Mund fusselig reden – etwas nachdrücklich und wortreich vertreten, so dass der Sprecher übertreibend behaupten kann, sein Sprechorgan verschlissen zu haben.
- In der Mühle sagt man’s zweimal – dieses Sprichwort wird jemandem entgegengehalten, der etwas beim ersten Mal nicht verstanden hat. Der Sinn bezieht sich ursprünglich auf den Lärm, der in einer Mühle herrscht.
- Sein Mütchen (an jemanden) kühlen – seinen Zorn (an jemanden) auslassen.[105] Mütchen ist ein Diminutiv des Wortes Mut.[106]

## N
- …, dann gute Nacht! – das wäre schlimm.
- Eine Nachteule – jemand, der besonders nachts aktiv ist und spät heimkommt. Eulen sind Nachtvögel und lassen sich bei Tag kaum blicken.
- Nachtigall ick hör dir trapsen – ich merke, was da abgeht. Berliner Redensart, erstmals 1878 publiziert, leitet sich vermutlich von einem Lied aus Des Knaben Wunderhorn ab.
- In einer Nacht-und-Nebel-Aktion – heimlich, vor der Öffentlichkeit verborgen. Im Dezember 1941 ließ die Wehrmacht Widerstandskämpfer und Nazigegner aus den besetzten Gebieten in Deutschland spurlos verschwinden.
- etwas geht auf jemandes Nacken – jemand bezahlt für etwas, was er nicht allein genießt. Häufig verwendet bei Einladungen zum Trinken.
- Die Nadel im Heuhaufen suchen – etwas Unmögliches versuchen müssen. Es ist praktisch ausgeschlossen, dass die Suche erfolgreich sein wird.
- Den Nagel auf den Kopf treffen – genau das Richtige sagen oder erraten. Aus der Schützensprache, wo mit Nagel der Mittelpunkt der zu treffenden Scheibe gemeint war.[107]
- Etwas an den Nagel hängen (wie den Beruf) – mit etwas aufhören. Schneider hängten den noch nicht fertiggestellten Anzug bis zur Weiterarbeit an den Nagel.
- Sich etwas unter den Nagel reißen – sich etwas (auch widerrechtlich) aneignen. Raubtiere pflegen ihre Beute unter ihre Krallen zu nehmen, daher auch „sich etwas krallen“.
- Etwas brennt mir unter (seltener: auf) den Nägeln – Umschreibung einer inneren Situation der Ungeduld, wenn man eine drängende Angelegenheit hinter sich bringen oder eine Frage loswerden will. Die Herkunft ist unsicher, siehe Unter den Nägeln brennen.
- Die Nagelprobe bestehen – eine entscheidende Prüfung bestehen. Eine Nagelprobe ist allgemein eine Prüfung mit dem Fingernagel und in der ältesten bekannten Bedeutung speziell ein Ritual zur Prüfung eines leergetrunkenen Trinkgefäßes, indem man dieses so umdreht, dass eventuell verbliebener Inhalt auf den Daumennagel rinnt: Ist mehr enthalten, als auf dem Nagel Platz findet, so gilt das Gefäß als nicht hinreichend leergetrunken und die Probe als nicht bestanden.

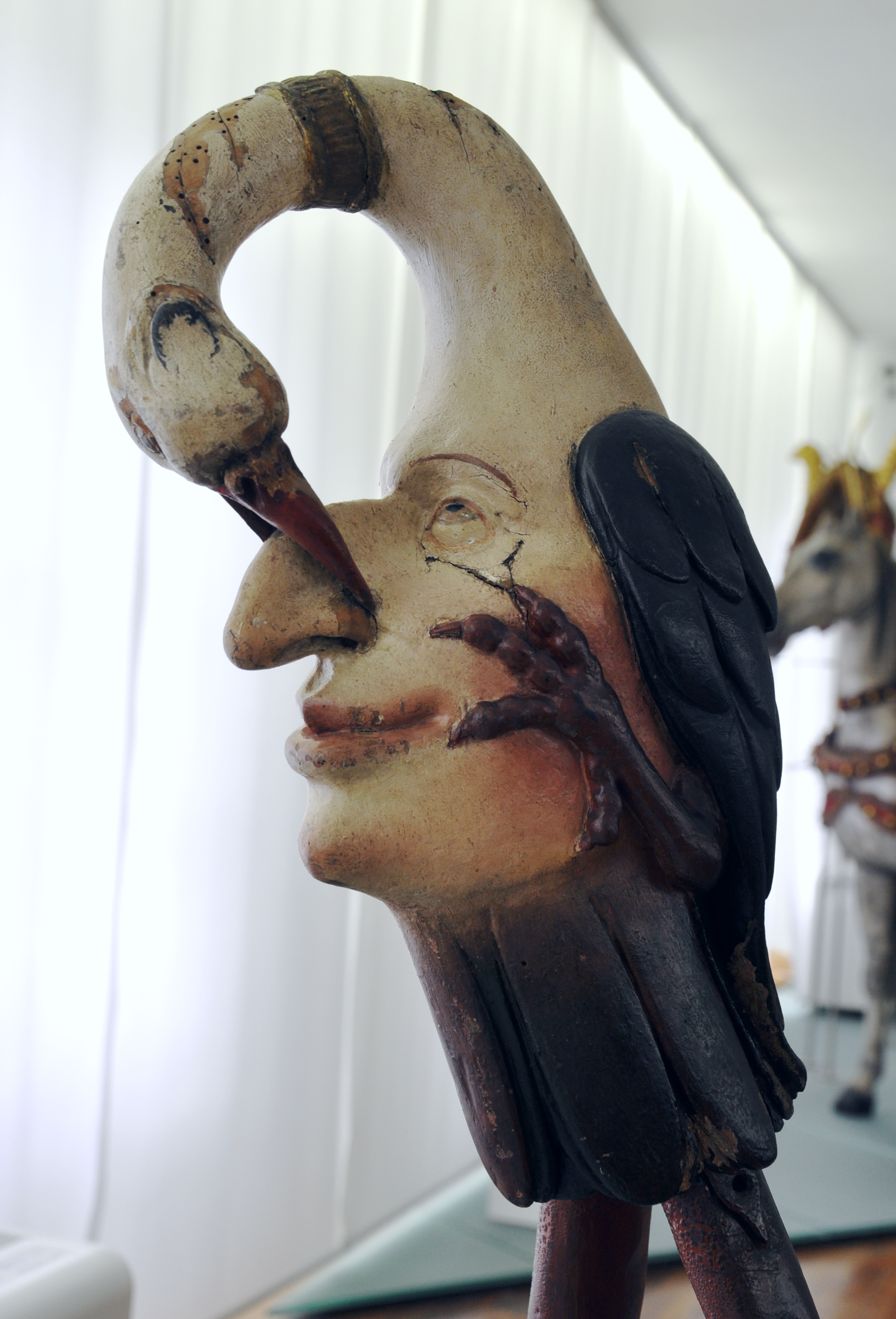
„Sich an die eigene Nase fassen“. Detail eines barocken Prunkschlittens

- Aus dem Nähkästchen plaudern – etwas sagen, was nicht für die Öffentlichkeit bestimmt ist. Bei Effi Briest werden nach vielen Ehejahren im Nähkästchen verfängliche Briefe entdeckt, die besser unentdeckt geblieben wären.
- Er genießt Narrenfreiheit – er kann tun und lassen was er will, aber auch: er wird nicht mehr ernstgenommen. Eigens engagierte Hofnarren durften an den Fürstenhöfen Dinge sagen, die einem Normalsterblichen nicht ungestraft durchgegangen wären.
- Jemandem eine lange Nase drehen – ihn austricksen oder seine Weisungen ignorieren. Beliebte Geste bei Kindern, den Spielkameraden ihre Missachtung oder Spott kundzutun.
- Sich an die eigene Nase fassen – in Österreich und Schweiz auch: sich selber an der Nase nehmen. Auch: sich an die eigene Kappe fassen (Allgäu). Einen Fehler bei sich selbst statt bei anderen suchen. Geht möglicherweise zurück auf einen Rechtsbrauch, sich beim öffentlichen Widerruf einer Beleidigung an die Nase zu fassen.
- Jemandem auf der Nase herumtanzen – unter den Augen des Betreffenden tun, was man will.
- Ach du grüne Neune! – Ausdruck einer meist unangenehmen Überraschung. Vermutlich zurückzuführen auf die Pik-9 im Kartenspiel, die beim Kartenlegen Unheil verhieß.
- Das ist ein Notnagel – eine Notlösung. Der Notnagel gehörte bis in die 1960er Jahre zur Ausrüstung der Feuerwehrleute und diente zur Eigenrettung in Gefahrensituationen.
- Null-acht-fünfzehn/fuffzehn – siehe 08/15.
- Eine Nullnummer – ein Vorhaben, das entgegen den Erwartungen erfolglos verlaufen ist, oder – im Fußball: ein abfälliger Ausdruck für ein Spiel, das 0:0 endete.
- Den Nullpunkt erreichen – damit wird ausgesagt, etwas habe einen Tiefstpunkt erreicht.[108]

## O
- Oberwasser haben bzw. bekommen – Im Vorteil sein bzw. die Oberhand gewinnen. Aus der Müllersprache. Das im Mühlteich angestaute Wasser trieb als Oberwasser das Mühlrad an, das von ihm abfließende Unterwasser war wesentlich weniger kraftvoll.
- Seinen Obolus entrichten – einen kleinen Beitrag zahlen (Die Redewendung geht auf die altgriechische Münze Obolus zurück, die man den Toten als Fährlohn für den Fährmann Charon in den Mund legte.)
- Sich zum Obst (der Woche) machen – auffallen, um Aufmerksamkeit zu erregen. Das „Obst der Woche“ ist als Sonderangebot in Supermärkten konnotiert, das zwecks Erregung der Aufmerksamkeit von Kunden und daraus resultierender Absatzsteigerung hervorgehoben wird.
- Wie der Ochs vorm Berg (oder: wie der Ochs vorm Scheunentor, vor der Apotheke) – dumm oder unwissend, wie es weiter gehen soll.
- Einem Ochsen ins Horn pfetzen – erfolglos auf jemanden einreden oder ihm etwas zu erklären versuchen
- Eine Odyssee – eine sehr lange Irrfahrt. Odysseus, der Held von Troja, kehrte erst nach vielen Jahren und nach Überstehen vieler Gefahren wieder in seine Heimat zurück.
- Nicht ohne sein – (bei Menschen) auffällige positive Eigenschaften haben, z. B. intelligent und pfiffig sein, oder auch negative Eigenschaften haben, z. B. unberechenbar sein. Beim Bezug auf Situationen oder anderes ebenfalls im Sinne von bemerkenswerten Umständen oder Eigenschaften.
- Sich etwas hinter die Ohren schreiben – sich etwas gut merken. Zu wichtigen Ereignissen zogen unsere Vorfahren ihre Kinder als Zeugen bei und gaben ihnen einen Klaps hinter die Ohren, damit sie sich an den Vorgang besser erinnern und das Wissen an spätere Generationen weitergeben könnten. wikt:hinter die Ohren schreiben

- Es faustdick hinter den Ohren haben – durchtrieben oder raffiniert sein. Nach Volksmeinung hatte die Verschlagenheit ihren Sitz hinter den Ohren.
- Noch grün hinter den Ohren sein – noch jung, unerfahren sein.[109] Verwandte Redewendungen unter Verwendung der Farbe Grün finden sich in diversen Sprachen, etwa dem Englischen in greenhorn.
- Sich aufs Ohr hauen – sich zum Schlafen oder zum Ausruhen hinlegen
- Jemanden übers Ohr hauen – jemanden auf unfaire Art und Weise betrügen oder austricksen. Der Begriff kommt aus dem Fechtsport. Ein Schlag über die Ohren erfordert ein gewisses Geschick, ist jedoch nach den Fechtregeln verboten gewesen.[110]
- Öl auf die Wogen gießen – besänftigend einwirken. Schon im Altertum war bekannt, dass Öl die stürmische See glätten kann.
- Öl ins Feuer gießen – anstacheln, ein Übel noch vermehren. (siehe auch: „Öl ins Feuer“)
- Dastehen wie Ölgötzen – stumm oder dumm herum stehen. Als Ölgötzen bezeichnete man die in heidnischer Zeit aufgestellten Götterpfähle, später die hölzernen Tierformen, an denen die Öllampen zur Beleuchtung des Anwesens aufgehängt waren. Martin Luther scheint die Bezeichnung als Schimpfwort populär gemacht zu haben.
- Seit Olims Zeiten – scherzhafte Redensart, die sich nicht etwa auf eine tatsächliche Person solchen Namens bezieht, sondern im 17. Jahrhundert aus der Personifizierung des lateinischen Worts olim (einst) gebildet wurde.
- Auf dem Olymp sitzen – sich über alle Anderen erhaben fühlen, überheblich sein. Der Olymp war nach der griechischen Sage Sitz der Götter.
- Optik schieben – unter dem Einfluss halluzinogener Drogen stehen, visuelle Halluzination haben (siehe Optik schieben bei Wiktionary).
- Frech wie Oskar – dreist, wagemutig, furchtlos oder unverschämt sein. Je nach Modulation als Ausdruck von Ablehnung bis zu hoher Anerkennung geläufig. Vergleichbar ist die Redewendung „stolz wie Oskar“. Entstehungszeit und Urheber ist umstritten.
- die Ohren steif halten – tapfer bleiben, standhaft bleiben, sich nicht unterkriegen lassen (siehe die Ohren steifhalten bei Wiktionary).

## P
- Das sind zwei Paar Stiefel – das verhält sich ganz anders, das sind zwei unterschiedliche Dinge.
- Zu Paaren treiben – in die Flucht schlagen, in die Enge treiben. Paar ist abgeleitet von „Barn“ = Futterkrippe, zu dem man ausgerissene Herden zurücktrieb.
- Pack schlägt sich, Pack verträgt sich – „Ungebildete Menschen, zum Beispiel Eheleute aus der unteren Volksklasse zanken und prügeln und vertragen sich sogleich wieder und die gezüchtigte Ehefrau sieht am Ende wohl gar die empfangenen Schläge als einen Beweis der Liebe ihres Mannes an.“[111]
- Das bringt mich auf die Palme – da werde ich wütend, da gehe ich in die Luft. Eine Steigerung der Redensart, die Wände hochzugehen.
- Er steht unter dem Pantoffel, er ist ein Pantoffelheld – er steht unter dem Regiment seiner Frau, er hat nichts oder wenig zu sagen. Hausschuhe galten lange als Sinnbild für ein weibliches Kleidungsstück. Holzpantinen oder das Nudelholz konnten so manchen Ehemann schmerzlich zur Raison bringen.
- Stur wie ein Panzer sein – uneinsichtig sein, sich auch durch gute Argumente nicht von seiner Überzeugung abbringen lassen. Der Panzer machte den Ritter unverwundbar, aber auch unbeweglich.
- Ich kenne meine Pappenheimer – ich kenne diese Leute (und ihre Schwächen), ich weiß sie einzuschätzen. Zitiert im Drama Wallensteins Tod von Friedrich Schiller. Die Pappenheimer waren eine schwere Kavallerieeinheit unter dem Kommando des Grafen von Pappenheim, die dem Kaiser treu ergeben waren und angeblich immer zur rechten Zeit am rechten Ort waren.[112]
- Das ist kein Pappenstiel bzw. etwas für einen Pappenstiel kaufen – das ist keine Kleinigkeit bzw. das ist spottbillig. Der Löwenzahn heißt im Niederdeutschen auch Papenblume, lateinisch „pappus“, der ob seines häufigen Vorkommens gering geachtet wird. Auch: Das ist kein Kinderspiel.
- Dort boxt der Papst im Kettenhemd – dort ist etwas los, dort geht es hoch her. Bewusst übertriebene Verballhornung von Dort steppt der Bär.
- Nicht päpstlicher sein als der Papst – jemandem etwas durchgehen lassen, analog zu Fünfe gerade sein lassen
- Jemandem in die Parade fahren – seine Pläne durchkreuzen oder abblocken. Aus der Fechtsprache abgeleitet.
- Ein Paragraphenreiter – jemand, der sich hinter dem Wortlaut von Vorschriften verschanzt, der nicht zu einer liberalen oder vernünftigen Auslegung bereit ist.
- Jemandem Paroli bieten – ihm zeigen, dass man ebenbürtig ist/gegenhält. Abgeleitet aus einem ursprünglich italienischen/französischen Karten(glück)spiel Pharo, wo paroli eine Verdoppelung des Einsatzes bedeutete, vielleicht vergleichbar mit dem Kontra beim Skatspiel.
- Unter uns Pastorentöchtern, unter uns (katholischen) Pfarrerstöchtern – im Vertrauen, unter uns (Männern) gesagt, unverblümt ausgedrückt.[113][114][115]
- Auf die Pauke hauen – sich gewaltsam Gehör verschaffen, sich lauthals aufspielen. Auch: ausgelassen sein. Die Pauke ist im Orchester das lauteste und beeindruckendste Schlaginstrument, wird jedoch eher wenig eingesetzt.
- Wasch mir den Pelz, aber mach mich nicht nass – Metapher für paradoxe Botschaften, die den Empfänger in ein Dilemma bringen, weil er zwangsläufig gegen eine der beiden Botschaften verstoßen muss; siehe Doppelbotschaften.
- Das Pendel schlägt in die entgegengesetzte Richtung aus. Ein Prozess, der lange in eine Richtung verlaufen ist, kehrt sich nun in sein Gegenteil um.
- Perlen vor die Säue werfen – sinnlos vergeuden. Die Wendung stammt aus der Bibel (Mt 7,6 EU): „Ihr sollt das Heilige nicht den Hunden geben, und eure Perlen sollt ihr nicht vor die Säue werfen.“ Lateinisch: margaritas ante porcos.
- Einen Persilschein haben / erhalten – weit reichende Erlaubnis, um einem lukrativen Geschäft oder einem zuvor moralisch oder rechtlich angezweifelten Interesse zu folgen. Militärrekruten mussten früher einen leeren Karton für die Rücksendung ihrer Zivilkleidung zur Kaserne mitbringen. Hierbei kamen oft Behältnisse mit einem Werbeaufdruck des Waschmittels Persil zum Einsatz.
- Wie die Pest – in abscheulichem Maße. Häufig in „etwas hassen wie die Pest“.
- Die Wahl zwischen Pest und Cholera – eine Entscheidung, bei der beide bzw. alle Optionen etwas Schlechtes bedeuten, d. h., die man nicht treffen will. Die Pest und die Cholera sind schwere Krankheiten, die in den meisten Fällen tödlich verlaufen und denen mehr Menschen als den meisten anderen Krankheiten zum Opfer gefallen sind.
- Den schwarzen Peter zugeschoben bekommen – unberechtigt die Schuld für etwas zugewiesen bekommen. Beim Kartenspiel Schwarzer Peter verliert derjenige, der diese Karte als Letzter in der Hand hält.
- Das hat ihm die Petersilie verhagelt – es hat seine Pläne durchkreuzt, wohl eine ironische Abwandlung der Redewendung „es hat ihm die Suppe versalzen“.
- Pi mal Daumen – ungefähr. Die Kreiszahl {\displaystyle \pi } (Pi) ist eine mathematische Konstante zur Kreisberechnung und kann nicht an den Händen abgezählt werden.
- (Noch) etwas auf der Pfanne haben – bezogen auf den noch nicht abgegebenen Schuss einer Muskete: das Zündkraut lag noch unverbrannt in der Zündpfanne und die Waffe war noch geladen; siehe auch: Muskete#Redensart.
- Jemanden in die Pfanne hauen – jemanden verraten, etwas über ihn ausplaudern.
- Du kannst da hin gehen, wo der Pfeffer wächst – geh weg und komm nicht wieder! (seit dem Spätmittelalter in Gebrauch, s. u. Thomas Murner)
- Pfeifen im Walde – um einer Angst zu begegnen.
- Das Pferd von hinten aufzäumen – in der verkehrten Reihenfolge arbeiten (und damit scheitern). Pferde werden zuerst am Kopf angeschirrt.
- Ihm sind die Pferde durchgegangen – er hat unbeherrscht gehandelt, die Nerven verloren. Scheu gewordene Pferde lassen sich nur noch schwer beruhigen.
- Jemandem einen vom Pferd erzählen – jemanden täuschen. Als Pferde noch das Hauptverkehrsmittel waren priesen die Pferdehändler oft die Leistungsfähigkeit ihrer Tiere, die sich nach dem Kauf jedoch nicht immer in der angekündigten Weise zeigte.
- (Man hat schon) Pferde (vor der Apotheke) kotzen sehen – etwas sehen oder erleben, was man für ausgeschlossen und unmöglich hält.[116][117]
- Die Sache hat einen Pferdefuß – es gibt einen Nachteil, es wird nicht funktionieren. Man sagt damit, dass der Teufel hinter der Sache steckt, der nach früherem Glauben einen Pferdefuß hat. In Goethes Faust sagt die Hexe zu Mephisto: „O Herr, verzeiht den rohen Gruß! Seh ich doch keinen Pferdefuß.“
- Sich die Pfoten verbrennen – kommt von der Fabel Der Affe und die Katze und bedeutet eine schmerzhafte Erfahrung machen.

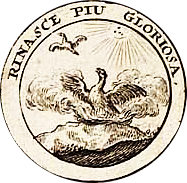
Rinasce piu gloriosa („Er entsteht neu in größerem Glanz“)

- Er erhebt sich wie Phönix aus der Asche – ein schon als verloren Abgeschriebener erscheint in neuem Glanze. Nach der griechischen Mythologie war der Vogel Phönix im Stande, zu verbrennen und aus seiner Asche wieder neu zu erstehen.
- Aussehen wie oder ein Gesicht wie der Pik-Siebener machen – jämmerlich wirken. Wer die Karte Pik Sieben (in Österreich männlich) spielen muss, ist meistens bemitleidenswert, da diese nur einen geringen Kartenwert aufweist und bei den meisten Spielvarianten kaum Chance auf Erfolg bietet.
- Jemanden auf der Pike haben – einen Groll auf jemanden haben (von frz. la pique)[118]
- Von der Pike auf gelernt – sehr gründlich ausgebildet. Aus der Soldatensprache, wo Pike für den niedrigsten Soldatenrang steht. Siehe Abschnitt „Redensart“ im Artikel „Pikeniere“
- Wie Pilze aus dem Boden schießen – sich schlagartig vermehren, überhandnehmen. Vor allem negativ empfundene Dinge werden so charakterisiert, z. B. Hotelanlagen in schützenswerten Regionen.
- platt sein – erstaunt, positiv überrascht sein.
- Die Platte machen – auf der Straße leben, obdachlos sein. Nicht zu verwechseln mit „sich von der Platte machen“, sprich: sich verduften.
- Pleite machen – bankrottgehen. Pleite kommt vom hebräischen Wort „Peletah“ =Flucht. Der Geier im Pleitegeier kommt vom jiddischen Wort für Geher, also ist ein Pleitegeier eine Person, die in die Flucht geht.
- In die Pötte kommen, oft in der Form „wir müssen endlich in die Pötte kommen“ – sich beeilen, ein Projekt angehen oder zu Ende bringen. Aus dem Norddeutschen: das Boot besteigen um loszufahren, aber auch: die Stiefel anziehen und an die Arbeit gehen. Vergleichbar: zu Potte kommen.
- Dann ist Polen offen – eine außer Kontrolle geratene Situation. Aus der Zeit der Polnischen Teilung stammend.[119]
- Von Pontius zu Pilatus laufen – (meist erfolglos) von einer Stelle/Behörde zur anderen laufen. Aus der Bibel, wo Jesus mehrfach von König Herodes zum römischen Statthalter Pontius Pilatus und von dort wieder zurückgeschickt wurde, ehe sein Todesurteil bestätigt wurde.
- Viel Porzellan zerschlagen – sehr unangenehm auffallen. Zerschlagenes Porzellan lässt sich meist nicht mehr reparieren.
- An den Pranger gestellt werden / angeprangert werden – in aller Öffentlichkeit gedemütigt werden. Leichtere Vergehen wurden noch bis in die Neuzeit damit bestraft, dass man längere Zeit am Pranger stehen musste, verspottet, beschimpft und beworfen von den Mitbürgern.
- Wenn der Prophet nicht zum Berg kommt, muss der Berg zum Propheten kommen. – Wenn die einfachere Variante nicht funktioniert, muss die kompliziertere angewandt werden.
- Als Prügelknabe herhalten – für einen Dritten bestraft werden. An Edelleuten durfte, so sehr sie es auch verdient hatten, die Prügelstrafe nicht vollzogen werden. Stattdessen standen Kinder zur Verfügung, die dann in Anwesenheit des eigentlich zu Bestrafenden die schmerzhafte Prozedur über sich ergehen lassen mussten.
- Der springende Punkt – das Wesentliche, die Hauptsache. Aristoteles glaubte, der Ursprung des Lebens sei in dem Blutfleck angesiedelt, der sich im Eiklar befindet und sich dort bewegt. wikt:der springende Punkt
- Ohne Punkt und Komma reden – ununterbrochen reden, den anderen nicht zu Wort kommen lassen.
- Pünktlich wie die Maurer – sehr pünktlich sein (ursprünglich vermutlich, weil Mauerer in dem Ruf standen überpünktlich Feierabend zu machen).[120]
- Bis in die Puppen – übertrieben lang andauernd oder entfernt. Entstanden im 18. Jahrhundert in Berlin. Als „Puppen“ bezeichnete der Berliner Volksmund die steinernen Skulpturen von Gestalten der griechischen Mythologie, die am Platz „Großer Stern“ im Tiergarten aufgestellt waren. Ein Gang vom Zentrum Berlins bis zu diesem Platz forderte für einen Spaziergang ungewöhnlich viel Zeit, bis man endlich „in den Puppen“ ankam. „Bis in die Puppen schlafen“ oder „bis in die Puppen ausgehen“ bedeuten, länger als gesellschaftlich akzeptabel zu schlafen bzw. nachts unterwegs zu sein.[121]
- Die (oder alle) Puppen tanzen lassen – eine meist lautstarke Auseinandersetzung provozieren, aber auch ausgelassen feiern. Vermutlich herrührend vom Puppentheater, wo viele Puppen gleichzeitig in Aktion für entsprechenden Wirbel sorgen.
- In die Puschen kommen – (endlich) aktiv werden bzw. vorankommen. Puschen = norddeutsch für Hausschuhe. Wer sich Schuhe anzieht, wird (hoffentlich) auch bald loslaufen. Häufig als Mahnung zu verstehen, endlich loszulegen.
- Ja Pustekuchen – von wegen, also ziemlich deutliche Ablehnung (vgl. „ich puste darauf“), mutmaßlich aus dem Jiddischen Ja cochem verballhornt, siehe dazu den verlinkten Wiki-Artikel.
- Auf den Putz hauen – lautstark schimpfen oder sich beschweren, aber auch prahlen/angeben oder viel Geld ausgeben.
- Putz machen – Streit suchen oder anfangen. Joschka Fischer war 1968 in Frankfurt Mitglied einer „Putztruppe“, die sich mit Polizisten fast legendäre Straßenschlachten lieferte.
- Einen Pyrrhussieg erkämpfen – einen Scheinsieg erringen. Pyrrhos I., König der Molosser, besiegte 279 vor Rom ein römisches Heer, aber mit so hohen eigenen Verlusten, dass er selbst die Hoffnung auf weitere Erfolge aufgab.

## Q
- Die Quadratur des Kreises suchen – eine Aufgabe lösen wollen, die eigentlich unlösbar ist.
- Die Qual der Wahl haben – eine schwere Entscheidung treffen müssen.
- Ein Quartalssäufer sein – nur selten, aber dann sehr viel Alkohol trinken.
- Quecksilber im Hintern haben – äußerst lebhaft sein.
- An der Quelle sitzen – problemlosen Zugang zu Dingen haben, die andere auch gerne hätten.
- Eine gute Quelle haben – wissen, wo man etwas erhalten kann.
- Etwas aus sicherer Quelle wissen – Kenntnis von einem guten Gewährsmann haben.
- Mit jemandem quitt sein – mit jemandem alle ungeklärten Angelegenheiten bereinigt haben.
- Die Quittung erhalten – die Folgen für ein bestimmtes Verhalten tragen müssen.

## R
- Ein Rad ab haben – Unsinn reden, verrückt sein. Fehlt einem Fahrzeug ein Rad, ist der Betrieb nur noch stark eingeschränkt möglich.
- Das Rad neu erfinden wollen – etwas Sinnloses tun. Man beschäftigt sich mit einem Problem, das bereits eine Lösung hat.
- Die Radieschen von unten betrachten – im Grab liegen, gestorben sein. Je nach Region ist auch von Kartoffeln oder anderen Pflanzen die Rede.
- Im Rampenlicht stehen – öffentliche Aufmerksamkeit haben.
- Mit etwas zu Rande kommen – mit etwas fertigwerden bzw. umgehen können. Ursprünglich das Ufer erreichen.
- Mit dem eisernen Rechen zusammenkehren – rigoros durchgreifen. Die Zähne eines Metallrechens erlauben gegenüber denen eines Holzrechens eine deutlich gröbere Arbeitsweise.
- Die Rechnung ohne den Wirt machen – sich täuschen, nicht die Folgen bedenken. Die Rechnung des Wirts fällt häufig höher aus als erwartet.
- Recht und schlecht – so gut es eben geht oder mit großer Mühe. Das Wort schlecht bedeutete ursprünglich „schlicht“.
- Vom Regen in die Traufe kommen – eine noch schlimmere Situation gewärtigen. In der Traufe sammelt sich der Regen vom ganzen Dach.
- Jemanden im Regen stehen lassen – ihn mit seinen Problemen und Sorgen allein lassen.
- Alle Register ziehen – alle Möglichkeiten nutzen/alle Hebel in Bewegung setzen. Orgelspieler nutzen Register, um bestimmte Klangfarben zu erzielen. Viele Register bedeuten mehr Volumen/Lautstärke.
- (Einen) Reibach machen – Gewinn machen. Das jiddische Wort „rewach“ bedeutet Zins.
- (Etwas endlich) auf die Reihe bekommen – nach langer Anstrengung ein Problem gelöst oder eine Arbeit erledigt haben. Aus der handwerklichen Weberei. Das Reihen (Anheften der Kettfäden) war eine zeitraubende Handarbeit.
- Aus der Reihe tanzen – eigene Wege gehen, sich nicht unterordnen, gegen Regeln verstoßen. Speziell bei Reigentänzen gilt es, die festgelegten Tanzregeln einzuhalten.
- Wie ein Rohrspatz schimpfen – sehr laut und wütend schimpfen. Vom Zwitscherlaut des Rohrspatzes, der sehr laut und gellend ist.
- Als Rohrkrepierer wird eine Maßnahme bezeichnet, die in einem Misserfolg endet. Ursprünglich ein Artilleriegeschoss, das vor Verlassen des Geschützes im Rohr krepiert (= explodiert) und damit das Geschütz unbrauchbar macht.
- Durch die Röhre schauen – das Nachsehen haben, den Kürzeren ziehen. Mit Röhre ist das Fernrohr gemeint, mit dem man auf den Mond schaut.
- In die Röhre gucken – leer ausgehen, benachteiligt werden; (abwertend) fernsehen, vor der Glotze sitzen (und nicht live dabei sein).
- Von der Rolle sein – unkonzentriert, verwirrt oder erschöpft sein, schlechtere Leistungen als gewöhnlich erbringen. Der Begriff stammt aus dem Radsport, wo ein erschöpfter Steher den Kontakt zur Abstandsrolle der voraus fahrenden Steher-Maschine verliert.[122]
- Rom wurde (auch) nicht an einem Tag erbaut – etwas Großes zu bauen oder erreichen braucht Zeit. Siehe auch Liste lateinischer Phrasen/R#Roma.
- Die rote Laterne – der letzte Platz bei einem sportlichen Wettbewerb oder in einer sonstigen Rangfolge.[123] Man sagt zum Beispiel: die rote Laterne haben (oder tragen); die rote Laterne abgeben (oder weiterreichen) bzw. die rote Laterne übernehmen. Dieser Sprachgebrauch wird insbesondere bei der Tour de France verwendet (siehe Lanterne Rouge), aber auch beispielsweise in der Fußball-Bundesliga. Abgeleitet von den roten Rücklichtern am letzten Waggon eines Eisenbahnzugs, die früher von Laternen ausgestrahlt wurden und als Zugschlusssignal dienten.
- Ruckzuck – schnell (Etymologisch kommt der Ausdruck von rucken im Sinne von etwas verrücken und zucken im Sinne von heftig ziehen.)
- (Hauptsache) Der Rubel rollt – es wird viel Geld ausgegeben und verdient.[124] Die Redewendung geht auf die – speziell aus Russland kommende – politische Einflussnahme durch Geldzuwendungen zurück.[125] Im Laufe der Zeit wurde die Redensart schließlich auf Bemühungen um umlaufgesichertes Geld bezogen.[126]
- Aus dem Ruder laufen – außer Kontrolle geraten. Metapher aus der Schifffahrt, wenn ein Schiff in schwerer See nicht mehr steuerbar ist.
- Mit dem Rücken zur Wand stehen – in Bedrängnis sein, sich nur noch mühsam verteidigen können. Bei (Säbel-)Gefechten ist das Zurückweichen zum richtigen Zeitpunkt wichtig zum Überleben. Eine Wand im Rücken bedeutet den Verlust von Rückzugsmöglichkeit.
- Die Ruhe weg haben – den (oftmals unangenehmen, unbequemen) Dingen mit Gelassenheit begegnen/gegenüberstehen.

## S
- In Sack und Asche gehen – bußfertig erscheinen bzw. trauern. Abgeleitet von der Bibel (Est 4,1 EU), wo ein israelitischer Trauerbrauch geschildert wird.
- In China ist ein Sack Reis umgefallen – Ausdruck des eigenen Desinteresses.
- In den Sack hauen – sich verabschieden, vorübergehend oder auch für immer. Beim Aufbruch warf (derb: „haute“) man früher seine Sachen, z. B. Werkzeug, in einen Sack, um sie mitzunehmen. Oft im beruflichen Zusammenhang gemeint.[127]
- Da haben wir den Salat – jetzt ist das Unheil/Missgeschick passiert. Salat hier wohl als Sinnbild von Durcheinander.
- Das Salz in der Suppe – die entscheidende, wichtigste Zutat, die erhebliche Aufwertung verspricht. Suppe ohne Salz schmeckt zumeist sehr fade.
- Salz in die Wunde streuen – jemanden mit einer Äußerung an etwas Unangenehmes erinnern oder die ohnehin missliche Situation verschlimmern.[128]
- jemanden mit Samthandschuhen anfassen – jemanden schonend behandeln, um ihm nicht größeren (emotionalen) Schaden zuzufügen, als er ohnehin schon erlitten hat.
- Man hat ihm Sand in die Augen gestreut. Man hat ihn getäuscht oder irregeführt. Schon in der Antike benutzte Redewendung, vermutlich aus der Fechtersprache, wonach der Gegner durch das Werfen von Sand ins Gesicht quasi wehrlos wurde.
- Etwas in den Sand setzen – mit einer Aufgabe oder einem Projekt scheitern. Aus der Turniersprache, wo der Gegner, aus dem Sattel gehoben, unsanft auf dem Boden des Turnierplatzes landete.[129]
- Auf Sand gebaut – ein Vorhaben ist zum Scheitern verurteilt, da ihm die solide Grundlage, ein stabiles Fundament fehlt.
- Es ist im Sande verlaufen – es ist nicht zum gewünschten Abschluss kommen, ergebnislos zu Ende gegangen.
- Wie Sand am Meer – beschreibt etwas, das es im Überfluss gibt.
- Etwas auf den Sankt-Nimmerleins-Tag verschieben – dauernd vertrösten mit dem Ziel, es nie stattfinden zu lassen. Früher wurden Termine häufig auf den Namenstag eines Heiligen festgelegt, Martini, Silvester, Josefstag. Dazu zählte aber nicht „Sankt Nimmerlein“, da dieser nicht existiert.
- Die Sau raus lassen – ein lang gehütetes Geheimnis preisgeben, aber auch durch Derbheit oder Unanständigkeit auffallen.
- Eine andere Sau durchs Dorf treiben – von einer (meist unangenehmen) Sache ablenken, indem man mit einem neuen Thema aufwartet.
- Unter aller Sau – Das Wort „Sau“ im Sprichwort hat ursprünglich nichts mit einem Schwein zu tun. Es leitet sich viel mehr aus dem jiddischen Wort seo für Maßstab ab.
- Vom Saulus zum Paulus werden – eine falsche Einstellung um 180 Grad ändern, vernünftig werden. Nach der Bibel (1 Kor 15,9 EU) war Saulus ein vehementer Christenverfolger, ehe er nach dem Damaskuserlebnis ein eifriger Jünger Jesu wurde und später dann als Paulus auftrat (Apg 13,4ff EU) (wobei der andere Name in der Bibel nicht als Folge der Bekehrung geschildert wird). Gelegentlich wird auch aus einem Paulus ein Saulus.
- Gib ihm Saures – lass ihn leiden. Nutzung des Wortpaares „süß und sauer“ für „gut und schlecht“. Schlechte Zeiten waren entsprechend eben „saure Zeiten“. Eine andere mögliche Herleitung wäre die Verballhornung von jiddisch Zores (‚Ärger, Zorn‘).[130]
- Etwas oder jemanden in Schach halten – etwas oder jemanden unter Kontrolle haben, festhalten oder bedrängen. Aus dem Schachspiel: Wenn die Figur des Königs in Schach gehalten wird, sind die Handlungsmöglichkeiten des Spielers stark eingeschränkt, weil auf das Schachgebot unbedingt reagiert werden muss.
- Seine Schäfchen im Trockenen haben – gesichert, sicher sein. Schäfchen sind möglicherweise Schepken, also Schiffe. Eine andere Erklärung besagt, dass es sich um Schafe handelt, die sich in dauernassen Gefilden schwere Erkrankungen zuziehen können (z. B. die Moderhinke), weshalb man sie von dort möglichst fernhält.[131]
- Das schwarze Schaf – der Außenseiter in einer Familie oder Gruppe, der mit schlechten Eigenschaften aus der Rolle fällt.
- Namen sind Schall und Rauch – aus Goethes Faust: Fehlende Bedeutung eines Namens; besonders Eigennamen haben meist keinen Bezug zu deren Träger; ein Name muss nicht genannt werden, weil er zur Erledigung einer Aufgabe nicht notwendig ist.
- Den Schalk im Nacken haben – latente Bereitschaft, sich schelmisch zu verhalten. Das Wort Schalk für hinterlistiger Mensch, Schelm, listiger Spaßvogel entstammt dem Althochdeutschen scalc des 8. Jahrhunderts und stand für Unfreier, Knecht, Diener, Untertan. Daraus entwickelt sich im Mittelhochdeutschen die Bedeutung arglistiger, böser, hinterhältiger Mensch, welche sich im 18. Jahrhundert in Spötter, Schelm, Spaßvogel wandelte.
- Ein Schatten seiner selbst – nur noch ein blasses Abbild seiner früheren Persönlichkeit. Der römische Dichter Lukan nannte in seinem Epos über den Bürgerkrieg mit Cäsar den unterlegenen Pompejus magni nominis umbra, den „Schatten seines großen Namens“.
- Das stellt alles Bisherige in den Schatten – das ist ein neuer Rekord (auch negativ). Dinge, die im Schatten stehen, gelten gegenüber denen in der Sonne als zweitrangig.
- Über seinen Schatten springen – Etwas (für ihn eigentlich) Unmögliches machen (müssen), bisheriges Verhalten zugunsten besserem ändern
- Am Scheideweg stehen – vor einer wichtigen Entscheidung stehen, sich entscheiden müssen. Nach der bekannten Legende von Herakles.
- Scheibenhonig, Scheibenkleister – beschönigender Ausdruck für Scheiße.
- Jemanden über den Schellenkönig loben – überaus loben. Nach dem Schellen- bzw. Karo-König im Kartenspiel. Aus welchem Spiel dieser seine besondere Bedeutung ableitet, ist unklar (im Skat wäre er z. B. nur ein kleiner Trumpf in dem niedrigstbewerteten Farbspiel – unter diesen allerdings der höchste).
- Nach Schema F verfahren – nach einer festgeschriebenen Struktur etwas abarbeiten. F war im preußischen Heer die Abkürzung für „Frontrapport“, mit dem ab 1861 in regelmäßigen Abständen die wichtigen Daten bezüglich Ausrüstungsstand und Mannschaftsstärke der Einheiten an das Kriegsministerium zu melden waren.[132]
- Den Scherben aufhaben – unangenehme oder folgenschwere Konsequenzen tragen müssen. Der Nachttopf wird in einigen Regionen auch als Scherben bezeichnet.
- Offen wie ein Scheunentor – bedeutet besonders weit offen oder geöffnet, ohne Hindernisse zugänglich. Kann sich sowohl auf die fehlende bzw. mangelhafte Verteidigung bei Mannschaftssportveranstaltungen, als auch auf andere Bereiche wie z. B. (offene) Landesgrenzen oder offene andere Barrieren, wie z. B. (fehlende) Immunabwehr beziehen.
- Schief gewickelt sein – falsche Vorstellungen haben, falsch orientiert sein. Hebammen und Ammen verstanden sich auf die Kunst, Kleinkinder richtig zu wickeln, um spätere Haltungsschäden zu vermeiden.
- Böses im Schilde führen – schlechte Absichten haben. Die feindlichen Ritter konnte man meist nur noch an den Wappen auf ihren Schilden identifizieren, da das Gesicht durch das heruntergelassene Visier verdeckt war.
- Jemanden auf den Schild heben – ihn zum Anführer küren. Es war altgermanischer Brauch, den neuerwählten Fürsten vor versammeltem Volk auf einem Schilde drei Mal im Kreise herumzutragen.[133]
- Mit etwas Schindluder treiben – unverantwortlich mit etwas umgehen. Krankes / totes Vieh wurde zum Abdecker gebracht, um dort verwertet zu werden oder auf dem Schindanger zu verrotten.
- Eine Schippe drauflegen – eine Leistung nochmals steigern. Möglicherweise aus der Zeit der Dampflokomotive, wo der Heizer mit zusätzlichen Kohlen für den nötigen Antrieb zu sorgen hatte.
- Jemanden auf die Schippe nehmen – ihn verspotten/hänseln oder mit ihm einen Scherz treiben.[134]
- Von der Schippe springen – drohender Gefahr knapp entkommen. Kleine Tiere, die von der Schippe springen, werden nicht mit dem darauf befindlichen Material entfernt, was für die Tiere tödlich enden würde.
- Ich habe das nicht auf dem Schirm – ich kenne es nicht bzw. es kümmert mich derzeit nicht. Vermutlich vom Radarschirm, mit dessen Hilfe Flugobjekte überwacht werden.
- Jemanden am Schlafittchen packen – ihn am Kragen packen, am Weglaufen hindern, zur Rede stellen.[135]
- Auf dem Schlauch stehen – etwas im Augenblick nicht verstehen. Tritt jemand auf den Garten- oder seinerzeit auf den Feuerwehrschlauch, wird der Wasserfluss vorerst gestoppt.
- Jemandem auf den Schlips treten – jemandes Würde angreifen. Krawatte bzw. Schlips symbolisieren nur in einwandfreiem Zustand Würde.
- Mit jemandem Schlitten fahren – jemanden rücksichtslos behandeln bzw. grob zurechtweisen. Herkunft dieser Redewendung ist nicht sicher belegt. Angenommen wird von Küpper, dass der Beifahrer auf einem Schlitten dem Willen des Piloten unterworfen ist. Weiterhin wird die Herkunft auch vom Dreschschlitten abgeleitet.[136]
- (ausgekochtes) Schlitzohr – listiger, durchtriebener Mensch. Die Annahme, die Bezeichnung gehe auf den Brauch zurück, unzünftiges Verhalten durch Ausreißen des als Zunftzeichen getragenen Ohrrings zu ahnden, ist unbelegt. Der Ohrring ist bei Handwerkern erst seit dem späteren 19. Jahrhundert nachweisbar.
- Einen Schlussstrich (unter etwas) ziehen – eine Sache beenden, zum Abschluss bringen.
- Abgehen wie Schmidts Katze – umgangssprachlich: besonders schnell/gut sein.
- Schmiere stehen – bei einer verwerflichen Tat den Übeltäter durch rechtzeitige Warnung unterstützen. Aus dem hebräischen Wort „schemirah“ = Bewachung.
- Die Schnauze (gestrichen) voll haben – vulgärer Ausdruck für „keine Lust mehr auf etwas haben“ oder „von etwas genervt sein“.
- Auf die Schnauze fallen – derb für: Misserfolg haben/scheitern.
- Jemanden zur Schnecke machen – jemanden niedermachen oder heftig kritisieren, sodass die betroffene Person eingeschüchtert wird, und sich zurückzieht wie eine Schnecke in ihr Haus.
- Sich ins Schneckenhaus zurückziehen – in sich selbst zurückziehen oder in die räumliche Isolation gehen z. B. aufgrund einer Enttäuschung oder Demütigung, um für die Außenwelt (temporär) nicht erreichbar zu sein oder um sich vor ihr zu schützen
- Sich freuen wie ein Schneekönig – sich sehr (auch übermäßig) freuen. Der Zaunkönig wird gelegentlich auch Schneekönig genannt, weil er auch im tiefsten Winter ein Lied anstimmt.
- Schnee von gestern: ist Vergangenheit, gilt nicht mehr.
- Er ist aus dem Schneider – Schlimmeres in Bezug auf die eigene Person abgewendet haben. Beim Skat benötigt man 31 Augen, um aus dem Schneider zu sein, hat damit aber noch längst nicht gewonnen.

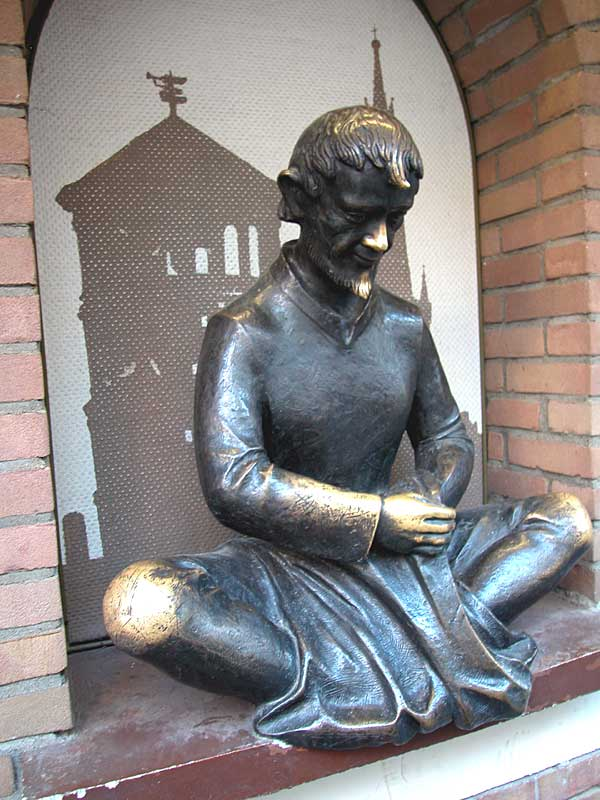
Skulptur des Schneider Wibbel, Düsseldorf, der erkennbar auf dem Tisch sitzt.

- Frieren wie ein Schneider – bitterlich frieren. Wer wie einst vergleichsweise still auf dem Tisch saß, fror bei der Arbeit vermutlich eher.[137]
- Herein wenn’s kein Schneider ist – ursprünglich: „Herein wenn’s kein Schnitter ist“. Der Schnitter (Mäher) ist im übertragenen Sinn der Tod.
- Einen Schnitzer machen – einen Fehler begehen. Vom Beruf des Kunsthandwerkers abgeleitet, der mit einer einzigen falschen Bewegung ein Kunstwerk nachhaltig schädigen kann.
- Über die Schnur hauen – sich danebenbenehmen. Aus der Zimmermannsprache, wo eine gespannte Schnur angab, welche Teile des Holzbalkens abzuschlagen waren.
- Mein lieber Scholli! (eigentlich Scholi) – Ausruf nachsichtigen Erstaunens. Er soll auf einen Studenten Ferdinand Joly zurückgehen, der 1783 von der Universität Salzburg verwiesen wurde und sich danach als Vagant durchs Leben schlug.[138]
- Eine Schraube locker haben – spinnen, verrückt sein. Von der Tatsache, dass eine Maschine, bei der eine Schraube locker ist oder fehlt, nicht richtig funktioniert.
- Das ist noch von echtem/altem Schrot und Korn – das ist authentisch, unverfälscht. Der Ausdruck hat nichts mit Getreide zu tun, sondern Schrot bedeutet das Raugewicht, Korn den Edelmetallgehalt einer Münze. Eine Münze war richtig hergestellt, wenn sie das korrekte Gewicht (Schrot) aufwies und aus der richtigen Legierung (Korn) bestand.[139]
- Für die Schublade – ein Werk schaffen, das nicht veröffentlicht werden kann.
- Etwas ist unterste Schublade – Verhaltensweise oder Äußerung auf niedrigstem Niveau.
- Sich den Schuh anziehen – etwas auf sich beziehen, meist für einen Menschen, der sich zu Unrecht schuldig fühlt d. h., der ein Schuldanerkenntnis (scheinbar freiwillig) abgibt für etwas, das er nicht getan hat. Unterform hierzu:
  - Den Schuh muss ich mir anziehen – dafür übernehme ich die Verantwortung / halte den Kopf hin. (Gegensatz: den Schuh sollen sich ruhig mal Andere anziehen)
- Umgekehrt wird ein Schuh draus – Ursache und Wirkung sind genau umgekehrt als dargestellt. Aus der Schuhmachersprache. Manche Nähte müssen zunächst auf links genäht werden, d. h., die Lederstücke werden von innen nach außen gewendet und sehen zunächst noch nicht wie ein Schuh aus. Unterform hierzu:
  - So wird ein Schuh draus – das ist stimmig, das passt, das ist die Lösung des Problems.
- Das sind zwei Paar Schuhe – das sind zwei vollkommen verschiedene Dinge.
- Jemandem etwas in die Schuhe schieben – ihn vorsätzlich für etwas beschuldigen, was er nicht getan hat.
- Niemand außer mir weiß, wo mich der Schuh drückt – nur wir selbst wissen über die Ursache unseres Leidens. Lässt sich auf ein von Plutarch überliefertes Zitat (Nemo scit praeter me, ubi me soccus premat.) des Politikers Paulus Aemilius zurückführen, der nach dem angefragten Grund für die Scheidung von seiner schönen Frau nur auf seinen Schuh deutet und antwortet: „Auch er ist schön, neu und kostbar, doch keiner weiß, wo er mich drückt.“[140]
- Schulden wie Scheiterbeigen haben – stark verschuldet sein. Allgäu. Scheiterbeigen sind zum Trocknen aufgeschichtete Brennholzlager.
- Du hast wohl den Schuss nicht gehört! – da hast du wohl etwas verpasst. Wer bei Wettläufen den Startschuss nicht oder nicht sofort mitbekommt, läuft nur noch hinterher.
- Einen Schuss ins Blaue abgeben – auf reine Vermutung hin einen Verdacht äußern, ohne den Beweis dafür antreten zu können. Beliebte und meist bewusst angewandte Methode, um über das ausgelöste Echo einer Sache auf die Spur zu kommen, aber auch, um Gegner ins Zwielicht zu rücken.
- Ein Schuss in den Ofen – ein Misserfolg. Wird erklärt als Verkürzung aus „ein Schuss in den kalten Ofen“, wobei mit „Schuss“ das Einschieben von Backware gemeint ist, die im kalten Ofen nicht gerät; auch als Ausdruck aus der Druckgießerei, bei der ein misslungenes Stück (als Schuss bezeichnet) wieder im Ofen eingeschmolzen wurde. Kann auch bildhaft aufgefasst werden.
- (Etwas gut) in Schuss bringen/halten/haben – etwas in Ordnung, in einen guten, gepflegten Zustand bringen/halten oder bereits haben[141]
- Keinen Schuss Pulver wert sind Dinge, denen nicht einmal soviel Wert beizumessen ist, wie dem Verbrecher, der immerhin beanspruchen darf, durch einen Schuss und nicht den Strick hingerichtet zu werden.[142]
- Schuster, bleib bei deinem/deinen Leisten – bleib bei dem, wovon du etwas verstehst. Ein Handwerker soll nur das tun, was er gelernt hat. Der Leisten ist ein Formstück, das zum Bau eines Schuhs benötigt wird.
- Auf Schusters Rappen – zu Fuß. Eine Anspielung auf die schwarzen Schuhe = Rappen, die der Schuhmacher herstellt.
- Vor der vollen Schüssel verhungern – extrem geizig sein.
- Ins Schwabenalter kommen – 40 Jahre alt werden. Im Schwäbischen gibt es das Sprichwort: „Ein Schwabe wird mit vierzig gscheit, die andern nicht in Ewigkeit“.

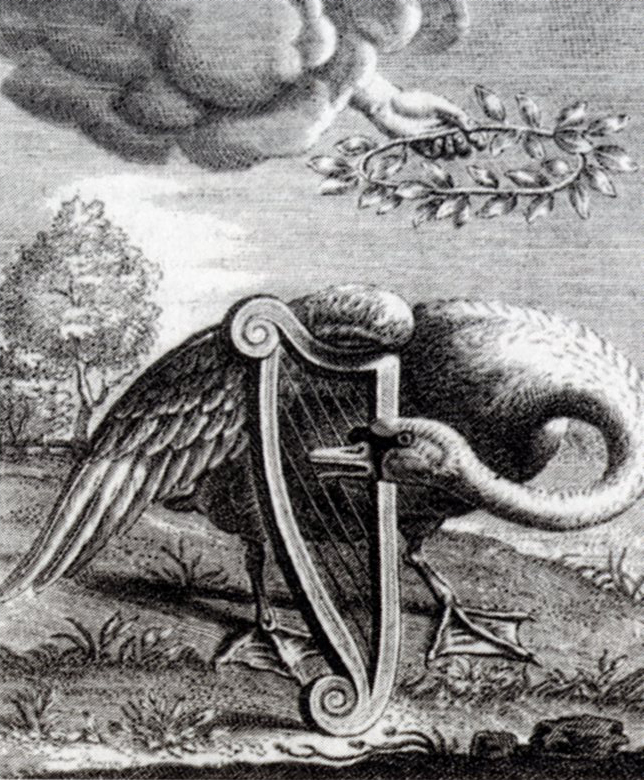
Reinier van Persijn, Singender Schwan, Allegorie

- Eine Schwalbe machen (Fußballbegriff) – einen durch einen anderen Spieler verursachten Sturz vortäuschen, um den Schiedsrichter dazu zu bewegen, die gegnerische Mannschaft zu bestrafen.
- Eine Schwalbe macht noch keinen Sommer! – Sprichwort, das dazu mahnt, nicht auf Basis einer Einzelheit direkt auf das große Ganze zu schließen bzw. zu früh aufgrund eines einzelnen Vorkommnisses in Vorfreude auszubrechen.
- Mein lieber Schwan! – Ausruf des Erstaunens und der Anerkennung. Nach Lohengrin 1. Akt „Nun sei bedankt, mein lieber Schwan!“ und 3. Akt „Mein lieber Schwan! Ach, diese letzte, traur’ge Fahrt, wie gern hätt’ ich sie dir erspart!“[143]
- Den sterbenden Schwan markieren – laut und gestenreich Aufmerksamkeit erhaschen; eine Notlage suggerieren, die eigentlich gar keine ist; vgl. das Ballettstück Der sterbende Schwan
- Schwanengesang – das letzte „Werk eines Schriftstellers, Redners, Dichters. Von der Meinung der Alten, dass die Schwäne, kurz vor ihrem Tode, wahrhaft bewundernswürdige Töne hören liessen.“ Karl Friedrich Wilhelm Wander (Hrsg.): Deutsches Sprichwörter-Lexikon. Ein Hausschatz für das deutsche Volk. F. A. Brockhaus, Leipzig 1867.[144]
- Der Schwanz wedelt mit dem Hund – der kleine Partner bestimmt die Richtung oder Entscheidung. Siehe auch Wag the Dog – Wenn der Schwanz mit dem Hund wedelt.
- Schwarz sehen, auch schwarzsehen – eine pessimistische Einstellung gegenüber etwas haben; davon ausgehen, dass etwas nicht funktionieren oder nicht gut ausgehen wird.
- Ins Schwarze treffen – mit einer Vermutung oder Aussage genau richtig liegen. Aus der Schützensprache, wo das Zentrum der Zielscheibe ein schwarzer Kreis ist, den es zu treffen gilt.
- Da kannst du warten, bis du schwarz wirst – das dauert lange oder tritt nie ein. Früher ließ man die Gehenkten manchmal zur Abschreckung am Galgen in den Bäumen hängen, bis sie schwarz wurden.
- Jemandem (nicht einmal) das Schwarze unter den Fingernägeln gönnen – nichts gönnen bzw. auf alles neidisch sein. Selbsterklärend.
- Alter Schwede! – Ausdruck des Erstaunens, oder auch der Anerkennung. Nach Ende des Dreißigjährigen Krieges ließ Friedrich Wilhelm bewährte und erfahrene schwedische Soldaten für sein Heer als Ausbilder anwerben. Weil sie sich besonders gut auf den Drill verstanden, wurden sie meist als Unteroffiziere eingesetzt. In der Soldatensprache wurden diese Korporale dann kurzweg „die alten Schweden“ genannt.
- Wer sich hinter schwedischen Gardinen befindet, sitzt im Gefängnis. Schwedischer Stahl galt lange Zeit als besonders robust und wurde daher gern für Gitterstäbe verwendet.
- Das falsche Schwein geschlachtet haben – einen unverzeihlichen Fehler begangen haben. (Die Wendung soll von Winston Churchill im Hinblick auf die Sowjetunion geprägt worden sein.)
- Das kann kein Schwein lesen – unleserlich (Angeblich nach der Gelehrtenfamilie Swyn, der man schwer zu lesende Dokumente vorlegte. Wenn selbst die das nicht lesen konnte, hieß es: Dat kann keen Swyn lesen!)[145]
- Den inneren Schweinehund überwinden – innere Widerstände überwinden (Aus General Kurt von Schleichers Antrittsrede als Reichskanzler, später von Hermann Göring übernommen.)
- Ich glaub’, mein Schwein pfeift – Ausdruck der Empörung und Überraschung (Schweine können nicht pfeifen. Sollte ein Schwein aber tatsächlich pfeifen, dann ist etwas Unmögliches geschehen.)
- Jemand ist ein armes Schwein – Mitleid mit einem bedauernswerten Menschen.
- Schwein haben – Glück ohne eigenes Zutun oder wider Erwarten (Die Herkunft der Redewendung ist ungewiss. Vermutlich aber aus dem Kartenspiel, wo das Ass vielerorts auch Sau genannt wird. Bei Wettbewerben gab es als Trostpreis oft ein Schwein. Damit wurde man zwar lächerlich gemacht, hatte aber er auch etwas Wertvolles bekommen. Die Redensart bedeutet deshalb so viel wie Glück im Unglück zu haben.)
- Schwitzen wie ein Schwein – stark schwitzen (Falscher Vergleich, denn Schweine schwitzen kaum, riechen aber unangenehm.)
- Wenn Schweine Flügel hätten… – Wünsche gehen erst in Erfüllung, wenn Schweine fliegen können.
- Wir haben doch keine Schweine zusammen gehütet – starke Zurückweisung plumper Vertraulichkeit (Nach einer Anekdote aus Schilda, wo ein Schweinehirt Bürgermeister der Stadt wurde und sich das Geduztwerden durch einen ehemaligen Kompagnon mit diesen Worten verbat.)
- Ein zweischneidiges Schwert schwingen – jemanden für etwas kritisieren, was man selbst ebenso zu verzeichnen hat.
- Seemannsgarn spinnen – phantastische, erdichtete oder unwahre Geschichten. Aus der Seemannssprache, wo während der Reparaturarbeiten am Reep manche Schrulle zum Besten gegeben wurde
- Sekt oder Selters – Alles oder Nichts. Selters ist ein Deonym für Mineralwasser.
- Da muss ich noch meinen Senf dazu geben – da muss ich (meist ungefragt) meinen (nicht unbedingt willkommenen) Kommentar dazu geben. wikt:seinen Senf dazugeben
- Jemandem auf den Senkel gehen – ihm zur Last fallen, ihn stören. Herkunft unklar. Senkel bedeutet hier möglicherweise den (Hosen-)Gürtel, d. h., die ganze darin steckende Person fühlt sich genervt. Aber auch denkbar in Anlehnung an Schnürsenkel von Schuhen. Jemandem so nahe zu kommen, dass er auf dem Schnürsenkel einer anderen Person steht.
- Jemanden in den Senkel stellen – ihn schelten bzw. zurechtweisen. „In den Senkel stellen“ oder „senkeln“ bedeutet hier so viel wie jemanden vertikal (‚senkrecht‘) aufzurichten, weil man der Meinung ist, Handlungen oder Äußerungen der kritisierten Person seien nicht richtig (= ‚lotrecht, aufrecht‘), sondern unrecht (= ‚schief, unaufrichtig‘) und dadurch nicht haltbar.
- Bei mir ist jetzt Sense – ich steige aus, mache Schluss. Die Sense bedeutet den Tod vieler Pflanzen. Auch eine Allegorie auf den „Sensenmann“, die bildliche Darstellung des Todes.
- In den Sielen sterben – „während der Arbeit sterben, aus einem erfüllten, tätigen Leben gerissen werden; ohne sich eine Ruhepause im Alter zu gönnen, bis zum Tode arbeiten.“[146]
- Das ist eine Sisyphusarbeit – trotz großer Anstrengungen nicht zu einem Ende kommen. Nach der griechischen Sage musste König Sisyphos zur Strafe für seine Schuld einen schweren Stein den Berg hinaufrollen, der stets kurz vor Erreichen des Gipfels wieder zu Tal stürzte.
- Ski und Rodel gut! – es herrschen gute äußere Bedingungen. Auf einer gut präparierten Schneepiste lässt sich hervorragend Ski oder Schlitten fahren. Wird nicht nur im Winter verwendet.
- Einen Sockenschuss haben – nicht ganz richtig im Kopf sein.
- Sich auf die Socken machen – schnell verschwinden/verduften. Socken waren einst leichte Schuhe, die auf die Schnelle ausreichten.
- Von den Socken sein – überrascht sein, verblüfft sein. Es ist, als wären einem plötzlich die Schuhe ausgezogen worden.
- Das wird dich aus den Socken hauen – das wirst du nicht glauben, darüber wirst du staunen.
- Da herrscht Sodom und Gomorrha – da geht alles drunter und drüber/herrscht Chaos. In Anlehnung an die Bibel (1 Mos 18,1 ff. EU).
- Das kommt mir spanisch vor – das ist seltsam. Manche unter Kaiser Karl V. aus Spanien nach Deutschland eingeführte Sitten sorgten hier für Aufsehen und Verwirrung.
- Dann sind ja alle Spatzen gefangen – dann sind alle Fragen geklärt bzw. alle Voraussetzungen geschaffen
- Das pfeifen ja die Spatzen von den Dächern – jedermann weiß es.
- Lieber den Spatz in der Hand als die Taube auf dem Dach – es ist sinnvoller, sich zu bescheiden und mit etwas weniger zufriedenzugeben, als auf etwas Teureres/Besseres/Nützlicheres zu hoffen, was ungewiss ist.[147]
- Drehen wir mal den Spieß um! – Vertauschen wir doch einmal die Rollen! Wer seinem Gegner den Tod bringenden Spieß entreißen konnte, schlüpfte unversehens aus der Rolle des Angegriffenen in die des Angreifers.
- Spießrutenlaufen – kritischen oder höhnischen Reaktionen anderer Menschen ausgesetzt sein. Noch bis zum Zweiten Weltkrieg wurden Vergehen gegen die Kameradschaft wie Diebstahl dadurch bestraft, dass der Delinquent mitten durch zwei Reihen von Soldaten gejagt wurde, die mit spitzen Ruten auf ihn einschlugen
- Spinne am Morgen … bringt Kummer und Sorgen – Volksweisheit
- Es steht Spitz auf Knopf – es steht auf Messers Schneide
- Etwas auf die Spitze treiben – es zum Äußersten kommen lassen
- Er/Es ist (einsame) Spitze – er/es ist hervorragend / super
- Es gilt, die Spreu vom Weizen zu trennen – Wichtiges von Unwichtigem trennen oder unterscheiden. Mit Wind wurde die wesentlich leichtere Spreu weiter weg geblasen als das von ihm zuvor umgebene Korn.
- Jemandem auf die Sprünge helfen – ihm entscheidende Hinweise geben, ihm zum Verständnis verhelfen.
- Neben der Spur sein – unkonzentriert sein, nicht klar denken können.
- Den Stab über jemanden brechen – jemanden verurteilen oder hart über ihn reden. Bis in die Neuzeit wurde über dem zum Tode Verurteilten ein Stab zerbrochen, was symbolisierte, dass er sein Leben verwirkt hatte.
- Wider den Stachel löcken – ungehorsam sein, Widerworte geben. aus: (Apg 26,14 LUT) Ochsen wurden mit einem Stock getrieben, in dem eine metallene Spitze für Gefügigkeit sorgte. „löcken“ war ein gebräuchliches Wort für Ausschlagen.
- Jemand etwas ins Stammbuch schreiben – ihm einen eindringlichen Rat geben. Stammbücher könnte man als Vorläufer von Poesiealben bezeichnen, die seit dem 16. Jahrhundert in Studentenkreisen beliebt wurden, in denen dem Studenten von seinen Professoren Widmungen geschrieben wurden, die er beherzigen möge.
- Vom Stamme Nimm sein – immer etwas haben wollen und ungern etwas geben. Vermutlich scherzhaft-ironisches Wortspiel zu Benjamin (Num 13,9 LUT) (zwölf Stämme Israels).
- Jemand die Stange halten – zu ihm stehen, ihm helfen. Im mittelalterlichen Zweikampf trat der Grieswart mit einer Stange dazwischen, um den gefallenen oder besiegten Gegner zu schützen.
- Staub aufwirbeln – Aufregung/Unruhe verursachen, Aufsehen erregen.
- Sich vor jemandem in den Staub werfen – demütig/unterwürfig sein. Bereits im Altertum erwähnt als Zeichen der Unterwerfung.
- Sich aus dem Staub machen – sich verdrücken, verschwinden. Im Kampfgetümmel wurde viel Staub aufgewirbelt und ließ es sich eher von Freund und Feind unbemerkt in Sicherheit bringen
- Aus dem Stegreif – spontan, ohne Vorbereitung. Königskuriere verlasen die Botschaften ihres Herrn, ohne vom Pferd zu steigen; um noch größere Aufmerksamkeit zu erzielen, erhoben sie sich aus dem Sattel, sie standen in den Stegreifen (Steigbügeln).
- Stein des Anstoßes, Auslöser eines Streits oder Ärgernisses; aus: (Jes 8,14 LUT), zitiert bei (Röm 9,32 LUT) bzw. (1 Petr 2,8 LUT).
- Stein und Bein schwören, einen Schwur besonders bekräftigen; wird oftmals auf mittelalterliche Schwurrituale auf Altarstein und Reliquie („Bein“ im Sinne von Knochen) zurückgeführt, wahrscheinlicher ist jedoch, dass einfach auf die besondere Härte der genannten Dinge Bezug genommen wird[148]
- Bei jemandem einen Stein im Brett haben – von ihm bevorzugt werden, seine Sympathie genießen. Bei dem Spiel Wurfzabel kommt es darauf an, seine Steine gut zu platzieren. Wem dies gelang, hatte also Aussicht auf Gewinn und Erfolg.[149]
- Jemanden im Stich lassen – ihn in Gefahr verlassen, ihm nicht helfen. Möglicherweise aus der Rittersprache, wo ein verwundeter Kämpfer ohne Hilfe blieb, aber auch denkbar in Anlehnung an eine Biene, die durch ihren Stich ihr Leben verliert.
- Einen Stich haben (auch: einen Schuss haben). Nicht ganz richtig im Kopf sein. Seltsame Ideen haben. Möglicherweise vom Sonnenstich stammend oder von „den sticht der Hafer“ (siehe dort).
- Einen Stier zu melken versuchen – etwas Unmögliches mit Halbwissen oder blinder Ignoranz versuchen. Der entscheidende Unterschied zwischen Kuh und Stier bleibt (möglicherweise sogar wissentlich) unbeachtet. Wer einen Stier zu melken versucht, wird abfällig auch als „Stiermelker“ bezeichnet.
- Jemandem Stolpersteine in den Weg legen. – Hindernisse gegen Pläne oder Aktivitäten von jemandem aufbauen oder organisieren, um das Vorhaben zu erschweren, zu verzögern oder ganz zu verhindern.
- Da brat mir doch einer ’nen Storch! – Ausruf wenn etwas für nicht möglich Gehaltenes dennoch eintritt
- Sie wurde vom Storch ins Bein gebissen – sie ist schwanger. Als sexuelle Aufklärung noch tabu war, wurde Kindern weisgemacht, dass Babys vom Storch gebracht würden.
- Jemanden zur Strecke bringen – ihn besiegen, vernichten, töten. Aus der Jägersprache, wo erlegtes Wild in Reih und Glied ausgestreckt abgelegt wird. Dieser Platz wird die Strecke genannt.
- Das ist ein Streit um Kaisers Bart – es ist eine unnütze Diskussion um Belangloses. Unterschiedliche Erklärungen für die Entstehung der Redensart werden geliefert. So stritten sich beispielsweise Gelehrte ernsthaft darüber, ob Karl der Große einen Bart trug oder nicht.[150]
- Einen Streit vom Zaun brechen – unvermittelt/ohne Vorwarnung Streit anfangen. Landstreicher rissen schon mal eine Latte aus dem Zaun, wenn ihnen etwas nicht passte.
- Jemandem einen Strich durch die Rechnung machen – seine Absicht durchkreuzen. Vermutlich vom Lehrer, der die Rechenlösung des Schülers als falsch durchstreicht.
- Es geht mir gegen den Strich – ich habe etwas dagegen. Katzen reagieren gereizt, wenn sie entgegen der Wuchsrichtung ihrer Haare (gegen den Strich) gestreichelt werden.
- XY geht auf den Strich – XY wirbt und bedient als Prostituierte/r Kunden. Aus der Jägersprache, wonach die männliche Waldschnepfe während der Balzzeit in Baumhöhe den Wald durchstreift (Schnepfenstrich)
- Nach Strich und Faden betrügen – konsequent oder über lange Zeit täuschen. Aus dem Handwerk der Weber, wo gute Ware aus Strich und Faden gewirkt ist.
- Jemandem einen Strick (aus etwas) drehen – ihn wegen einer Äußerung/einer Tat zu Fall bringen. Dürfte einen Hinweis auf den Strick bedeuten, mit dem Verbrecher zu Tode kamen.
- Wenn alle Stricke reißen … – Im schlimmsten Fall bzw. falls alle anderen Absicherungen fehlschlagen. Normalerweise gefolgt von einem letzten Plan, der in jedem Fall funktionieren wird (soll).
- Er spielte den Strohmann für jemanden – die Interessen eines Dritten, der sich nicht zu erkennen gibt, vorgeblich in Eigenregie oder aber als Treuhänder wahrnehmen. Strohmann ist auch gleichbedeutend mit Vogelscheuche.
- Ein Strohwitwer – ein Mann, der (meist kurzfristig) von seiner Frau getrennt ist. „Strohbraut“ wurde früher eine Frau genannt, die schon vor der Hochzeit Geschlechtsverkehr hatte und deshalb bei der Trauung statt des Myrtenkranzes nur einen Strohkranz tragen durfte.
- Sich auf die Strümpfe machen – eilig verschwinden. Man hat bildlich keine Zeit mehr, sich in Ruhe Schuhe anzuziehen.
- Große Stücke auf jemanden halten – ihn hoch einschätzen, ihm voll vertrauen. Große Stücke waren die wertvolleren Münzen, die man brauchte, um eine begehrte Ware zu erwerben.
- Den Sündenbock spielen – für Verfehlungen Dritter bestraft werden. An Jom Kippur wurde ein Sündenbock in die Wüste gejagt, nachdem ihm der Hohepriester die Sünden des Volkes auferlegt hatte.
- Die Suppe auslöffeln, die ein anderer eingebrockt hat – für die Taten eines Dritten (mit)bestraft werden.
- Jemandem in die Suppe spucken bzw. die Suppe versalzen – seine Pläne durchkreuzen, sein Vorhaben vereiteln.
- Süßholz raspeln – auf plumpe Art schmeicheln. Süßholz ist eine Staude, deren Wurzel Zuckersaft enthält, der unter anderem für die Herstellung von Lakritze verwendet wird.

## T
- Mit jemandem Tacheles reden – etwas offen und ohne Umschweife ansprechen oder diskutieren. Aus dem Jiddischen, abgeleitet vom hebräischen Wort tachlit תכלית (dt. Ziel, Zweck).
- Es ist noch nicht aller Tage Abend – es ist noch nichts endgültig entschieden, vieles kann noch geschehen.
- Etwas aufs Tapet bringen – etwas ansprechen, in die Diskussion einbringen. Aus dem Französischen entnommen, wo mit „tapis“ die Tischdecke auf dem Konferenztisch gemeint war.
- Sich in die Tasche lügen – sich etwas vormachen, sich selbst betrügen.
- Nicht alle Tassen im Schrank haben – geistig nicht normal sein. Tasse ist eine Verballhornung von jiddisch toschia „Verstand“. Regional auch: Nicht alle Latten am Zaun haben.
- Das ist eine Tatarennachricht – das ist eine Lüge, Ente, Falschmeldung. Nach einer Erzählung aus Russland, wonach die Festung Sewastopol ein Jahr vor ihrem endgültigen Fall im Krimkrieg bereits als erobert gemeldet wurde.
- Einen im Tee haben – alkoholisiert sein, ursprünglich durch den Genuss von Tee mit Rum.
- Über den Tellerrand (hinaus-)schauen – offen für Neues und Ungewohntes sein
- Auf dem Teppich bleiben – bei den Tatsachen bleiben, keinen Träumereien nachgehen. Herkunft unsicher.[151]

Etwas unter den Teppich kehren (von Banksy)

- Etwas unter den Teppich kehren (wollen) – von der Tagesordnung absetzen/ein strittiges Thema nicht diskutieren wollen/verheimlichen. Vielleicht vom Bild einer Putzfrau, die Unrat unter dem Teppich verschwinden lässt
- Den roten Teppich für jemanden ausrollen – ihn willkommen heißen. Bei Staatsbesuchen sieht das Protokoll vor, dass der Gast das Haus über einen eigens für ihn ausgelegten roten Teppich betritt
- Den Teufel durch (den) Beelzebub austreiben – ein Übel durch noch ein größeres ersetzen. Aus der Bibel (Mt 12,27 EU).
- Den Teufel an die Wand malen – Unheil dadurch heraufbeschwören, indem man darüber spricht. Man ging davon aus, dass der Teufel erscheint, wenn man seinen Namen ausspricht oder ein Bild von ihm malt.
- Auf Teufel (regional auch: Deibel) komm raus – mit aller Gewalt, bis aufs Äußerste. So lange an einem Projekt festhalten, bis sogar der Teufel auf den Plan tritt.
- Ein ungläubiger Thomas sein – etwas nicht glauben, an allem zweifeln. Laut der Bibel (Joh 20,24–29 EU) glaubte der Apostel Thomas nicht an die Auferstehung Jesu, bis er von diesem aufgefordert wurde, seine Hand in seine Seite zu legen. Jesu’ Kommentar: Selig, die nicht sehen und doch glauben.

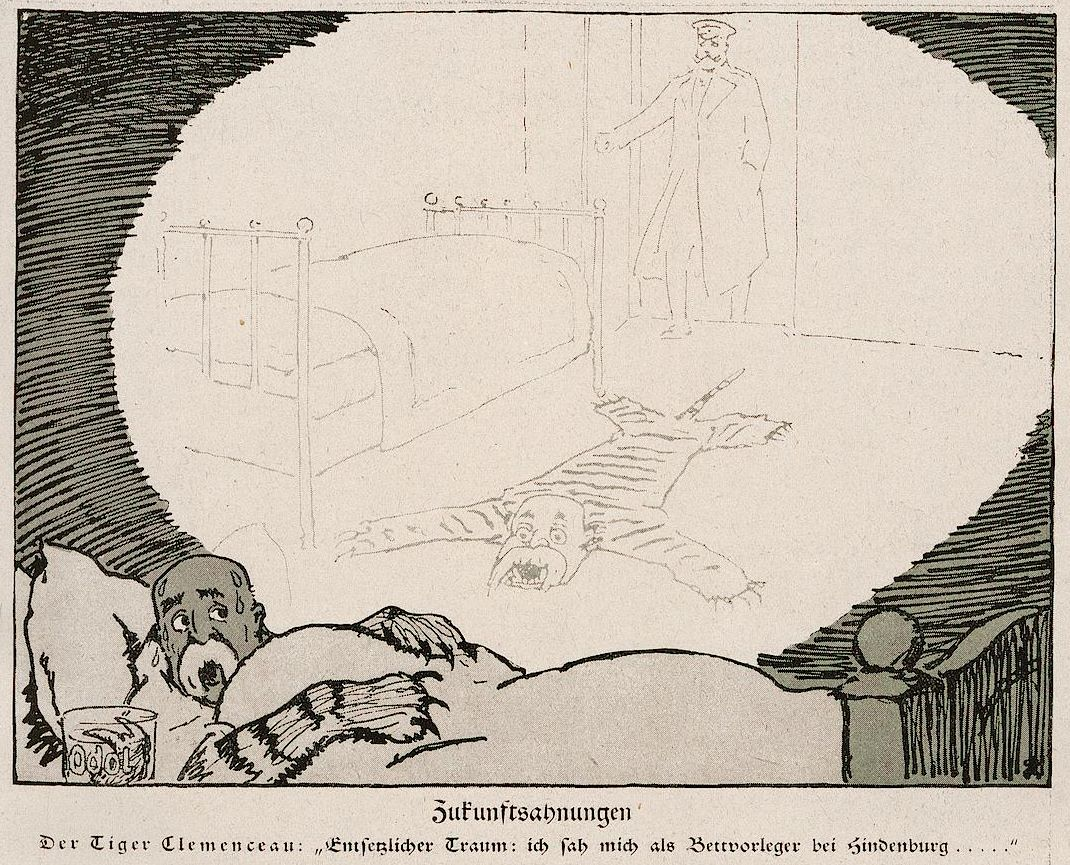
Zukunftsahnungen – Der Tiger Clemenceau: „Entsetzlicher Traum: ich sah mich als Bettvorleger bei Hindenburg …“ (1918)

- In der Tinte sitzen – sich in Schwierigkeiten befinden, in der Patsche sitzen, in der Klemme stecken.
- Als Tiger gestartet und als Bettvorleger gelandet – bei weitem nicht erreicht haben, was man angekündigt hatte.
- Jemanden über den Tisch ziehen – ihn (eher trickreich) besiegen, ausspielen. Vom bayerischen Volkssport Fingerhakeln abgeleitet, wo nicht allein die Kraft, sondern vor allem die Technik den Ausschlag geben kann. (Bild)
- Das wurde am grünen Tisch entschieden – es wurde bürokratisch und ohne Sachkenntnis entschieden. Die Redewendung geht angeblich zurück auf den Immerwährenden Reichstag in Regensburg, wo im Kurfürstenzimmer des Alten Rathauses ein grüner Tisch gestanden hatte.
- Das Tischtuch zerschneiden – die Freundschaft aufkündigen. Im Mittelalter wurde bei der Ehescheidung das von den beiden Partnern gehaltene Tischtuch in der Mitte zerschnitten. Siehe auch Ludwig Uhlands Gedicht „Die Schlacht bei Reutlingen“.
- Tomaten auf den Augen haben – etwas nicht sehen/erkennen.
- Eine treulose Tomate sein – wortbrüchig oder unzuverlässig sein; Verabredungen nicht einhalten.
- Treppenwitz (häufig „Treppenwitz der Geschichte“) – treffliche Antwort, aber zu spät (auf der Treppe, beim Weggehen) eingefallen, um sie noch loszuwerden.
- Auf den Trichter kommen – die Lösung des Problems finden / eine Sache begreifen. Die Redensart geht wohl auf den Nürnberger Trichter zurück, der fehlender Intelligenz nachhelfen sollte.
- Trick 17 – eine sofort wirkende Lösungsmöglichkeit für ein ungewöhnliches Problem. Abgeleitet von einem englischen Kartenspiel, bei dem 17 die höchste Punktzahl war.
- der Tropfen, der das Fass zum Überlaufen bringt – die Wiederholung eines Verhaltens, die zum Ende von jemandes Geduld führt.
- Gerne im Trüben fischen – unlauter sein / unfaire Tricks einsetzen.
- Etwas in trockenen Tüchern haben – etwas gesichert / erledigt haben: die Geburt ist vorbei, wenn das Kind in trockene Tücher gewickelt ist.
- Da fehlt noch das Tüpfelchen auf dem i – es ist noch nicht rund bzw. vollständig. Das i ohne Tüpfelchen ist kein i. Nach der Bibel (Mt 5,18 EU).
- Mit der Tür ins Haus fallen – sofort und ohne Umschweife zur Sache kommen.
- Einen Türken bauen / etwas türken – etwas vormachen, hinters Licht führen. Bei der Eröffnung des Kaiser-Wilhelm-Kanals 1895 fand in Kiel eine Parade von Kriegsschiffen vieler Nationen statt. Jedes wurde mit seiner Nationalhymne begrüßt. Leider hatte der Kapellmeister keine Partitur für die osmanische Hymne und intonierte stattdessen „Guter Mond du gehst so stille“. Möglicherweise bezieht sich die Redewendung auch auf den „Türken“, den von Wolfgang von Kempelen gebauten Automaten in Gestalt eines schachspielenden Türken mit Turban, der angeblich wirklich spielen konnte (stattdessen war ein Schachspieler im Automaten versteckt)
- Das kommt mir nicht in die Tüte – das dulde oder akzeptiere ich nicht. Vermutlich Händlersprache, wo der Kunde bestimmte Waren ablehnt.
- Von Tuten und Blasen keine Ahnung haben – gewissermaßen der Superlativ von keine Ahnung haben. Die Redewendung hat ihren Ursprung von der im Mittelalter und der Frühen Neuzeit als anspruchslos angesehenen Tätigkeit des Nachtwächters, dessen Arbeit – zu voller Stunde in ein Horn zu blasen – schlecht bezahlt war.[152]

## U
- Nichts für ungut – abschwächend gemeint: eine vorherige, eventuell zu harte Aussage teilweise zurücknehmend.
- Was dem einen sin Uhl, ist dem andern sin Nachtigall (Was dem einen seine Eule, ist dem anderen seine Nachtigall) – über Geschmack lässt sich (nicht) streiten.
- Die Uhr ist abgelaufen – jemand wird bald sterben oder ist gerade gestorben. Die Wendung bezieht sich auf eine Sanduhr und stammt aus Goethes Briefroman Die Leiden des jungen Werthers: „Meine Uhr ist noch nicht ausgelaufen, ich fühle es.“
- Unrasiert und fern der Heimat – ohne den gewohnten Komfort weit weg von der Heimat. Anspielung auf August Graf von Platens Ballade Das Grab im Busento, in der beschrieben wird, wie der Gotenkönig Alarich I. „Allzu früh und fern der Heimat“ bestattet werden musste.
- Unter ferner liefen – weit hinten im Feld, ohne Bedeutung für den Ausgang eines Wettbewerbs. Die Wendung stammt aus dem Bereich der Pferdewetten. Dort sind nur die ersten drei Pferde eines Rennens relevant – man setzt bspw. auf „Sieg“ oder „Platz“ (erster bis dritter Platz), oder man sagt die Reihenfolge des Zieleinlaufs der ersten drei Pferde voraus. Das Ergebnis eines Rennens wurde daher früher in vier Spalten veröffentlicht: die ersten drei Pferde wurden in jeweils einer Spalte notiert, zusätzlich bestand noch eine Spalte namens ferner liefen, in der alle übrigen teilnehmenden Pferde ab dem vierten Platz aufgeführt wurden.
- Fröhliche Urständ feiern – fröhliche Auferstehung feiern (meist negativ gemeint). Urstand ist ein veraltetes Wort für Urzustand.
- Sich über Wasser halten – noch gerade eben ein finanzielles Auskommen haben

## V
- Etwas verbaseln – vom Mittelniederdeutschen „basen“, unsinnig reden oder handeln, aber auch etwas verlieren, vertrödeln, versäumen
- Sich in etwas verbissen haben – sich (meist irrigerweise) auf etwas festgelegt haben. Der Ausdruck stammt aus der Waidmannssprache.
- Verflucht (auch: Verflixt) und zugenäht! – Steigerung von verflucht nochmal. Zitat aus einem Studentenlied: „Als mir mein Liebchen die Folgen unserer Liebe gesteht, da hab’ ich meinen Hosenschlag verflucht und zugenäht.“ Üblich sind auch die weniger harten Versionen wie „verflixt/verdammt und zugenäht“.
- Jemanden oder etwas nicht verknusen können (norddeutsch) – eine Person nicht ausstehen können beziehungsweise einen Vorfall oder eine Aussage nicht akzeptieren können. Niederdeutsch verknusen bedeutet „kauen, verdauen“.
- Da verließen sie ihn – die Kräfte verließen ihn, er war überfordert, er wusste nicht mehr weiter. Nach der Bibel (Mt 26,56 EU), wo es heißt: „da verließen ihn alle seine Jünger“.
- Etwas vermasseln – eine Aufgabe nicht bewältigen, etwas verderben. Das jiddische Wort „Masel“ bedeutet „Glück“.
- Unter verschärften Bedingungen – unter schwierigeren Bedingungen als üblich
- Jemand hat verschissen – mit jemandem unversöhnlich zerstritten sein.
- In jemanden verschossen sein – in jemanden verliebt/verknallt sein. In der Studentensprache wurde damit auf die Pfeile des Liebesgottes Amor angespielt.
- Ums Verrecken – vulgär für „mit allen Mitteln“, unter allen Umständen, dezenter: „auf Teufel komm raus“. Meist aber in der Negativform „Nicht ums Verrecken“ gebraucht, = derb für „überhaupt nicht“. Verrecken = ordinär für sterben. Österr: „Auf’s Verrecken“. Die Redewendung „Ums Verrecken“ hat in weiten Teilen Österreichs eine völlig andere Bedeutung und bringt zum Ausdruck, dass ein gestecktes Ziel extrem knapp verfehlt wurde. Die vulgärform für „praktisch nichts“ soll den Unmut darüber noch verstärken.
- Wer etwas verschlimmbessert, hat zwar die gut gemeinte Absicht, etwas zu verbessern, verschlimmert aber stattdessen die Situation durch sein Hinzutun.
- Keine Verwandten kennen – schonungslos seine Ziele verfolgen
- Da herrscht Vetternwirtschaft! – eine seit Urzeiten beklagte Untugend, Verwandte und Freunde zu bevorzugen.
- Er/sie hat einen Vogel (oder eine Meise etc.) – nicht ganz bei Verstand, bei Trost, oder bekloppt sein. Dem gleichgesetzt Wendungen wie ‚bei ihm piepst es‘, die darauf anspielen, dass das Gehirn nicht intakt ist.
- Er hat den Vogel abgeschossen – er hat – positiv wie negativ – eine außerordentliche Leistung / Dummheit gezeigt. Aus dem Schießsport, wo häufig ein Vogel das Ziel darstellt (z. B. Adlerschießen)
- Etwas auf Vordermann bringen – etwas verbessern, in Ordnung bringen. Der Begriff stammt ursprünglich aus dem Militär, wo man sich beim Antreten und Ausrichten in Reih und Glied nach dem Vordermann richten muss. Wenn die Reihe also schief war, wurde sie „auf Vordermann gebracht“.

## W
- Einen an der Waffel haben – kaum nachvollziehbar sprechen oder agieren; hierbei wird, meistens nicht ganz ernst gemeint, Geisteskrankheit angenommen.
- Mit stumpfen Waffen kämpfen – unter ungleichen Bedingungen kämpfen, ein hoffnungsloser Kampf.
- Das ist die Wahl zwischen Pest und Cholera – egal wie man sich entscheidet, geht es schlecht aus.
- Den Wald vor lauter Bäumen nicht sehen – sich durch viele Nebensächlichkeiten vom Wesentlichen ablenken lassen.
- Ich glaube, ich stehe im Wald – das kann doch überhaupt nicht wahr sein/das gibt es nicht; nach einer US-amerikanischen Filmkomödie aus 1982, die im Teenager-Milieu spielt.
- Auf der Walz sein – auf Wanderschaft sein. Handwerksburschen gingen (und gehen wieder) nach Beendigung ihrer Lehre auf mehrjährige Wanderschaft, wo sie sich weitere Fertigkeiten in ihrem Beruf aneignen konnten, ehe sie Meister werden konnten.
- Jemanden an die Wand stellen – ihn hinrichten. Bei einer Erschießung steht der Verurteilte vor einer Wand. Die Redewendung wird selten verwendet. Meist in der Form „Der gehört doch an die Wand gestellt!“ Damit ist gemeint, dass ein bestimmtes Verhalten eine Strafe nach sich ziehen muss.
- Hausen wie die Wandalen – sinnlos zerstören, große Unordnung hinterlassen. Der germanische Stamm der Wandalen eroberte und plünderte 455 n. Ch. die Stadt Rom. Es gibt berechtigte Zweifel, dass er dabei grausamer vorging als andere Heere.
- Zieh dich warm an! – mach dich auf etwas Unangenehmes gefasst! Eine Drohung, wird aber auch scherzhaft verwendet.
- Stille Wasser gründen tief – wie man sich bei jemand täuschen kann! Vormals in Schlesien soll es „Stilles Wasser, tiefer Loch“ geheißen haben.
- Das Wasser steht ihm bis zum Hals (seit dem 17. Jahrhundert).[153] – er ist in einer sehr bedrohlichen Lage.
- Das Wasser läuft ihm im Munde zusammen.[153] – er hat großen Appetit; er freut sich sehr.
- Es treibt ihm das Wasser in die Augen.[153] – er weint (übertragen: er leidet).
- Wasser unter dem Kiel haben (in gutem Fahrwasser sein) – vorwärtskommen
- Sie ist nahe am Wasser gebaut – sie ist sehr gefühlsbetont und neigt schnell zum Weinen (auch „Heulsuse“ genannt).
- Das ist Wasser auf seine Mühle – das kommt ihm sehr gelegen. Häufig unfreiwillige Hilfe an Dritte. Aus der Müllersprache, wo Mühlräder auf Wasser angewiesen waren.
- Jemandem das Wasser abgraben.[153] – die Pläne einer Person durchkreuzen bzw. seine Chancen stark mindern; siehe vorstehend.
- Wasser in den Wein gießen – die Begeisterung dämpfen, die Freude verderben. Die Wirklichkeit ist eher ernüchternd.
- Mit allen Wassern gewaschen sein – schlau oder unerschrocken oder durchtrieben sein. Wohl aus der Seemannssprache, wonach einer, der schon auf allen Weltmeeren gekreuzt hat, über sehr viel Mut, Kaltblütigkeit und Erfahrung verfügt.[154]
- Ins kalte Wasser geworfen werden – ohne ausreichende Vorbereitung vor eine schwierige Aufgabe gestellt werden.
- Da fließt noch viel Wasser den Rhein runter – das wird noch sehr lange dauern.
- Wasser fließt halt immer bergunter – so ist der Lauf der Dinge.
- Alle Wasser laufen ins Meer. (Bibel, Prediger 1:7) – es kommt alles irgendwann zusammen.
- Er kocht auch nur mit Wasser – auch er hat keine Zaubermittel, auch er wird es nicht besser machen.
- Jemandem das Wasser nicht reichen können (seit dem 16. Jahrhundert)[153] – ihm weit unterlegen sein. Im Mittelalter, als noch mit den Fingern gegessen wurde, reichten Diener nach dem Essen tief verneigt den Gästen Wasser zum Händewaschen. War dies schon erniedrigend, wie tief stand erst einer im Ansehen, der nicht einmal mehr diese Aufgabe übernehmen durfte.
- Kein Wasser halten können – nicht gediegen sein; unreell sein.[153]
- Kein Wässerchen trüben können – ein ungefährlicher Mensch sein; oder anderen vorspielen, man sei harmlos
- Wasser predigen und Wein trinken – den anderen sagen, wie man sich zu verhalten hat, sich aber selber nicht daran halten.
- Das ist Wasser in den Bach getragen – es ist überflüssig, unsinnig. Vgl. „Eulen nach Athen tragen“.
- Sein Waterloo erleben – eine vernichtende Niederlage erleiden. 1815 erlitt der französische Kaiser Napoléon Bonaparte bei dem belgischen Ort Waterloo eine entscheidende Niederlage, nach der er endgültig abdanken musste und auf die Insel St. Helena in Verbannung geschickt wurde
- Wat mutt, dat mutt – zeigt einen Sachzwang auf.
- Das geht mir auf den Wecker – das stört mich. Wecker stören in der Morgenstunde.
- Alle Wege führen nach Rom – jedes Ziel lässt sich auf unterschiedlichsten Wegen erreichen. Die befestigten Straßen im Römischen Reich, seinerzeit einzigartig, waren zumeist darauf ausgerichtet, die Hauptstadt erreichen zu können.
- Das ist alter Wein in neuen Schläuchen. – Das sind alte, schon bekannte Inhalte, nur in neuer Verpackung, aber ohne wirkliche Verbesserung (vgl. Mt 9,17 EU, Mk 2,22 EU, Lk 5,37 EU).
- Reinen Wein einschenken – Klartext reden, jemandem die (unbequeme) Wahrheit sagen.
- Die Weisheit mit Löffeln gefressen haben – sich gescheit vorkommen, aber im Grunde ein Dummkopf sein. Weisheit lässt sich eben nicht per Nahrung zuführen.
- Mit dem ist es nicht weit her – der oder das taugt nicht viel. Bodenständiges war anscheinend auch früher nicht sehr geschätzt.
- Das ist weit hergeholt – das ist unpassend, abwegig, unlogisch, unbegründet.
- In ein Wespennest greifen/stechen – eine gefährliche Sache aufgreifen, die noch für ziemlich viel Aufruhr sorgen wird. Selbsterklärend für Leute, die mal ein Wespennest zerstören wollten.
- Eine weiße Weste haben – unschuldig sein/sich keiner Schuld bewusst sein. Gegenteil: Flecken auf der Weste haben. Nach dem 2. Weltkrieg war der sogenannte ‚Persilschein‘ eine amtliche Bestätigung, in den Jahren davor keine dunklen Flecken auf die Weste bekommen zu haben.
- Das war für ihn ein gemähtes Wiesle – das kam ihm sehr zupass, darauf hat er bloß gewartet. Wiesle, schwäb. für Wiese, bayrisch auch g’mahte Wiesn. War sie gemäht, war der Großteil der Arbeit schon getan.
- Er/sie ist (total) durch den Wind – das heißt, zumindest im Augenblick, erschöpft, verwirrt oder nicht mehr zurechnungsfähig. Aus der Seglersprache, wenn man sich durch widrige Verhältnisse, z. B. mittels Kreuzen, durchgekämpft hat und entsprechend abgekämpft ist.[155]
- Wind von der Sache bekommen – Kenntnis von einer Sache erlangen, die andere geheim halten wollten.
- Man hat ihm den Wind aus den Segeln genommen – man hat ihm wichtige Argumente zerpflückt, seine Position geschwächt. Aus der Schifffahrt, wo gewiefte Segler ihre Gegner damit benachteiligen, dass diese weniger Wind auf ihre Segel bekommen.
- Er brütet ein Windei aus – die Sache ist unausgegoren, es steckt nichts dahinter. Als Windei wird ein zum Brüten untaugliches Ei ohne Kalkschale bezeichnet.
- Er kämpft da gegen Windmühlen – sein Kampf ist aussichtslos, eigentlich aber: er kämpft gegen bloß eingebildete Gegner. Miguel de Cervantes lässt seinen Helden Don Quijote, auch „Ritter von der traurigen Gestalt“ genannt, in einer Windmühle einen vermeintlichen Riesen erkennen, gegen den er trotz Warnung seines Schildknappen ein Gefecht beginnt, das nicht gut für ihn ausgeht.
- Jede Woche eine neue Sau durchs Dorf treiben – das Ablenkungs- und Täuschungsmanöver, die mangelnde Substanz einer Idee oder Maßnahme durch Aktionismus zu überspielen und eine Folge von neuen, ebenfalls wenig oder gar nicht überlegten oder unausgereiften Ideen bzw. Maßnahmen (= Sauen) in schneller, überrumpelnder Folge genauso wortreich und glänzend zu verkaufen.
- Ein Wolf im Schafspelz sein – böse Absichten haben, sich aber nach außen als gutherzig darstellen. Vgl. bei Matthäus 7,15 die Warnung falschen Propheten, „die in Schafskleidung zu euch kommen, inwendig aber sind sie reißende Wölfe“.
- Mit den Wölfen heulen – des Vorteils wegen oder um Nachteile zu vermeiden etwas eher Verwerfliches tun. Schon bei den Römern bekannte Redewendung.
- Auf Wolke sieben schweben – verliebt, in Hochstimmung, freudig entrückt sein, aber auch: naiv sein. Vermutlich in Anlehnung an den Siebten Himmel in der islamischen Legende entstanden, wo Mohammed auf Abraham traf.[156]
- Im Wolkenkuckucksheim leben – völlig falsche Vorstellungen haben, sich in Phantasien verlieren. Der griechische Dichter Aristophanes hatte in seiner Komödie „Die Vögel“ einen Vogelstaat oberhalb der Wolken geschildert, für den der deutsche Übersetzer Ludwig Seeger dieses Wort schuf.
- In der Wolle gefärbt – durch und durch (eine Eigenschaft oder Überzeugung haben). Ein in der Wolle gefärbter Pessimist ist ein hundertprozentiger Pessimist. Wird die Wolle vor ihrer Verarbeitung gefärbt, hält sich die Farbe wesentlich länger, als wenn erst das fertige Gewebe eingefärbt wird. Der Ausdruck ist seit 1517 bezeugt.[157]
- Mit jemandem in die Wolle geraten – sich mit jemandem anlegen/streiten. Mit Wolle sind hier die Haare auf dem Kopf gemeint, an denen sich die Kontrahenten ziehen.
- Wolpertinger schießen gehen – leichtgläubig sein oder zu Abenteuern aufgelegt sein. Wolpertinger sind bayerische Fabelwesen, die zu fangen angeblich recht leicht sein soll und großen Gewinn erwarten lässt. Vor allem Auswärtige werden zu diesem Abenteuer animiert, das im besten Fall zu Spott, gelegentlich aber auch zu peinlichen Situationen führt.
- Das letzte Wort haben – immer zuletzt was sagen in einer Diskussion am Ende noch etwas hinzufügen, obwohl es irrelevant ist.
- Über die Wupper gehen – sterben bzw. bankrottgehen. Zwischen dem Gefängnis in Elberfeld (heute Stadtteil von Wuppertal) und dem Hinrichtungsplatz lag die Brücke über den Fluss Wupper. Weitere, weniger wahrscheinliche Deutungen, sind im Schwange.
- Die Würfel sind gefallen – die Entscheidung ist gefallen und unumkehrbar (vgl. Point of no Return). Julius Cäsar soll mit den Worten „Alea iacta est“ den Fluss Rubikon überschritten und damit einen Bürgerkrieg provoziert haben, den die römische Armee dann für sich entschied.
- Ihm muss man die Würmer (einzeln) aus der Nase ziehen – durch geschicktes Fragen seine Geheimnisse entlocken. Im Mittelalter glaubte man, jeder Krankheit einen Wurm zuordnen zu können. Quacksalber versprachen sogar Geisteskrankheiten durch die Nase in Form von Hirnwürmern zu ziehen.[158]
- Mit der Wurst nach der Speckseite werfen – sich mit einer kleinen Gefälligkeit einen großen Vorteil schaffen wollen. Die Speckseite wurde wesentlich höher bewertet als die Wurst. Konnte man mit einer Wurst den meist unerreichbar weit oben hängenden Schinken herunterholen, hatte man für wenig Einsatz viel erreicht.
- Es geht um die Wurst – Zustand kurz vor Ende eines noch nicht entschiedenen Wettbewerbs
- Alles hat ein Ende, nur die Wurst hat zwei – ironische Äußerung über die Vergänglichkeit des Irdischen (vgl. Vanitas); 1986 Titel und Refrain eines Schlagers (Alles hat ein Ende nur die Wurst hat zwei (Krause & Ruth) – dort Näheres zur Herkunft der Redewendung)
- (Häselein) verschwinde wie die Wurst im Spinde! – aus einem deutschen Kinderlied bzw. Kinderspiel[159] stammende Aufforderung sich rasch zu entfernen
- Das ist mir wurst (wurscht) – das ist mir egal
- In die Wüste schicken – entlassen oder eines Amtes entheben. Geht zurück auf die Bibel (Lev 16,1 ff. EU), wonach einem Sündenbock durch Handauflegen die Sünden des Volkes Israel übertragen wurden und dieser dann in die Wüste vertrieben wurde

## X
- Jemandem ein X für ein U vormachen – jemanden betrügen wollen. Die römische Zahl V (5, die im Lateinischen auch für U stand) konnte leicht durch Verlängerung zu X (10) manipuliert werden.

## Z
- Da fällt dir kein Zacken aus der Krone – stell dich nicht so an! Eine beschädigte Krone schadet dem Ansehen ihres Trägers.
- Jemandem auf den Zahn fühlen – schnell und gründlich dessen Wissen und Können überprüfen. Ein Rosshändler erkannte durch einen Griff ins Maul schnell das wahre Alter des ihm angebotenen Pferdes (siehe Zahnaltersschätzung).
- Einen Zahn zulegen – schneller fahren, schneller werden. Manche Quellen führen die Redensart auf die Funktionsweise mechanischer Getriebe in der Frühzeit des Automobils zurück. Andere Autoren sehen den Ursprung in den Haushalten des Mittelalters, wo große Kochkessel über offenen Feuerstellen in eine Zahnstange eingehängt waren. Um die Temperatur im Topf zu erhöhen, wurde dieser einen Zahn tiefer gehängt – es wurde „ein Zahn zugelegt“. wikt:einen Zahn zulegen
- Den Zahn haben wir ihm gezogen – von dieser (komischen) Idee haben wir ihn abgebracht oder ihn von seinen Sorgen befreit. Früher wurden Zähne gezogen, wenn sie zu stark schmerzten.
- Sich die Zähne an etwas ausbeißen – eine schwierige Aufgabe trotz viel Einsatz nicht meistern können.[160]
- Den großen Zampano spielen – vermeintlich oder in der Tat die Fäden ziehen, nach denen die Puppen zu tanzen haben. Nach einer Hauptfigur im italienischen Film La Strada, gespielt durch den Schauspieler Anthony Quinn.

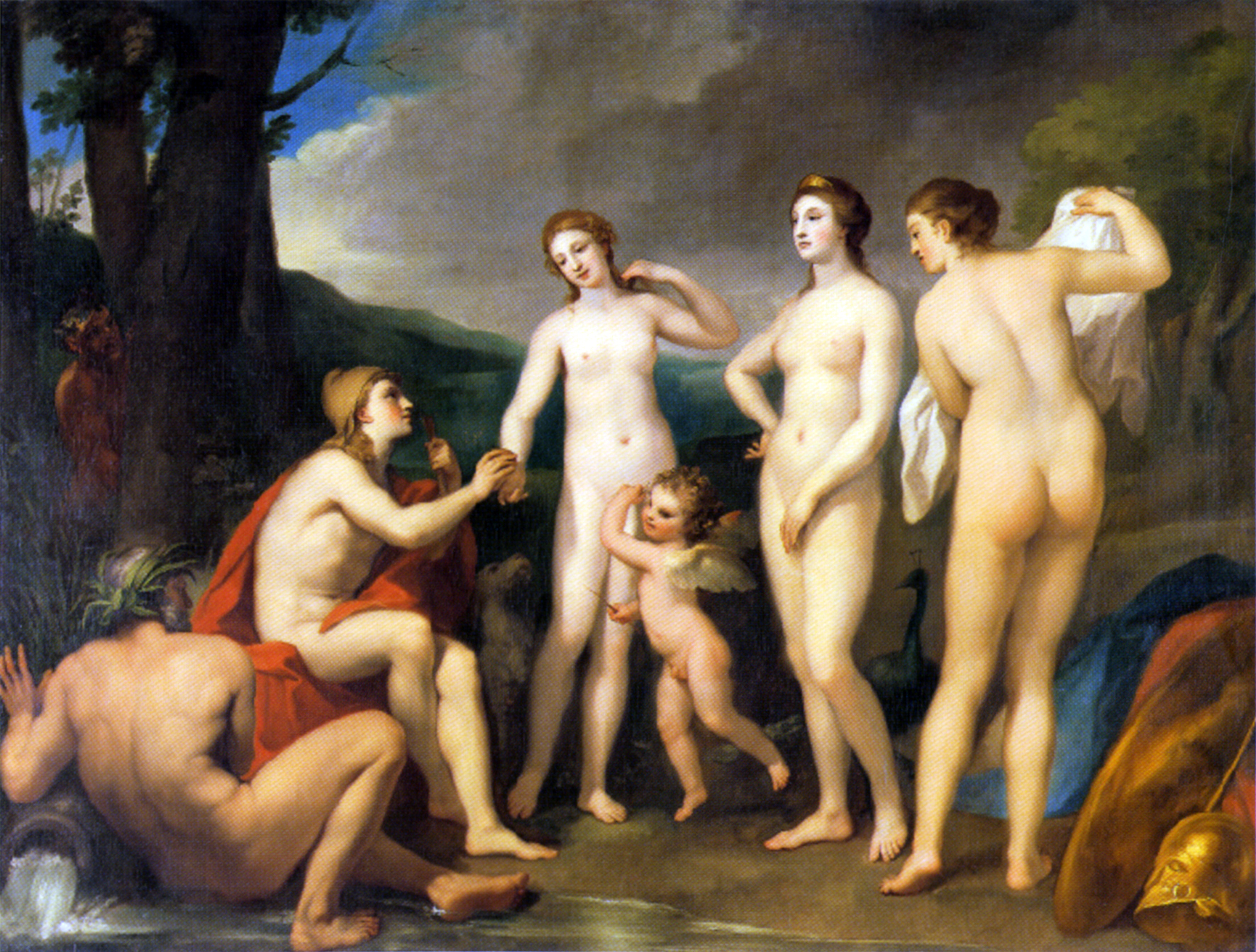
Anton Raphael Mengs: Urteil des Paris. Eremitage, St. Petersburg

- Der Zankapfel – der Gegenstand eines Streits. Nach der griechischen Mythologie wurde der Trojanische Krieg durch einen Streit zwischen den Göttinnen Hera, Aphrodite und Athene ausgelöst, wer von ihnen die Schönste ist. Paris sollte der Siegerin einen Apfel reichen.[161]
- Dann ist Zapfenstreich! – jetzt ist Nachtruhe/Ende der Veranstaltung! Aus der Militärsprache, wo zu einer bestimmten Uhrzeit der Ausschank an die Soldaten eingestellt werden musste – das Zapfen war somit ab diesem Zeitpunkt gestrichen.[162]
- Unter dem Zaun durch weiden – außerehelichen Verkehr pflegen (Allgäu). Weidetiere finden das Gras auf Nachbars Wiese besonders lecker.
- Wink mit dem Zaunpfahl – überdeutliches Hinweisen auf einen Sachverhalt (Dahinter steht die Vorstellung, dass ein Zaunpfahl so groß ist, dass das Winken damit nicht übersehen werden kann.)[163]
- Die Zeit ist abgelaufen – geht zurück auf die Messung der Zeit mit (ablaufendem) Wasser. Im antiken Griechenland begrenzten solche Wasseruhren die Redezeit vor Gericht. Gleichfalls: das Verrinnen der Zeit.
- Zeter und Mordio schreien – Bewusst viel Lärm um eine (meist kleine) Sache machen. In mittelalterlichen Gerichtssitzungen wurde die Anklage mit dem Wort „ze aehte her“ („herbei zur Verfolgung“) eingeleitet; der Rufer verpflichtete damit seine Mitbürger zur Mithilfe. Darauf folgte der Klagegrund, wobei „mordio“ für Mord und Totschlag stand.[164][165]
- Sich (mächtig) ins Zeug legen – sich mächtig anstrengen, um ein Ziel zu erreichen. Unter Zeug ist hier das Geschirr der Zugtiere zu verstehen.
- Jemandem am Zeug flicken – ihn kritisieren, ihm schaden. Eigentlich eine als schadhaft empfundene Stelle reparieren.
- Das Zeug dazu haben – genug Fähigkeiten für eine Aufgabe haben.
- Zielwasser trinken – meist innerlich etwas tun, um die tatsächliche Präzision und Treffsicherheit zu verbessern, beispielsweise beim Schießen oder im Ballsport. Der Begriff Zielwasser kommt aus der Soldatensprache.
- Wie Zieten aus dem Busch – urplötzlich, überraschend. General Hans Joachim von Zieten wurde berühmt für seine Taktik, mit seiner Reiterei den Gegner unvermittelt aus dem Hinterhalt anzugreifen und so die Schlacht für sich zu entscheiden.
- Eine Zigarre verpasst bekommen – zurechtgewiesen werden, getadelt werden. In der kaiserlichen Marine wurde der zu Tadelnde häufig in die Schiffsmesse beordert, wo der Vorgesetzte ihm eine Zigarre anbot, ehe er den Tadel aussprach. Das blieb der Mannschaft meist nicht verborgen.
- Einem zeigen, wo der Zimmermann ein Loch gelassen hat – ihn vor die Türe setzen. Eigentlich hat der Maurer dort ein Loch gelassen und der Zimmermann später eine Türe eingesetzt
- Da habe ich mit Zitronen gehandelt – da habe ich Verlust gemacht, einen (wirtschaftlichen) Misserfolg einstecken müssen.
- Das ist doch ein alter Zopf / Alte Zöpfe soll man abschneiden – das ist nicht mehr zeitgemäß/längst überholt. Mehrere Erklärungen werden dafür gegeben, darunter die, dass die preußische Armee lange an einer Haartracht festhielt, obwohl diese für den Dienstbetrieb eher hinderlich war.

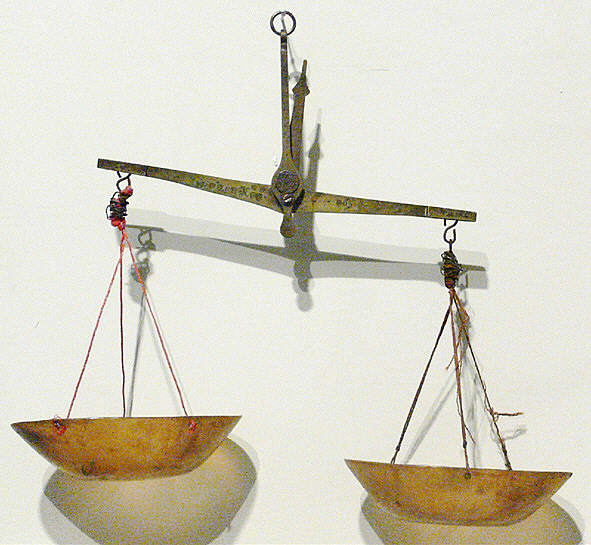
Kleine Balkenwaage (eine sogenannte Samenwaage, Süddeutschland, 1. Drittel 19. Jahrhundert), in der Mitte das nach oben gerichtete Zünglein

- Das Zünglein an der Waage führt in einer ansonsten unentschiedenen Situation eine Entscheidung herbei.[166]
- Es wird sich schon zurechtlaufen / Etwas läuft sich zurecht – mit der Zeit werden sich die Probleme von selber lösen.[167]
- Auf keinen grünen Zweig kommen – nichts erreicht zu haben. Stammt aus dem Mittelalter: Jemand, der Grund erworben hatte, bekam dazu einen in einen Klumpen Erde des Grundstückes gepflanzten grünen Zweig. Im Umkehrschluss ging es also um jemanden, dem es nicht gelungen war, eigenen Grund und Boden zu besitzen.
- In der Zwickmühle stecken (süddeutsch/alemannisch auch Fickmühle) – in einer schwierigen oder ausweglosen Situation sein. Abgeleitet vom Mühlespiel, wo ein Spieler bei jedem seiner Züge eine Mühle schließen kann, was den Gegner stets einen Stein kostet.
- Zwischen den Jahren – der Zeitraum zwischen Weihnachten und Heiligdreikönig. Stammt wohl aus der Zeit, als in katholischen Gegenden der Gregorianische Kalender galt, in evangelischen aber noch immer der Julianische. Siehe eigenen Artikel.
- Zwischen den Zeilen lesen – Verstecktes und nicht ausdrücklich Genanntes in einem Text erkennen und verstehen.